# Золота доба нідерландського живопису

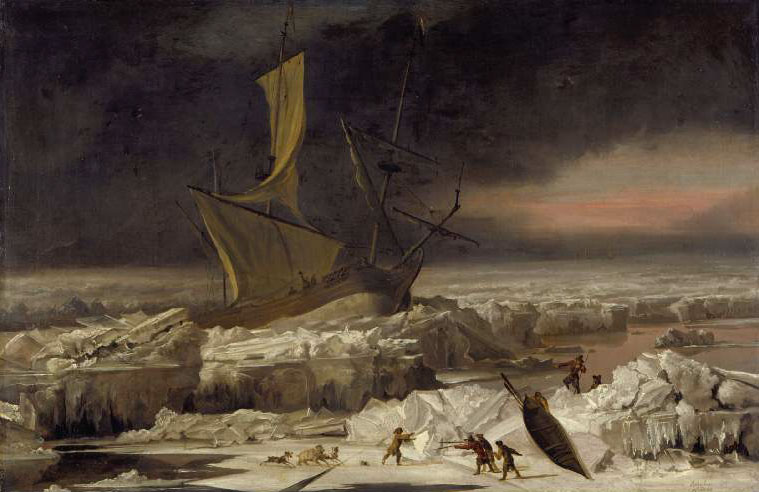
Абрахам Гондіус. «Авантюрна подорож в Арктику», 1677. Музей Фіцвільяма

Золота доба нідерландського живопису — найвидатніша доба в живопису в Нідерландах, що приблизно припадає на усе XVII століття.

## Історичні умови

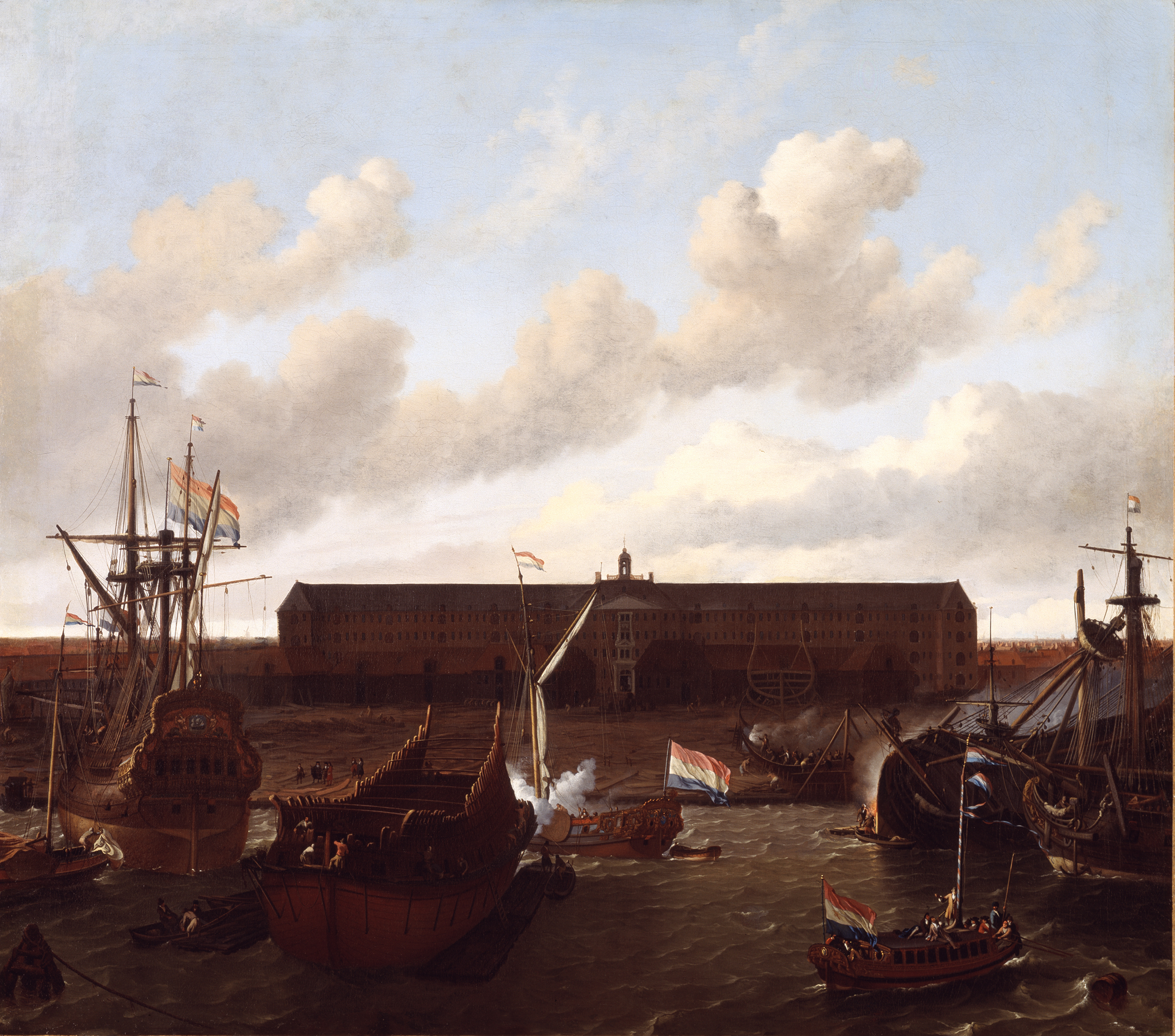
Людолф Бакхейзен. «Док Ост-Індської кампанії в Амстердамі», 1696

У 1579 році сім бунтівних провінцій Нідерландів в місті Утрехт створили Республіку Семи об'єднаних провінцій Нідерландів. Під час війни з Іспанією вдалося відстояти свою незалежність. Іспанці помстилися убивством 10 000 громадян міста Антверпен, що привело до масової еміграції в «Об'єднані Провінції» з територій Фландрії, контрольованих Іспанією. Вестфальська мирна угода 1648 р. визнала незалежність Республіки Об'єднаних провінцій.
Мистецтво Нідерландів логічно виросло на мистецтві всіх регіонів, що входили до території Історичних Нідерландів XV–XVI століть, коли вони разом з Фландрією входили до єдиних державно-політичних формувань. З XVII століття пройшло державне і мистецьке розмежування, що спонукало формування двох національних мистецьких шкіл, єдиних за походженням, але різних за ознаками. Свій внесок в мистецьке розмежування внесли і конфесійні розбіжності. Фландрія залишилась в лоні католицизму, де релігійне мистецтво мало новий розквіт в XVII ст.
В XVII столітті нідерландська нація лише починала свою історичну ходу. Саме в цей період стався рішучий розрив нідерландського мистецтва з мистецтвом попередньої епохи. Просте життя нідерландських бюргерів породжувало примітивні, практичні та приземленні смаки в мистецтві, в роботах художників вони прагнули бачити відображення власного життя, позбавленого шляхетності, широкої освіти, витончених смаків і шанування попередніх, середньовічних традицій.
Адже на початку XVII століття Нідерланди пережили низку років самоствердження і бадьорості. Бо успішно закінчувалася боротьба за власну незалежність від могутньої імперії Іспанії. Залишалася довга праця щодо визнання молодої держави, яка щойно з'явилася на політичній мапі Західної Європи. Самоствердження і бадьорість були притаманні і поведінці мешканців, і національному мистецтву, що активно позбавлялося релігійних обмежень, які йшли від католицької Італії. Панування протестантизму, що не визнавав релігійні образи, привело до значного скорочення замовлень на релігійний живопис. І, навпаки, це приведе до вибухового поширення світських за тематикою жанрів. Саме в мистецтві Нідерландів значної міці і розвитку набули портрет, пейзаж, побутовий жанр, натюрморт, подібного котрому не знали навіть визначні центри мистецтва у Італії чи Франції. Мистецтво Нідерландів XVII століття стало своєрідним феноменом в мистецькій ситуації Європи XVII століття. Шляхом, започаткованим митцями Нідерландів, підуть митці інших національних художніх шкіл Європи.
Таке бачення спрямувало нідерландських живописців до нового різновиду художнього реалізму, який поступово з'явився у всіх художніх жанрах — портретах, інтер'єрах, пейзажах, натюрмортах. Мода на ці роботи набула небаченого розмаху серед всіх верств суспільства, що породило колосальний попит на картини. Саме ці події призвели до того, що саме XVII століття стало «золотим» для нідерландського мистецтва.
Активне засвоєння наукових досліджень, технічних навичок, вивчення природних явищ, природних ресурсів океану і віддалених куточків світу, колоніальні війни і еміграція з країни — характерні ознаки XVII століття. В портретному жанрі з'явились зображення адміралів і офіцерів Ост-Індської кампанії. Якщо в XVI столітті кепкували з алхіміків, в XVII столітті чільне місце посіли зображення кабінетів, де працюють богослови, ботаніки, астрономи — тепер вже без жодних натяків на кепкування. Отримали поширення відвідини анатомічних театрів, де до анатомічних знань навернулись не потайки, а цілком відкрито — усі охочі з дозвіллям. На всі ці події відгукнувся і нідерландський живопис. Сюжетами картин нідерландських художників стають також доки Ост-Індської кампанії, мануфактури по переробці жиру китів, засідання ботанічних товариств. Низку «анатомчних уроків» створили — Міхіль Міревелт, Рембрандт, Корнеліс Трост, Ян ван Нек.
Як ван Нек портретував доктора і колекціонера анатомічних препаратів — Фредеріка Рюйша. Його колекція була добре знаною в Нідерландах, яку відвідували і земляки, і іноземці. За фантастичну ціну у 30 000 гульденів цю колекцію придбав для Санкт-Петербурга у 1717 році московський цар Петро І.

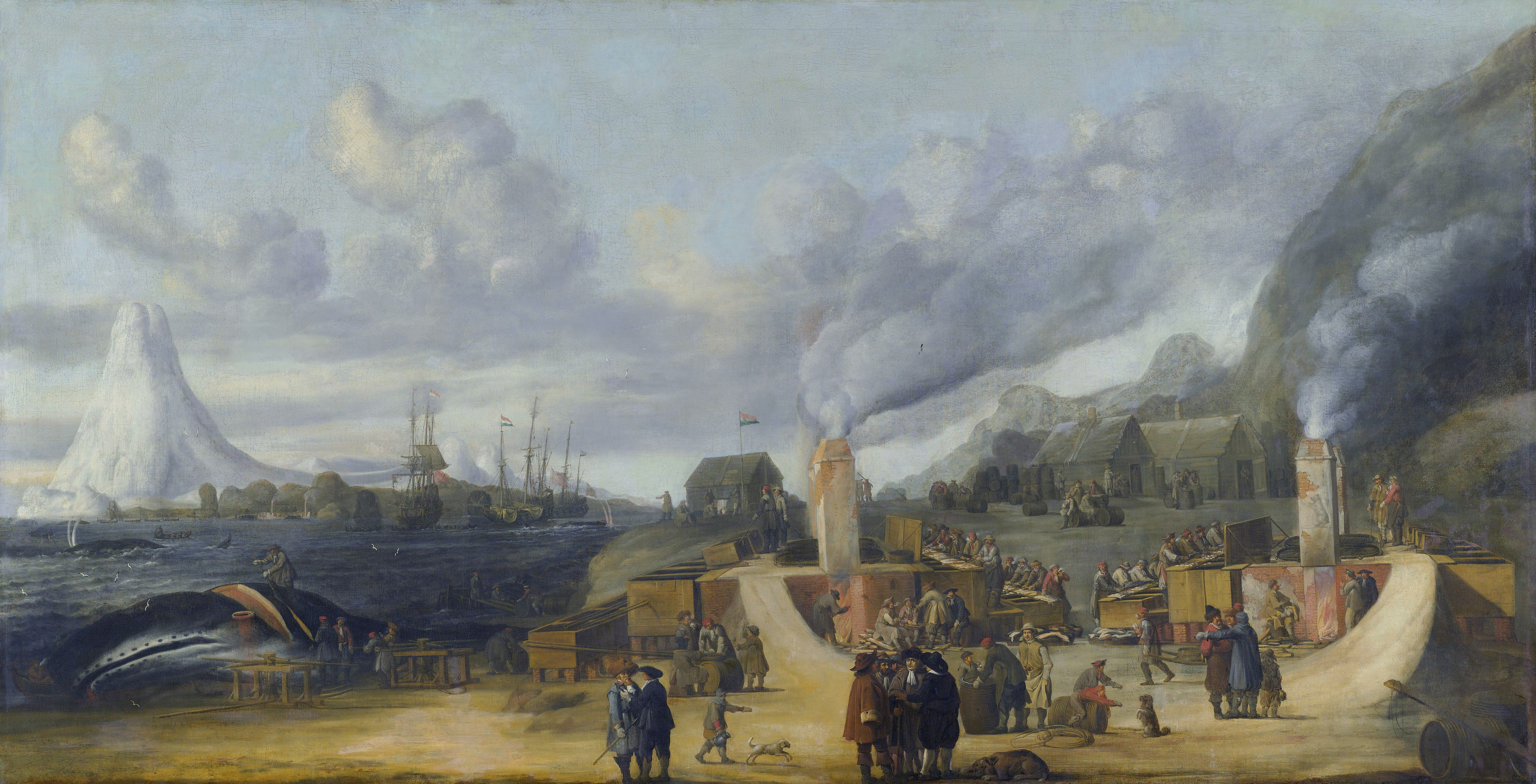
Корнеліс де Ман. Мануфактура з переробки китового жиру
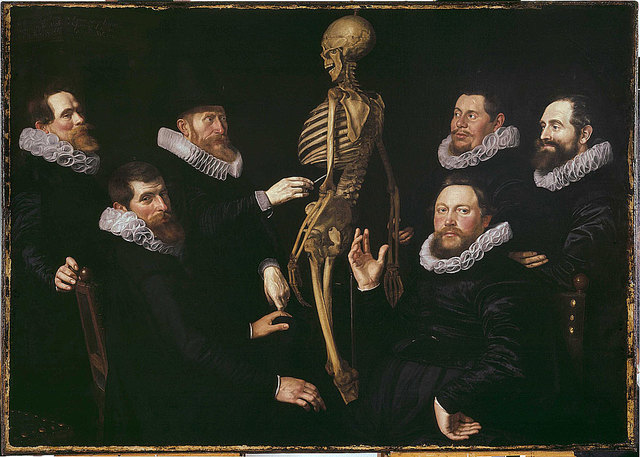
Ніколас Пікеной та Томас де Кейзер. ««Урок з вивчення кісток людини доктора Себастьяна Егбертца»
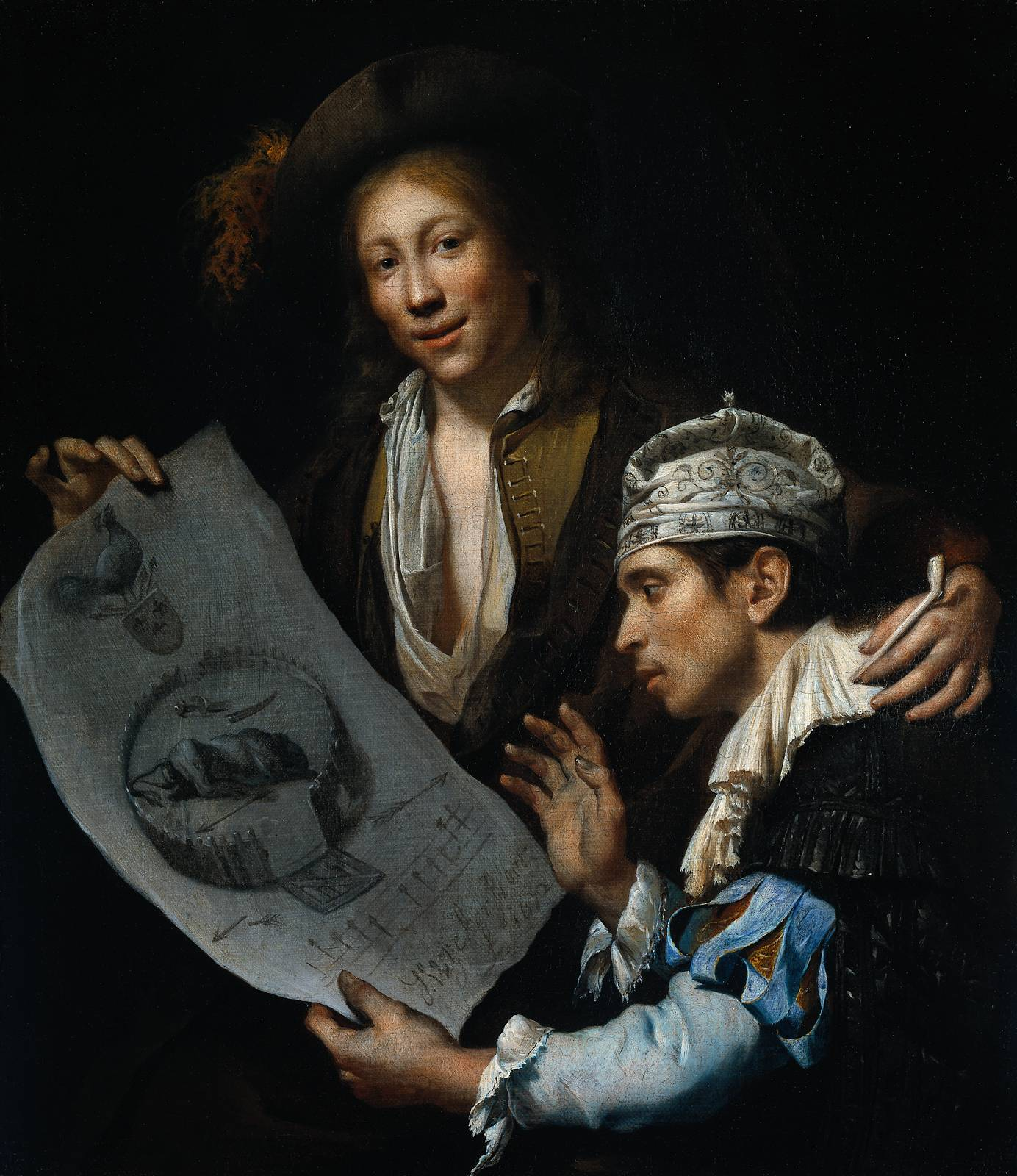
Худ. Йоханнес ван Війкерслот (1625–1687) «Алегорія на вторгнення Франції 1672 року»
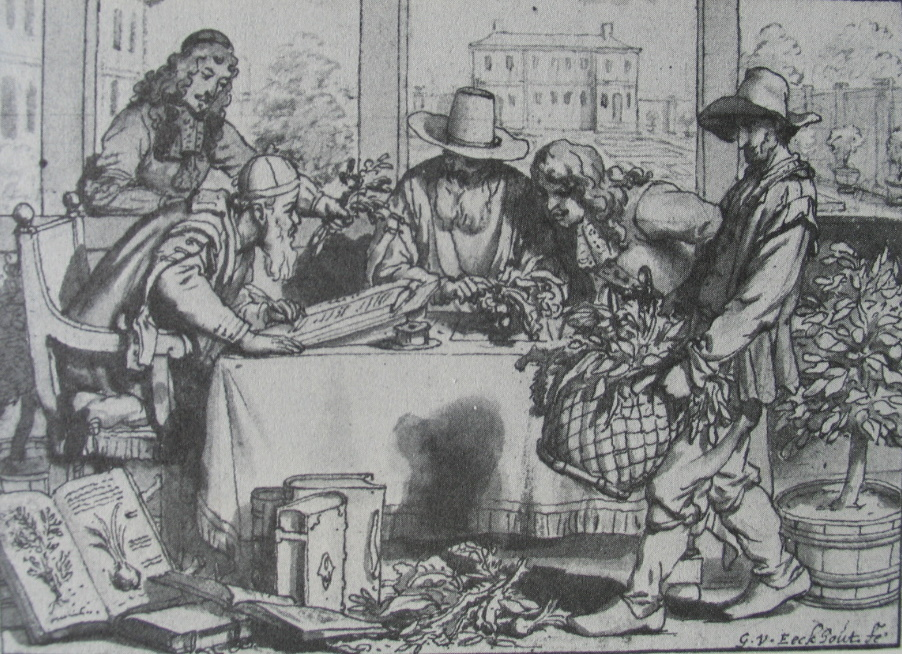
Ґербранд ван ден Екгоут. «Ботанічний гурток за роботою», малюнок. Середина XVII ст.
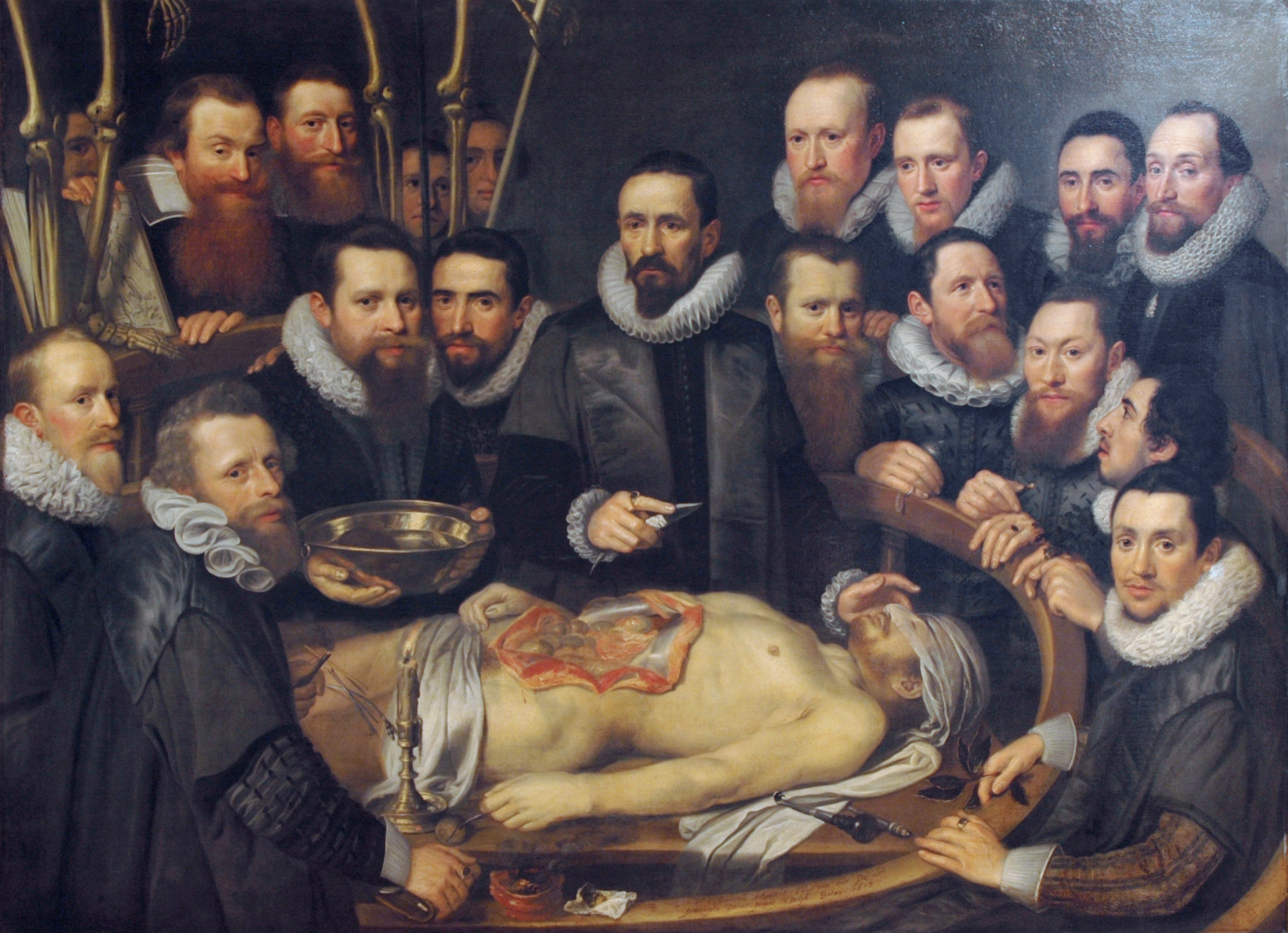
Міхіль Міревелт. Урок анатомії доктора ван дер Меєра.
Рембрандт. Урок анатомії доктора Тюльпа
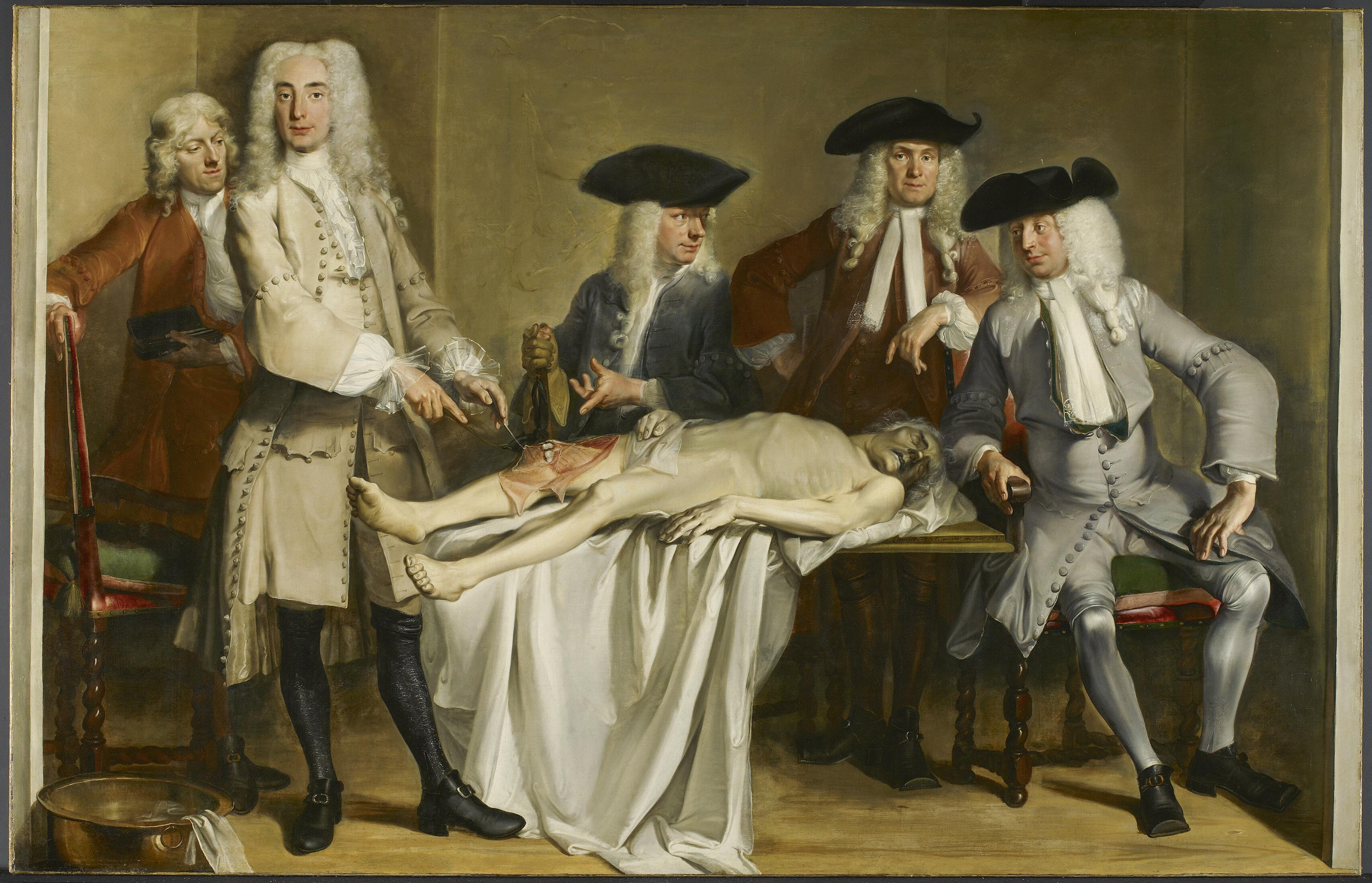
Корнеліс Трост. «Урок анатомії доктора Віллема Рюеля»
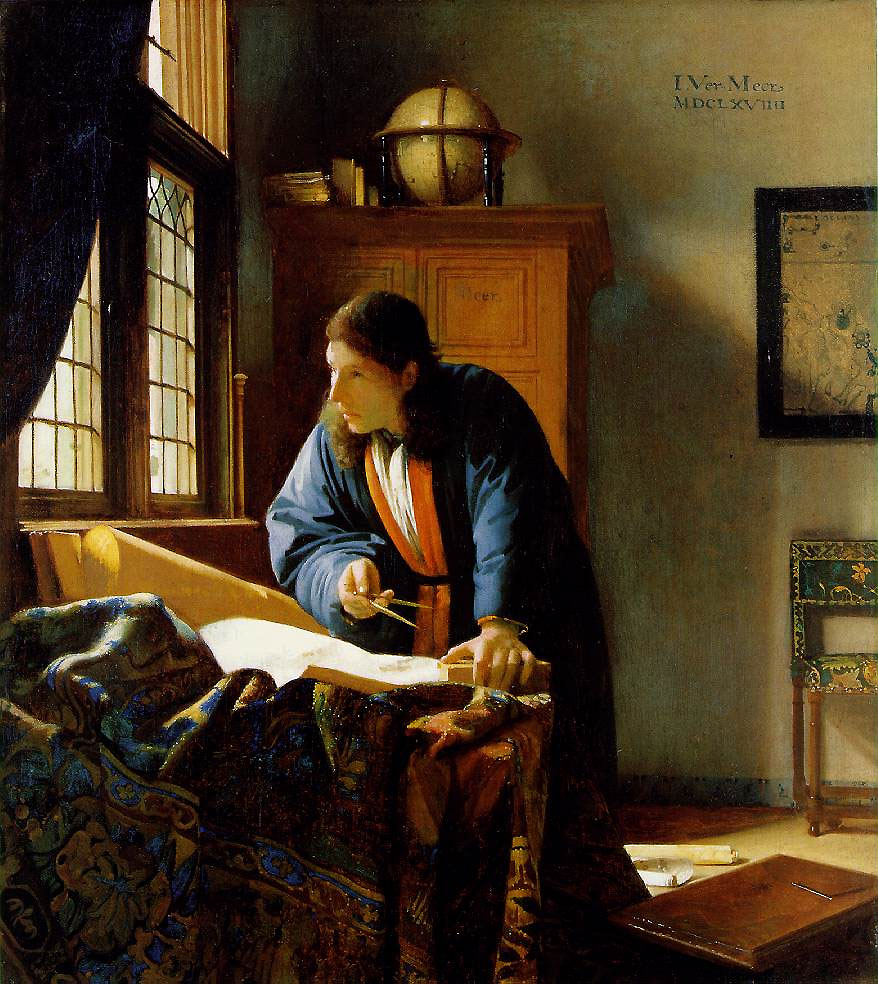
Ян Вермер. «Географ»
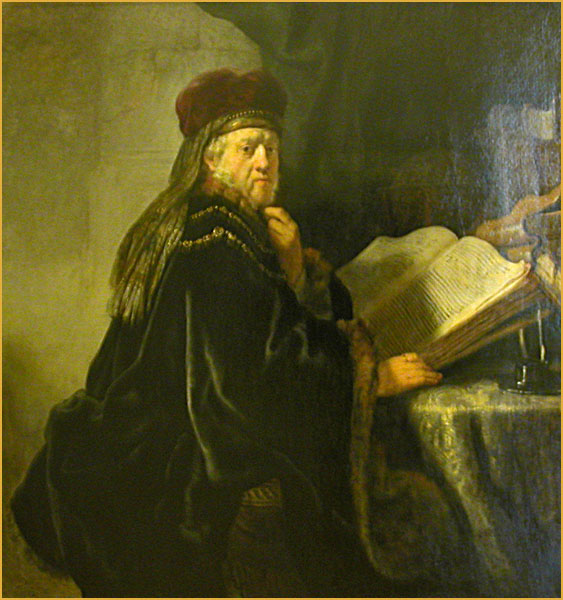
Рембрандт. Богослов.
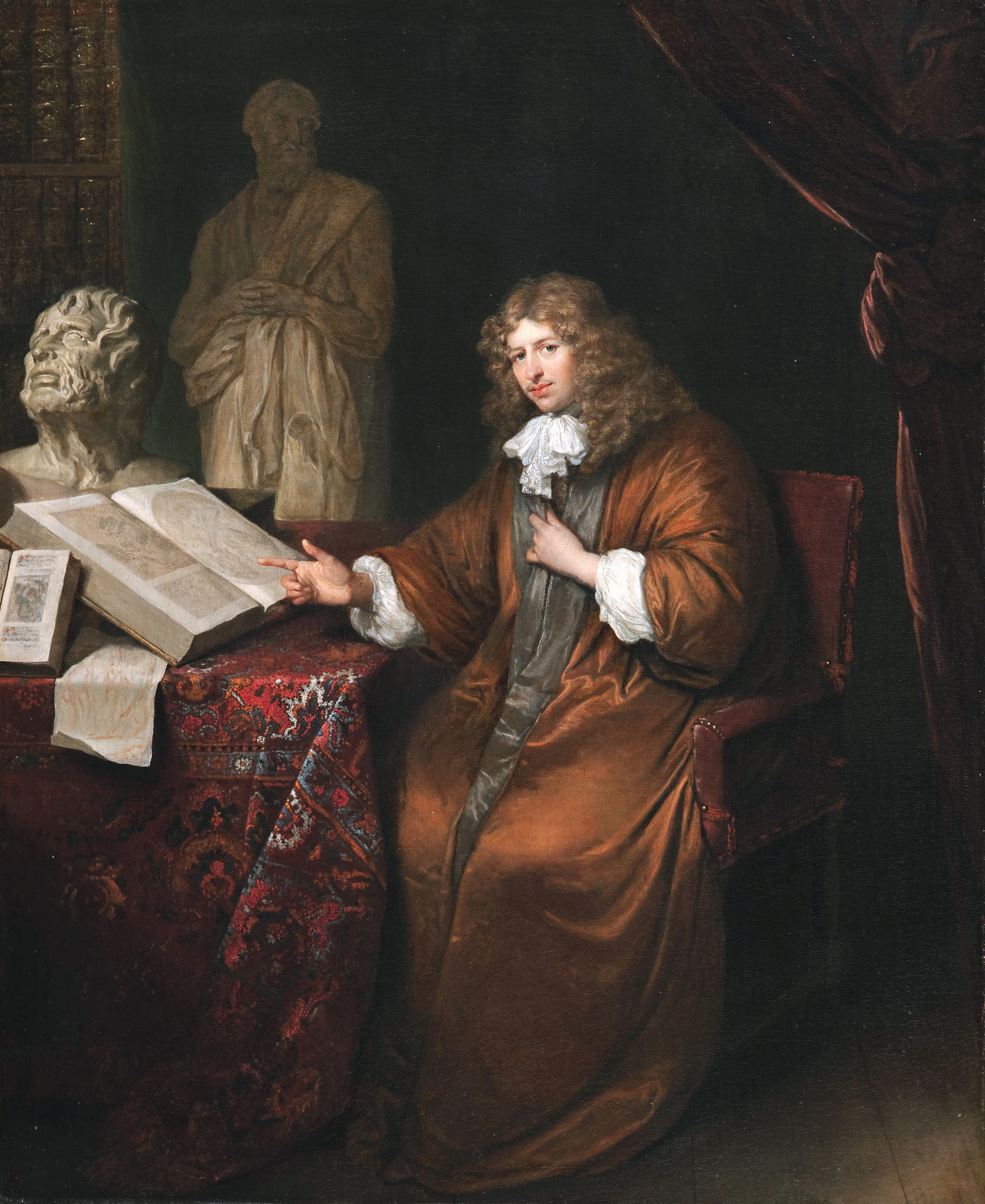
Каспар Нетшер. Абрахам Леннеп в кабінеті

## Утрехтські караваджисти
Особливу групу в мистецтві Нідерландії XVII століття посіли так звані утрехтські караваджисти. На відміну від більшості художників протестантської Голландії, мешканці Утрехта залишились в лоні католицької церкви і довгі роки підтримували зв'язки з осередком католицизму і витончених мистецтв Римом. Тут залюбки працювали представники нідерландського маньєризму попередньої доби, тобто XVI століття. Зв'язок з Римом і новітною течією в мистецтві — караваджизмом — успадкували саме утрехтці. Деякі з них десятиліттями жили і працювали в Римі — Гонтгорст, Дірк ван Бабюрен, багато обдарований Тербрюгген. До того ж Тербрюгген зустрічався в Римі з самим Караваджо і бачив, вивчав його твори.
Навіть серед талановитих утрехтських живописців особливе місце посів утаємничний Матіас Стомер, католик-фламандець, що переселився в Італію на все життя. А картини Стомера, надзвичайно високих мистецьких якостей, стали надбанням культури двох країн — Італії і Нідерландів XVII століття.
Відомими представниками нідерландського живопису цього часу є Галс, Рембрандт, Якоб і Саломон ван Рейсдал, Ян Вермер, Герард Терборх, Пітер Клас, Ян Стен, Віллем Клас Геда, Кристіан ван Каувенберг та ціла армія менш обдарованих майстрів.

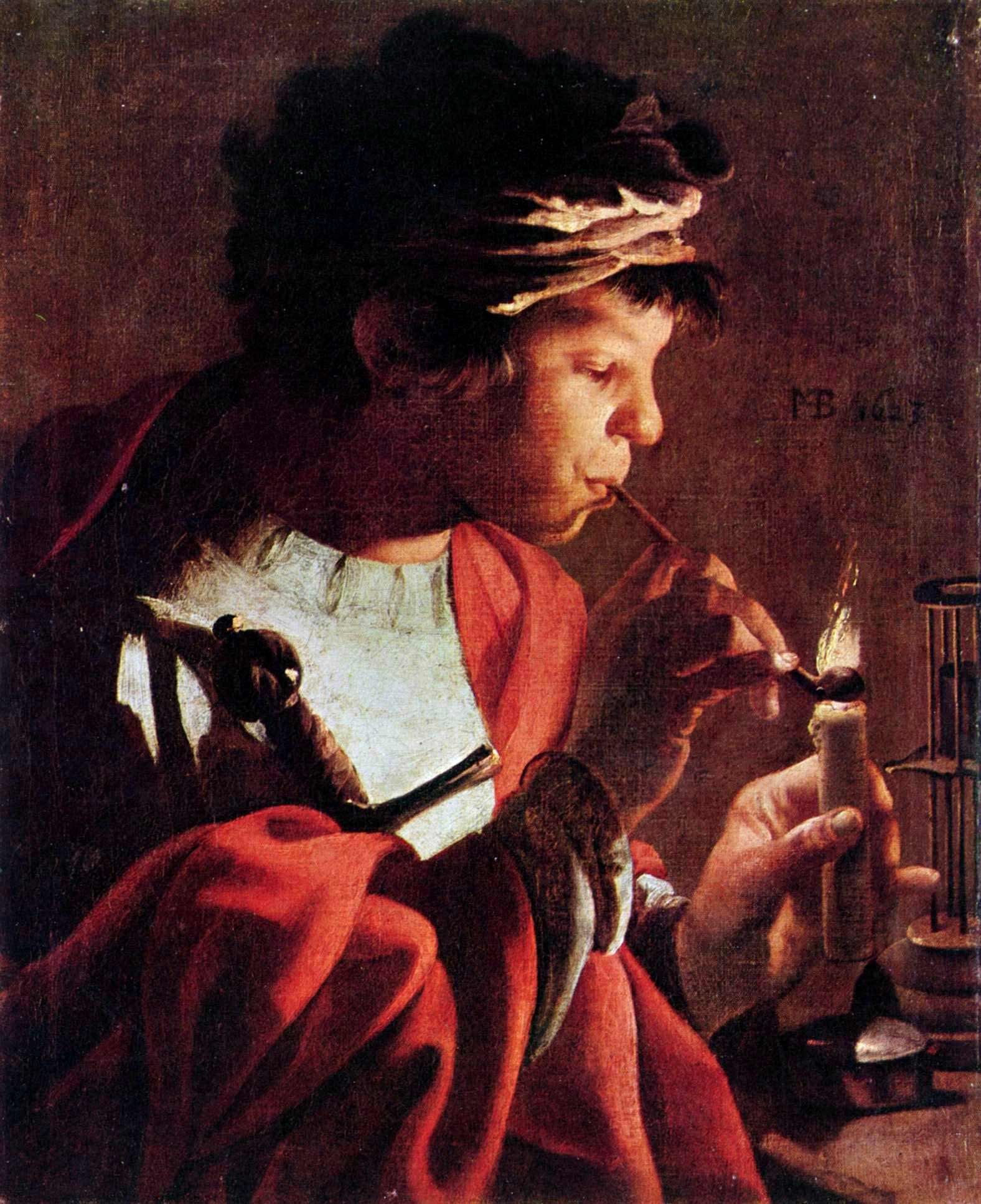
Молодий вояк розкурює люльку, 1623, місто Егер, Угорщина.худ.Тербрюгген
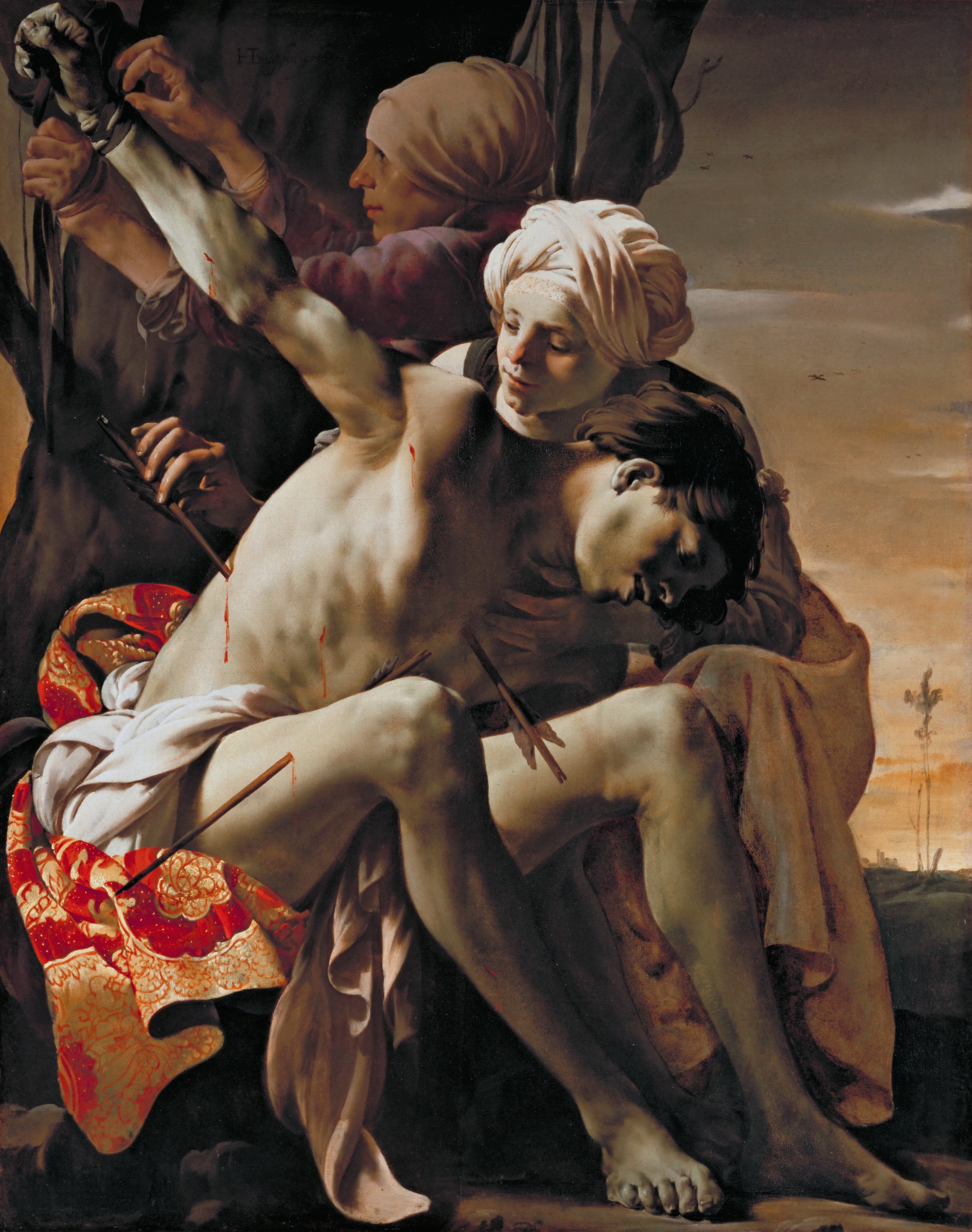
Тербрюгген.Свята Ірина рятує Святого Себастьяна
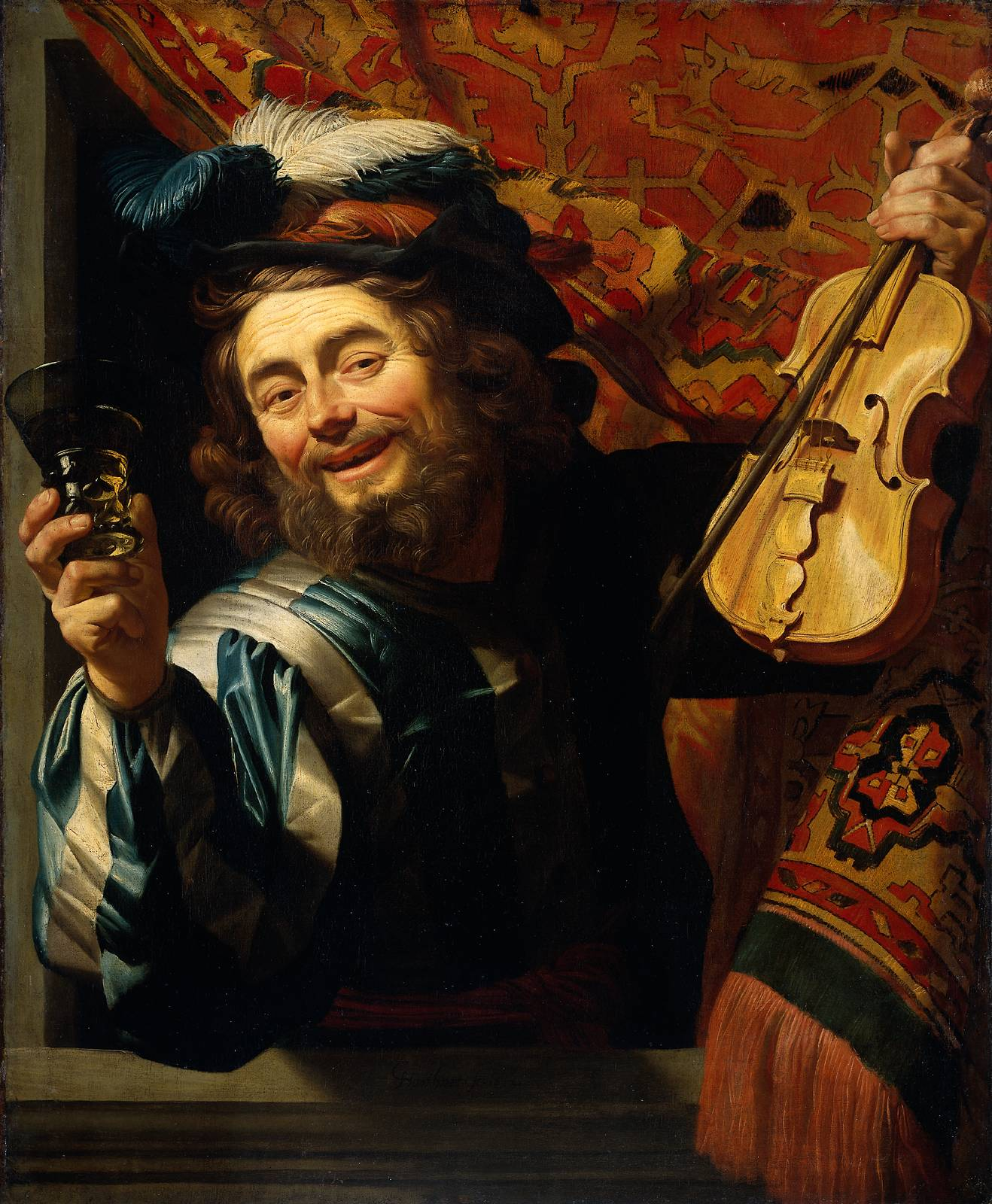
Караваджист Гонтгорст. Пьяненький скрипаль, 1623
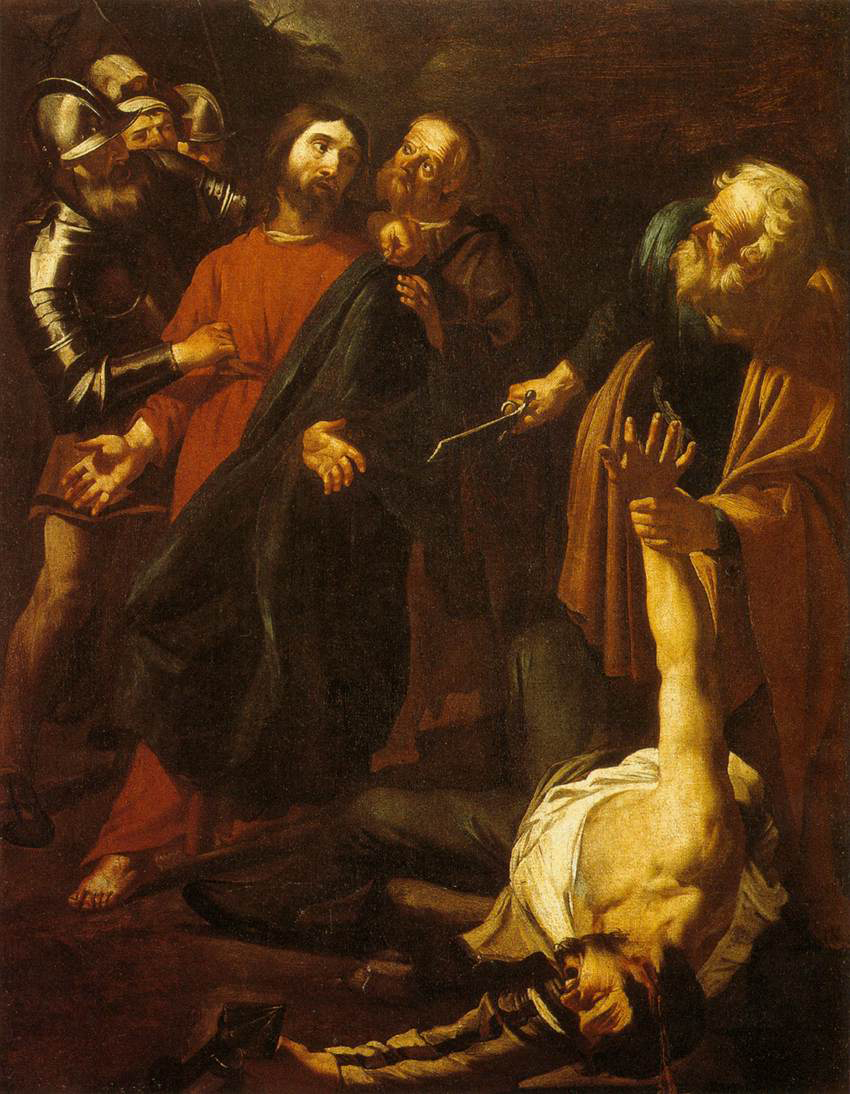
Бабюрен. Христа беруть під варту
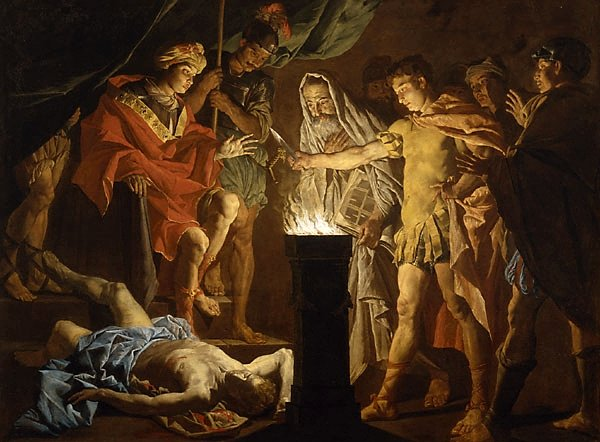
Стомер. Сцевола спалює власну руку перед загарбником Порсеною
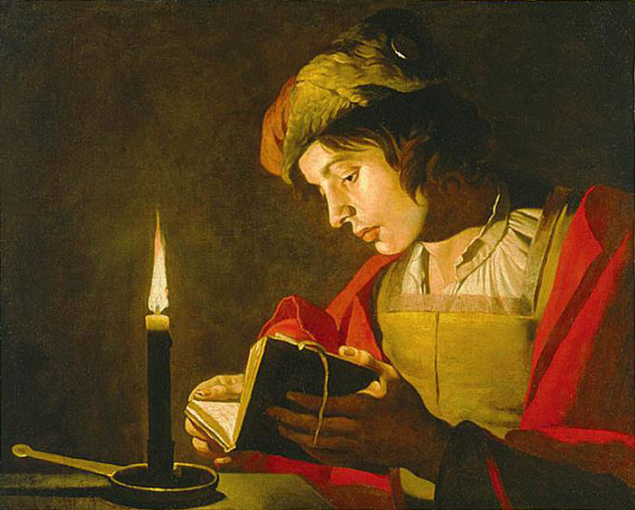
Стомер. Юнак читає перед свічкою. Музей, Утрехт
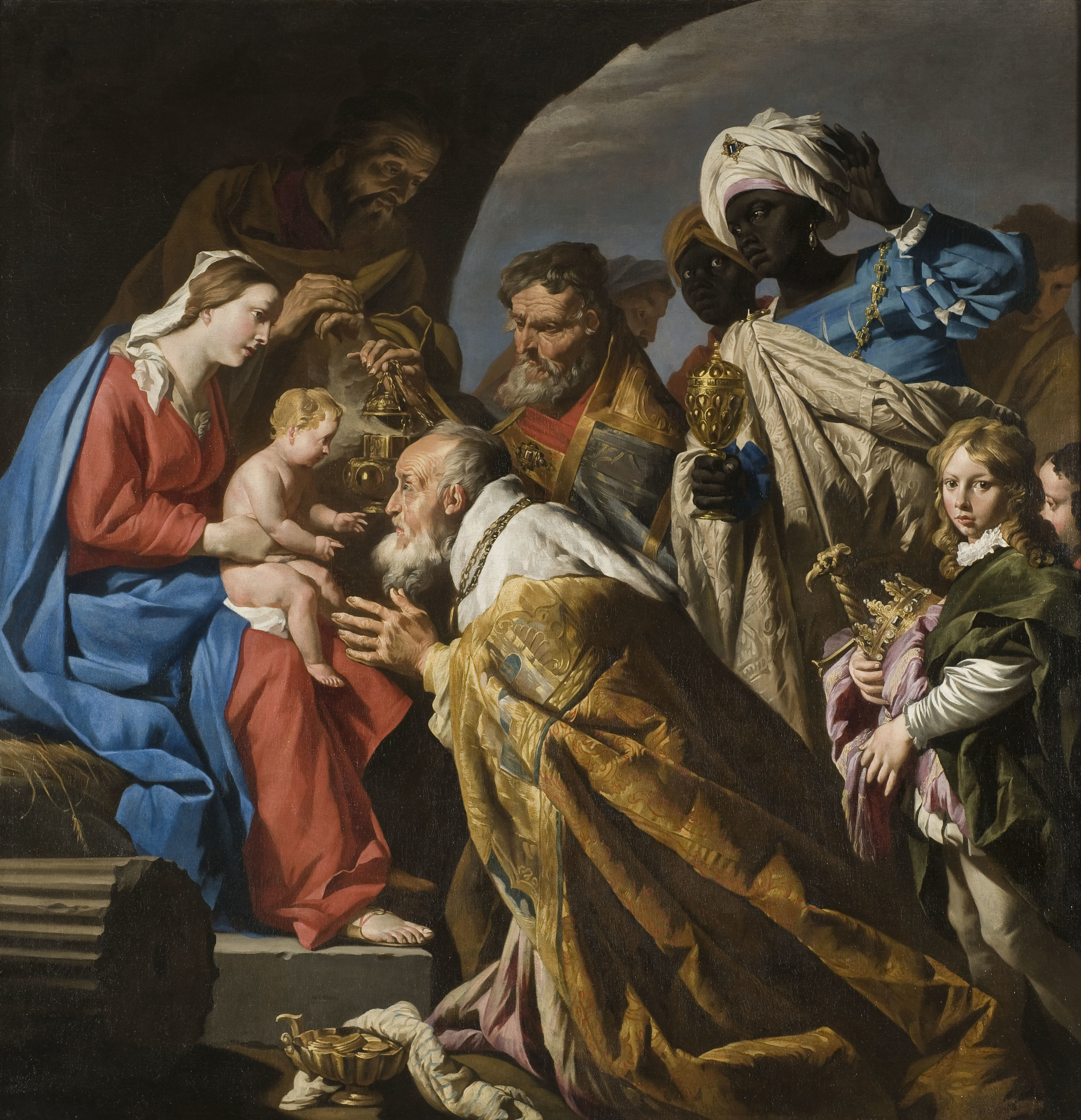
Стомер. Поклоніння волхвів
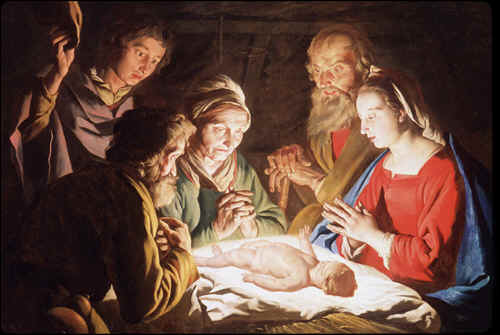
Стомер. Поклоніння пастухів. Музей мистецтв. Північна Кароліна

## Нідерландці й колоніалізм
Нідерландці не припиняли колонізації східних земель в Північній Америці, випередивши в цьому англійців. Перша назва Нью-Йорка — Новий Амстердам, надана нідерландцями-колонізаторами. Другорядний художник Франс Пост відвідав Голландську Бразилію, мешкав там роками і спокійно зафіксував використання рабів в усіх галузях побуту і тамтешнього виробництва. Художник Альберт Якобс Кейп писав родинні портрети на тлі з вітрильниками голландської Ост-індської кампанії, що колонізували острови в Індонезії. Серед картин нідерландських художників XVII століття — « Ґвалтування голландськими молодиками рабині-африканки» (художник Кристіан ван Ковенберг.)

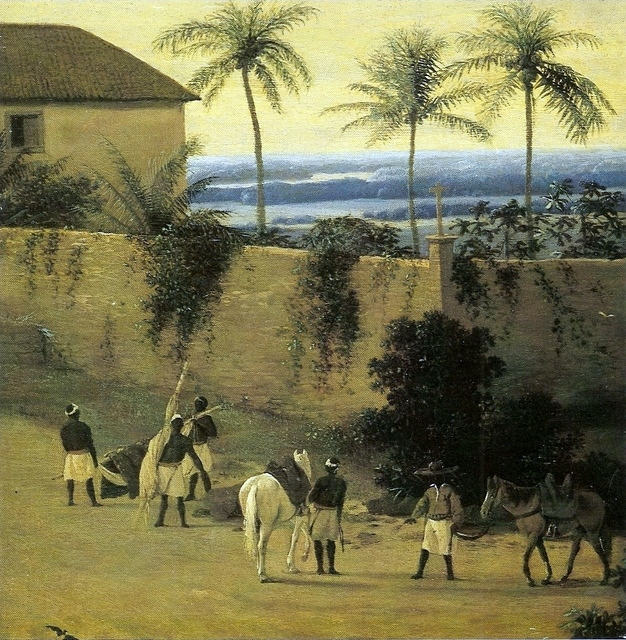
Голландець Франс Пост. «Пейзаж в Бразилії з рабами і кіньми перед муром», 1655
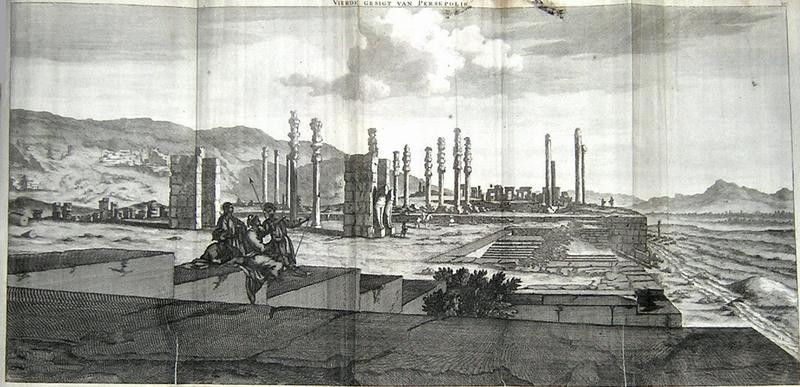
Гравер-нідерландець  Корнеліс де Брейн. «Залишки зруйнованого Персеполіса», Іран
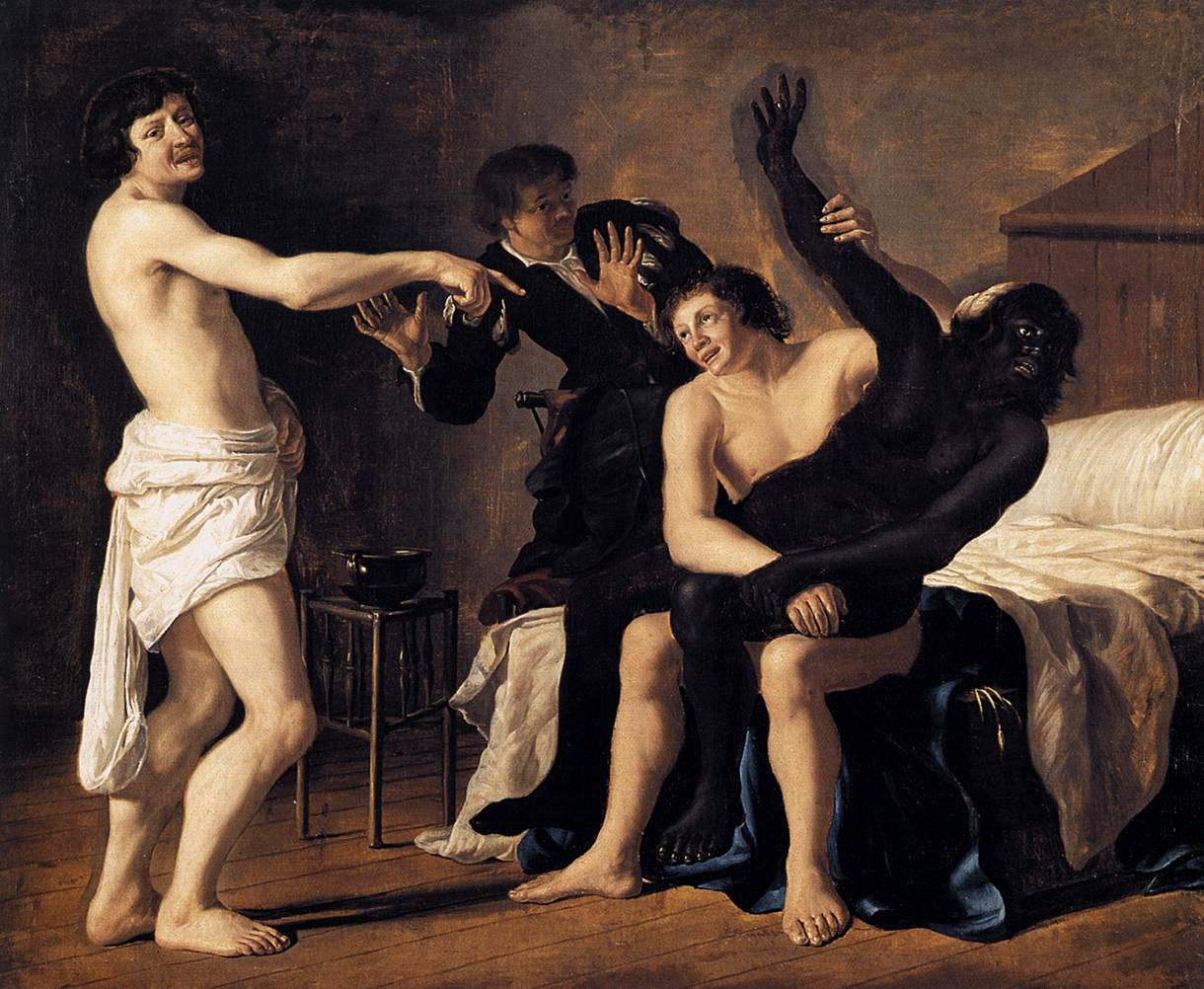
Голландець Кристіан ван Ковенберг. « Ґвалтування голландськими молодиками рабині-африканки»

## Умовність назви «золотого століття»

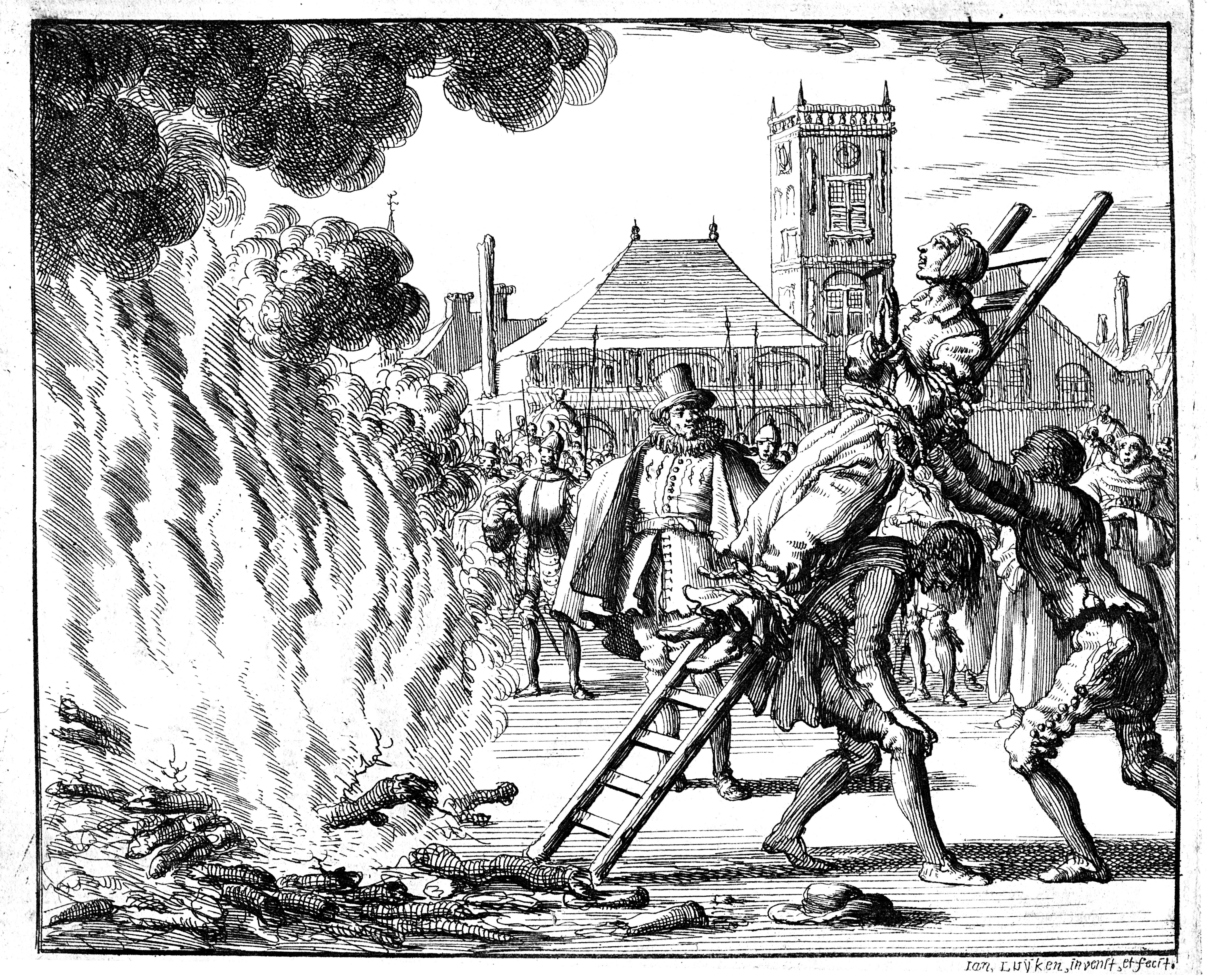
Страта на вогнищі Аннекен Хендрікс в Амстердамі 1571 р., яку визнали єретичкою. Гравер Ян Луйкен.

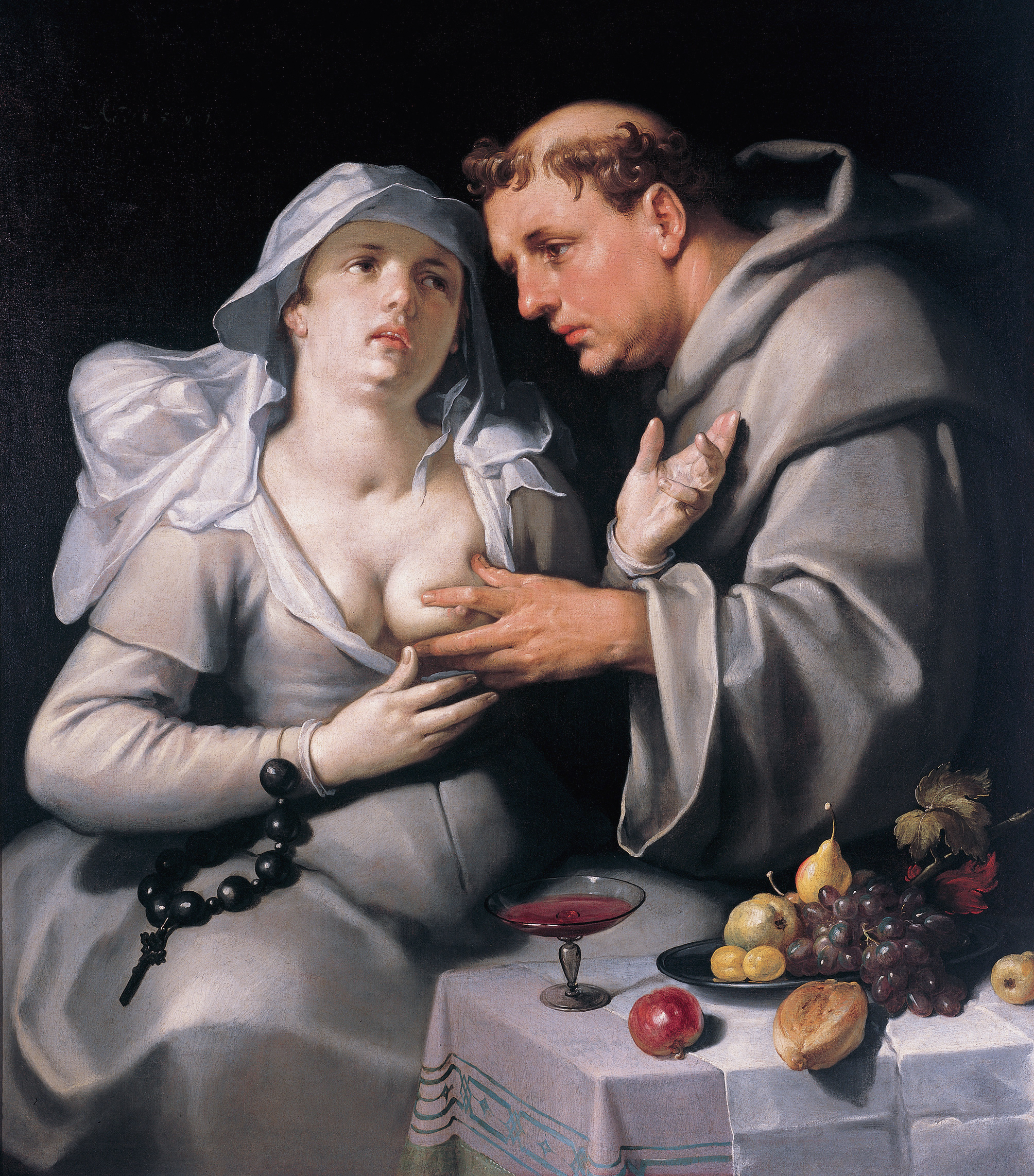
Корнеліс ван Харлем. «Католицькі чернець і черниця», 1590 рік

«Золота» епоха знала непримиренні ідейні суперечки, викривання недоліків католицької церкви, нищення релігійних образів, трагічні наслідки дикого капіталізму в Голландії XVII століття, самогубства зайвих людей, початок еміграції з країни в голландські колонії Азії та Північної Америки. Серед самогубців того часу — художник Еммануель де Вітте. Серед голландських емігрантів була і дочка Рембрандта — Корнелія.
Про непримиренність позицій католиків і протестантів того часу свідчить і незвичний для нас твір музею Франса Галса — картина художника Корнеліса ван Харлема «Католицькі чернець і черниця». Для нас на перший план вийшла сміливість еротичної сцени 1590 року створення, для сучасників — це перш за все осуд розкошів і гріховності католицької церкви, що забула про важливіші заповіти первісного християнства. Усі важливіші заповіти і настанови первісного християнства і намагалися повернути в реальне життя протестанти Нідерландів як в країні, так і в її колоніях.

## Офорт XVII ст

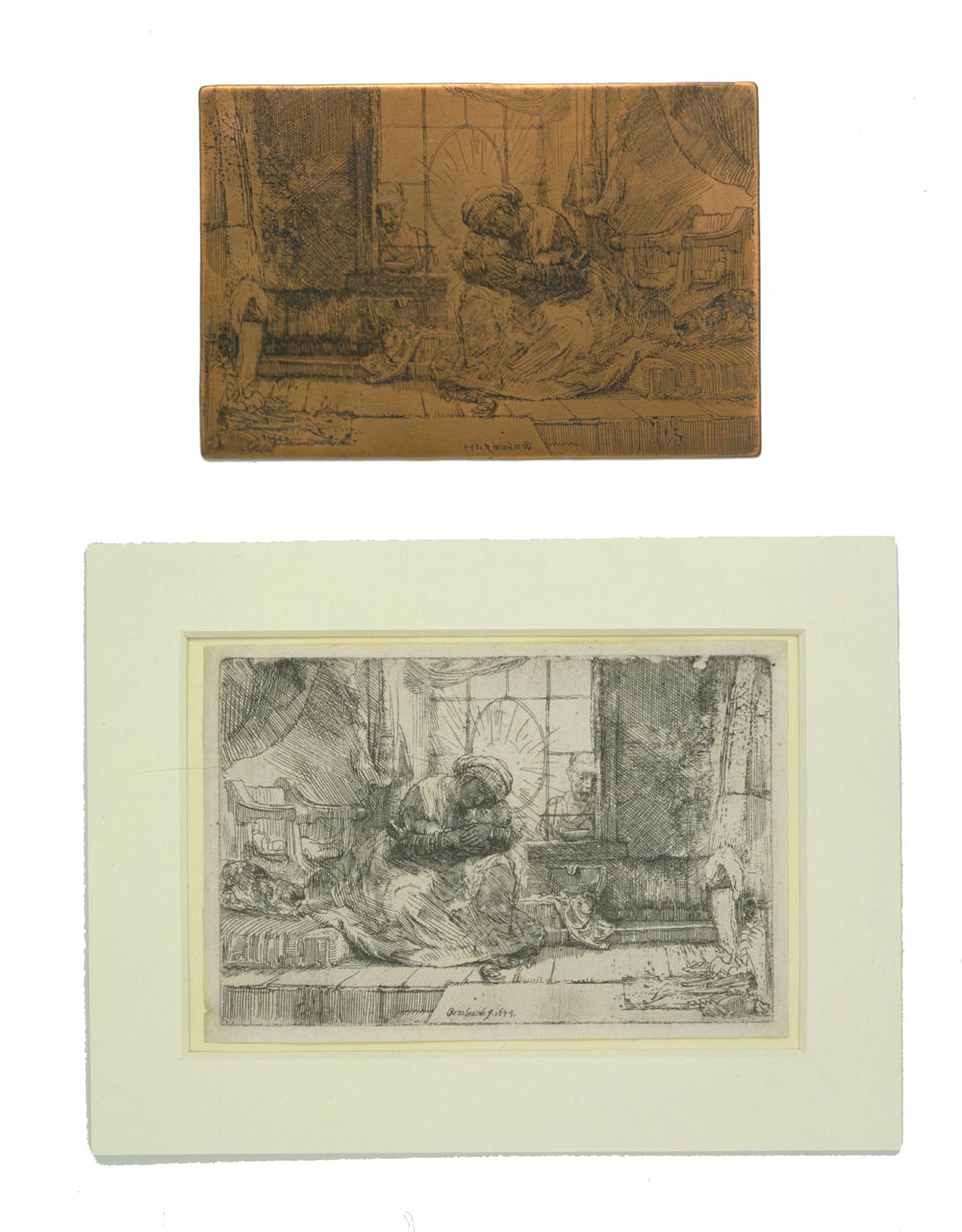
Матриця для офорту «Мадонна з немовлям та котом», мідь, твір Рембранта та відбиток офорту на папері. Музей Вікторії й Альберта Лондон.

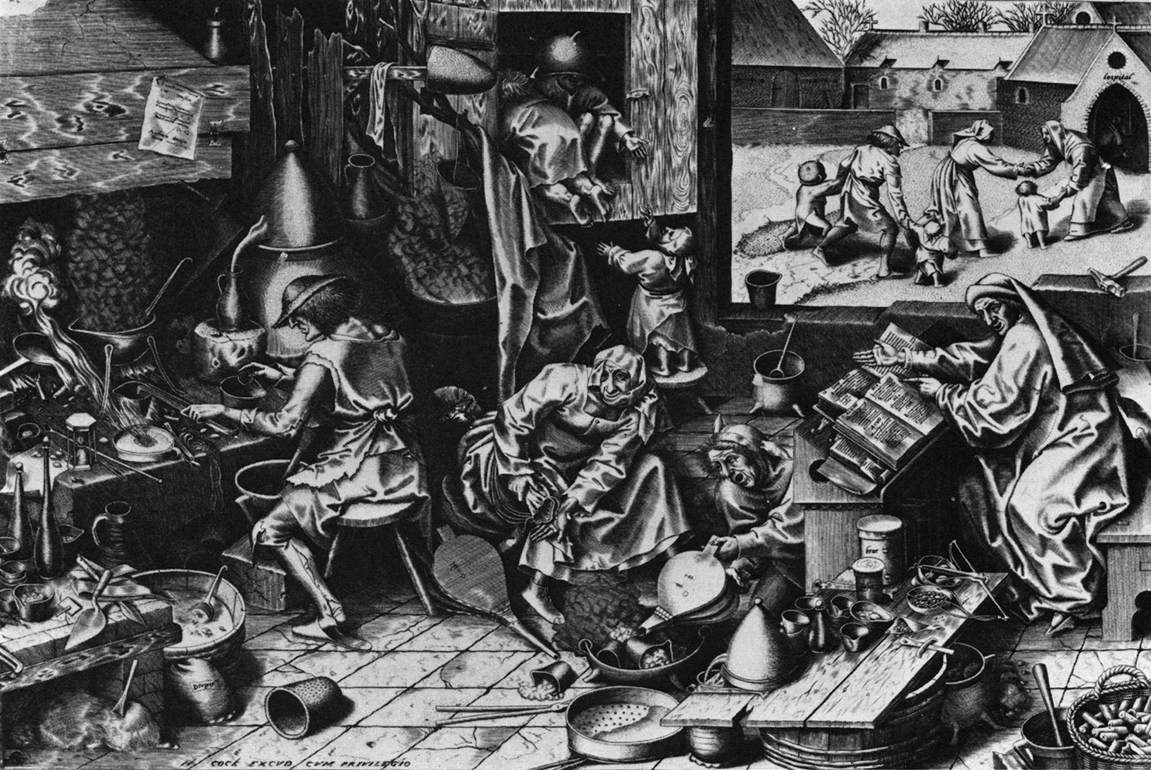
Пітер Брейгель старший. Катастрофа алхіміка.

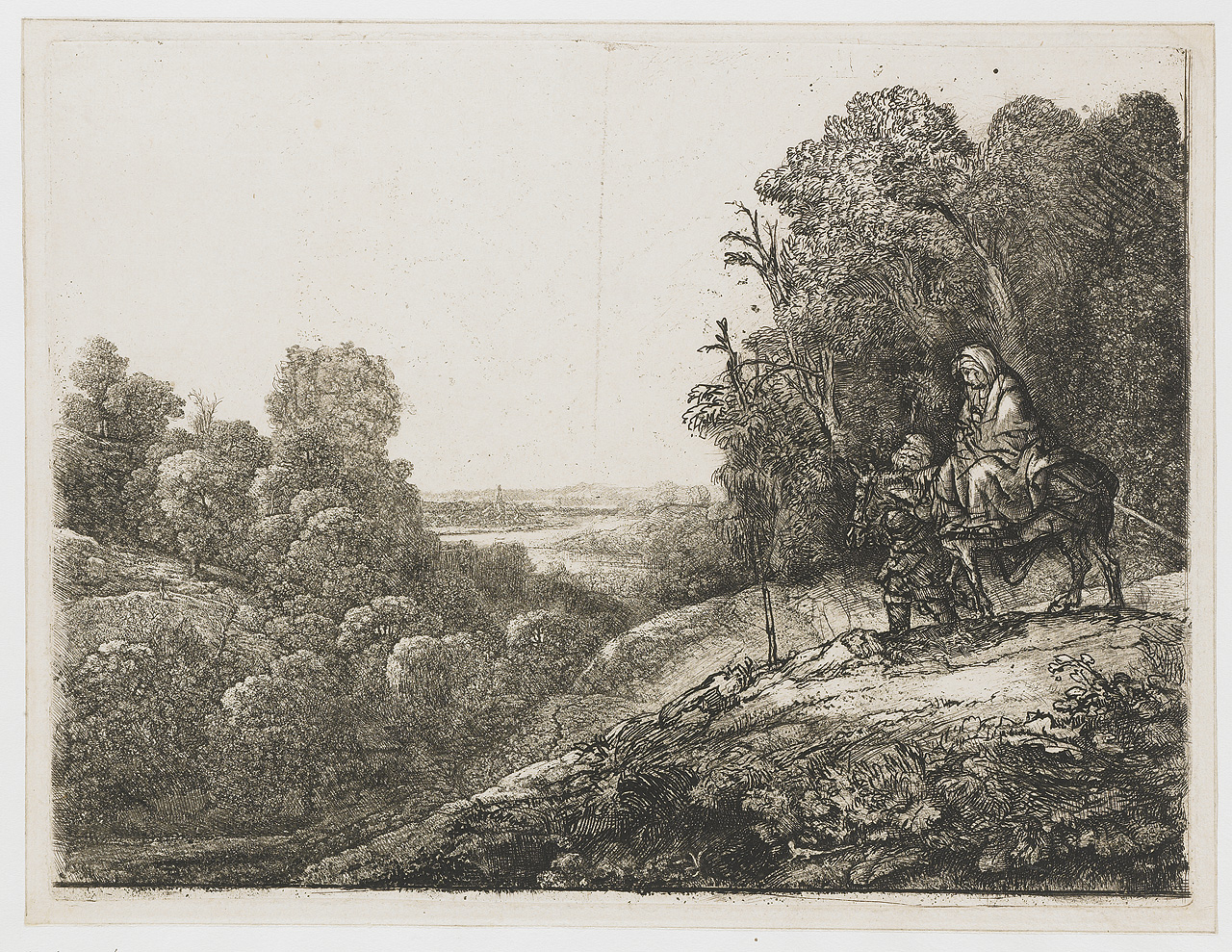
Рембрандт після Сегерса. «Втеча Св. Родини в Єгипет», офорт

Розвиток гравюри XVI століття в Нідерландах (Лука Лейденський, Ієронімус Вьєрікс, Пітер Брейгель старший) підготував розквіт техніки нідерландського офорту в XVII. Початківцями на цьому шляху були художники Харлемської гільдії Св. Луки — Есаяс ван де Вельде, Віллем Бейтевег та Геркулес Сегерс (або Герард Сегерс).
Есаяс ван де Вельде розпочав в офорті тему нідерландського сільського пейзажу. Дещо наївні зображення поступалися панорамним зображенням його співвітчизників-послідовників (Ян ван Акен, Адріан Остаде, Антоні Ватерло), але були першими за часом. Більш обдарованим був художник Віллем Бейтевег. Значна художня обдарованість зробила несхожими між собої як його картини, так і малюнки, так і офорти. Це ніби різні іпостасі майстра. Він відрізнявся прихильністю до камер риторів (тогочасного нідерландського театру), до перебільшень і гротеску, приятелював з комедіографом Бредеро. Сучасники прозвали його «Хитромудрим Віллемом». 1621 року вийшла з друку його серія офортів з пейзажами. Здебільшого прості мотиви його пейзажів оживляли або рідкі персонажі, або порив вітру, що нахилив верхівки дерев. Сюжети прості, селянські — порожній шлях, кущі біля каналу, хижки селян серед дерев. Настрій офортів Бейтевега — неквапливий, спокійно-роздумливий, іноді з присмаком нудьги. Але аркуші Віллема Бейтевега стануть кроком уперед в порівнянні зі спрощеними опусами краєвидів на офортах Есаяса ван де Вельде. Але Віллем Бейтевег помер у 30-річному віці й подальші шляхи нідерландського офорту розвивали без нього. Про внесок Бейтевега в нідерландську гравюру свідчать зацікавленість до його творів Герарда Сегерса і Рембрандта, що збирав його офорти, а в роки навчання — копіював їх.
Підняти на новий щабель нідерландський офорт зумів Геркулес Сегерс. Ніякого спокою, ніякої неквапливості — він умів бути різним і несподіваним. Його панорамні пейзажі кличуть у далечинь, спонукають до довгого споглядання, лякають невідомим майбутнім, далеким від небезпеки. Прості мотиви офортів ван де Вельде чи Бейтевега лише напомацки шукали сюжети та відповідність їм технічних можливостей самої офортної техніки. Зразки офортів Сегерса, упевнені, самостійні за сюжетами — вже дорівнюють зразкам нідерландського живопису. Вони могли бути точним відтворенням і конкретного краєвиду («Панорама Амерсфорту»), і умовним поєднанням реальних елементів гірських долин з хижками, деревами і човнами в дальніх затоках (« Річка в гірській долині»), так і цілком фантастичними, тривожними фантасмагоріями («Скеляста долина з річкою і дорогою»). Іноді Сегерс відчував втому від тривожних фантасмагорій власний пейзажів, тоді виниками офорти — натюрморти («Книги»). Фанатично відданий гравюрі митець був схильний до новацій, до експериментів, що не завжди приводило до знахідок, приємних і прийнятних сучасниками. Він не користувався популярністю, а його офорти не берігли. Залишилось приблизно п'ятдесят (50) його графічних творів, а деякі — взагалі в одиничних зразках, що покажчик і малих накладів офортів майстра, і значної кількості знищених творів.

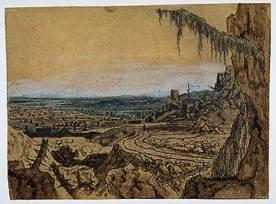
Гірський пейзаж з похиленою ялиною над шляхом
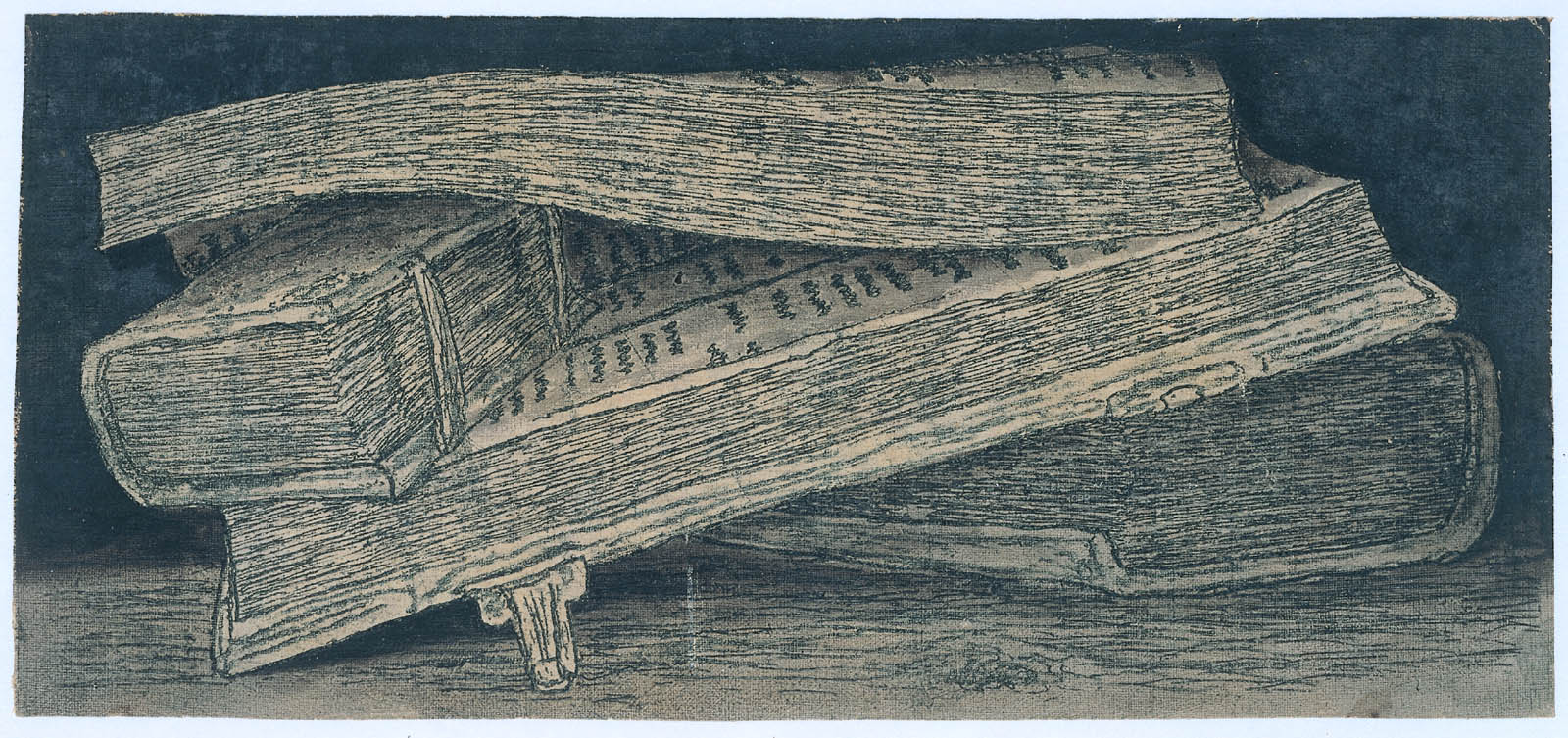
Книги
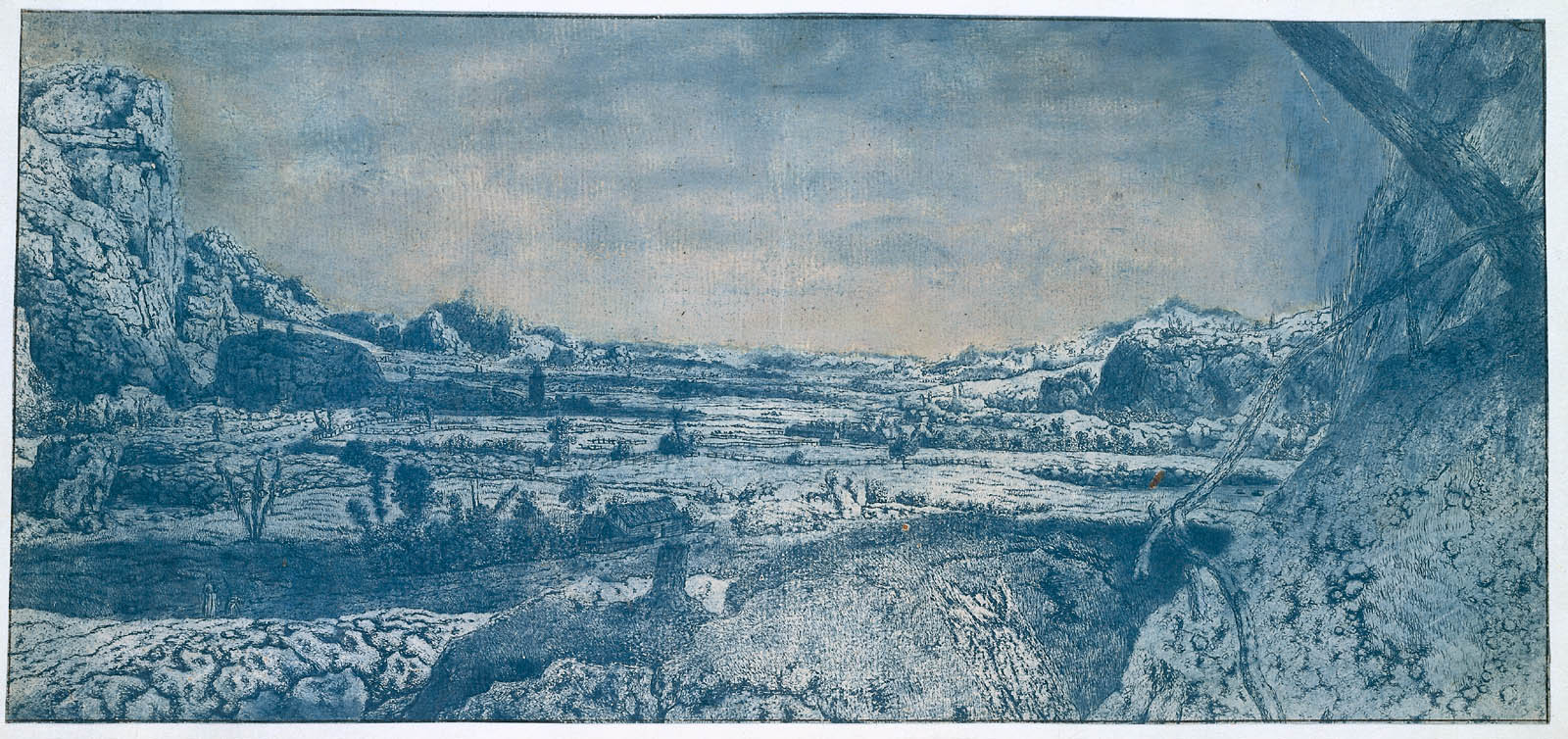
Гірська долина з огороженими ділянками
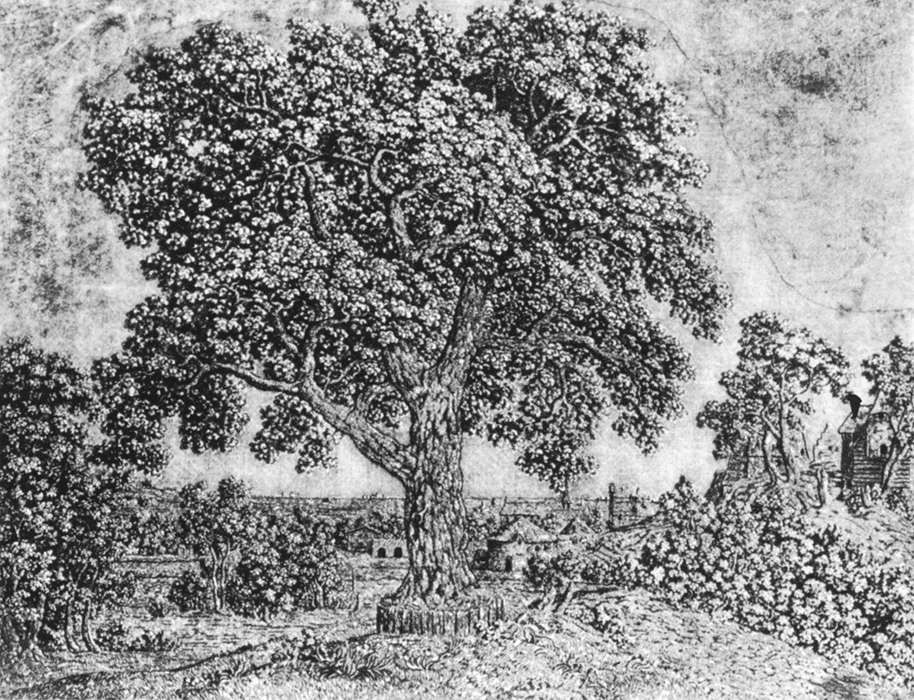
Велике дерево
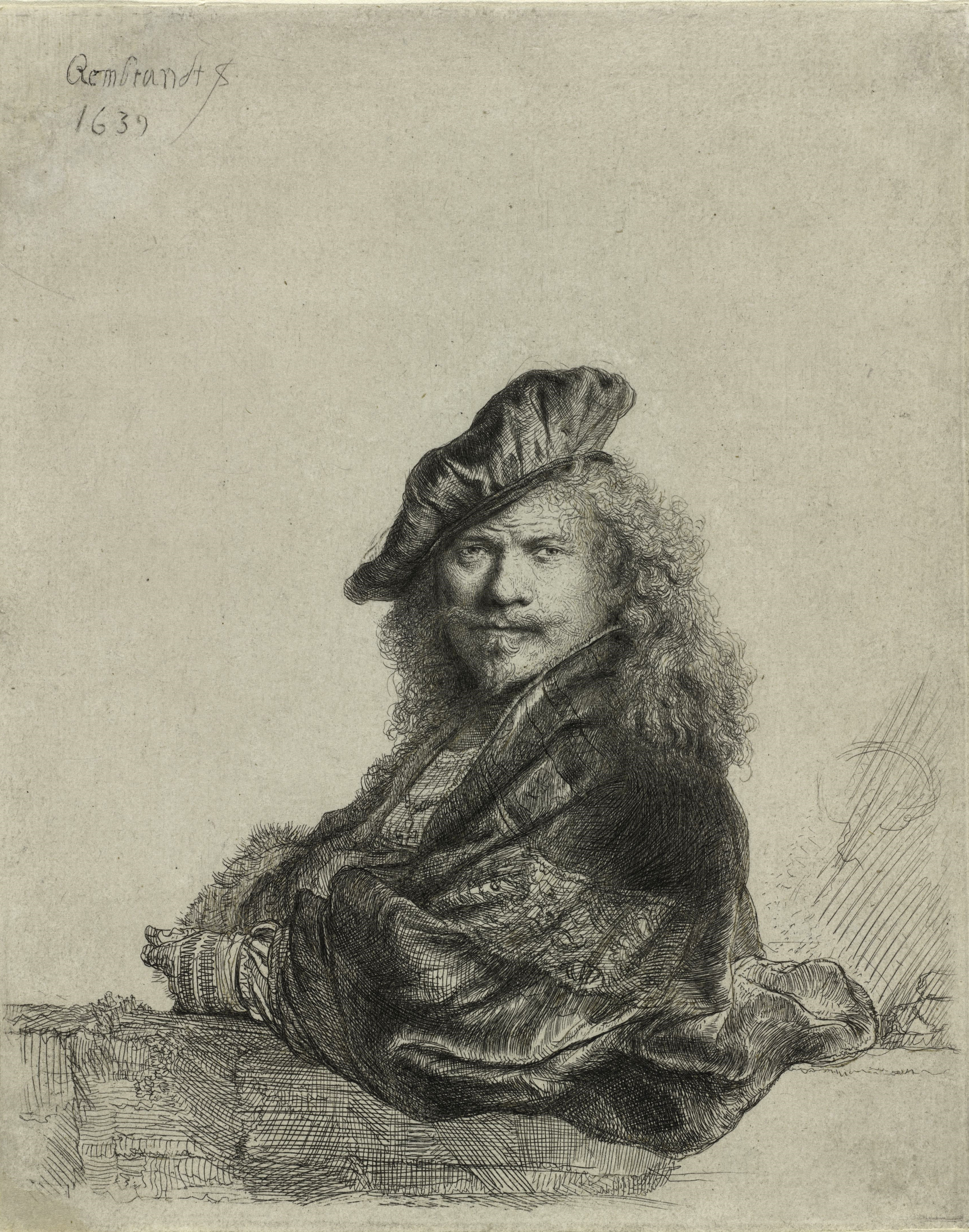
Рембрандт. Автопортрет. Спираючись на кам'яне підвіконня, 1639

Якщо широкий загал мало поціновував знахідки Герарда Сегерса (1589—1638), то художники, навпаки, і поціновували, і розвивали далі, незважаючи на гнитючий, драматичний настрій його творів. Серед поціновувачів творчого доробку Сегерса — сам Рембрандт. Зацікавлений в підвищенні власної майстерності, Рембрандт, що не був на стажуванні в Італії, придбав на аукціоні дошки-матриці Геркулеса Сегерса, а матрицю «Втеча Св. Родини в Єгипет» — переробив на власний офорт. Засмучує дослідників творчості Рембрандта і панорамність уславленого аркушу Рембрандта « Три дерева», бо вона — цілком Сегерсова. Ймовірно, і цю дошку-матрицю переробив Рембрандт з оригіналу Сегерса. Поціновував офорти Сегерса і талановитий пейзажист Якоб ван Рейсдал, що теж іноді звертався до техніки офорту.
Рембрадту було тридцять, коли помер Геркулес Сегерс. Він вже 10 років займався офортом, хоча і не був ні фанатично відданим офортній техніці (як Сегерс), ні схильним до значних експериментів із самою технікою. Але художник приніс у офорт різнобарвність і глибину людських почуттів, відчайдушних прагнень і злетів, пафос пошуків і трагізм долі, навіть героїзм вчинків, драму старості і прощання зі світом. Рембрандт вніс в офорти стільки майстерності і психологічної глибини, що той перестав бути технічним курйозом і рідкою забавою поодиноких диваків-художників, якою був поряд з іншими графічними техніками в XVI столітті. До того ж Рембрандт займався офортом практично усе життя, залишивши близько двохсот дев'яноста зразків (адже ще були кохання, живопис, смерті дітей і депресії, малюнок, хвороби і самотність). Тому його офорти увібрали і його сюжетні пошуки, і зростання технічної майстерності, і художню розкутість останніх, драматичних років життя. По рембрандтовим офортам почали вимірювати високий щабель і художню якість офортів інших митців, якщо ті звертались до цієї техніки.

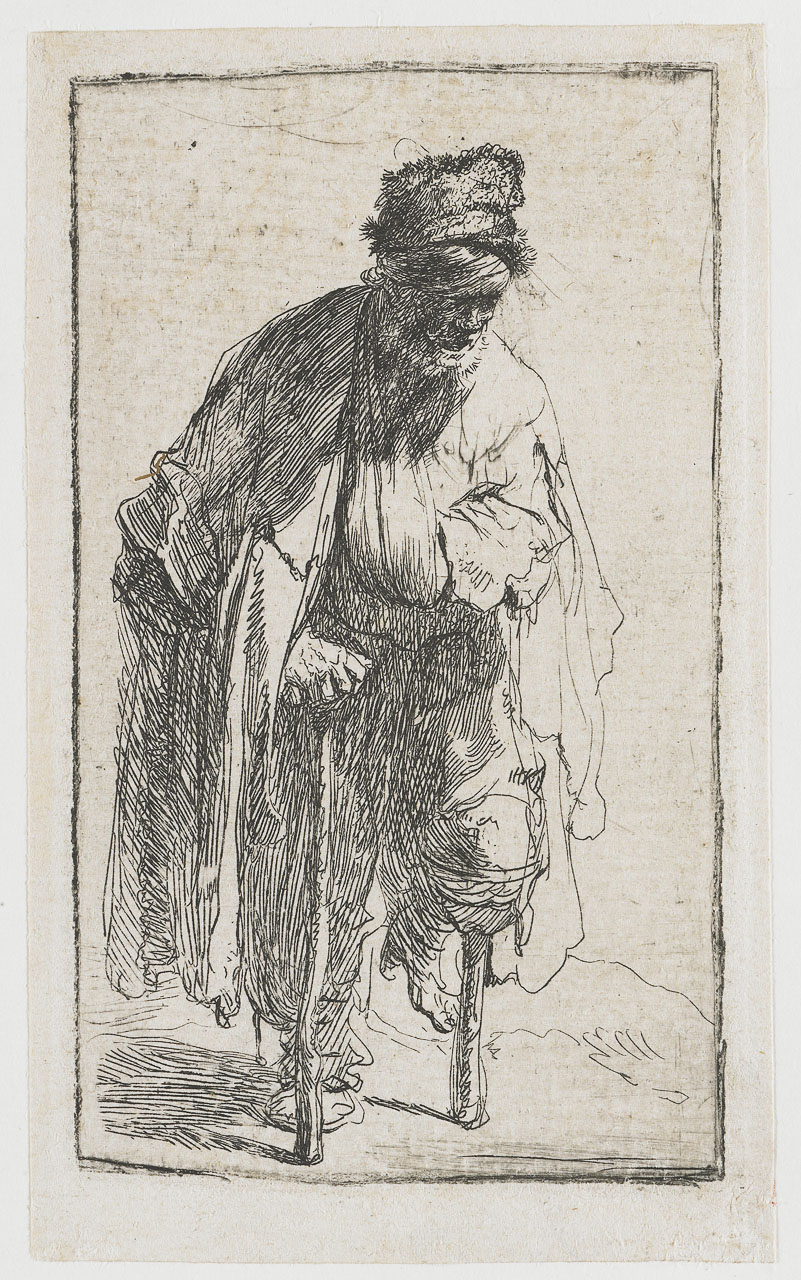
Каліка перехожий
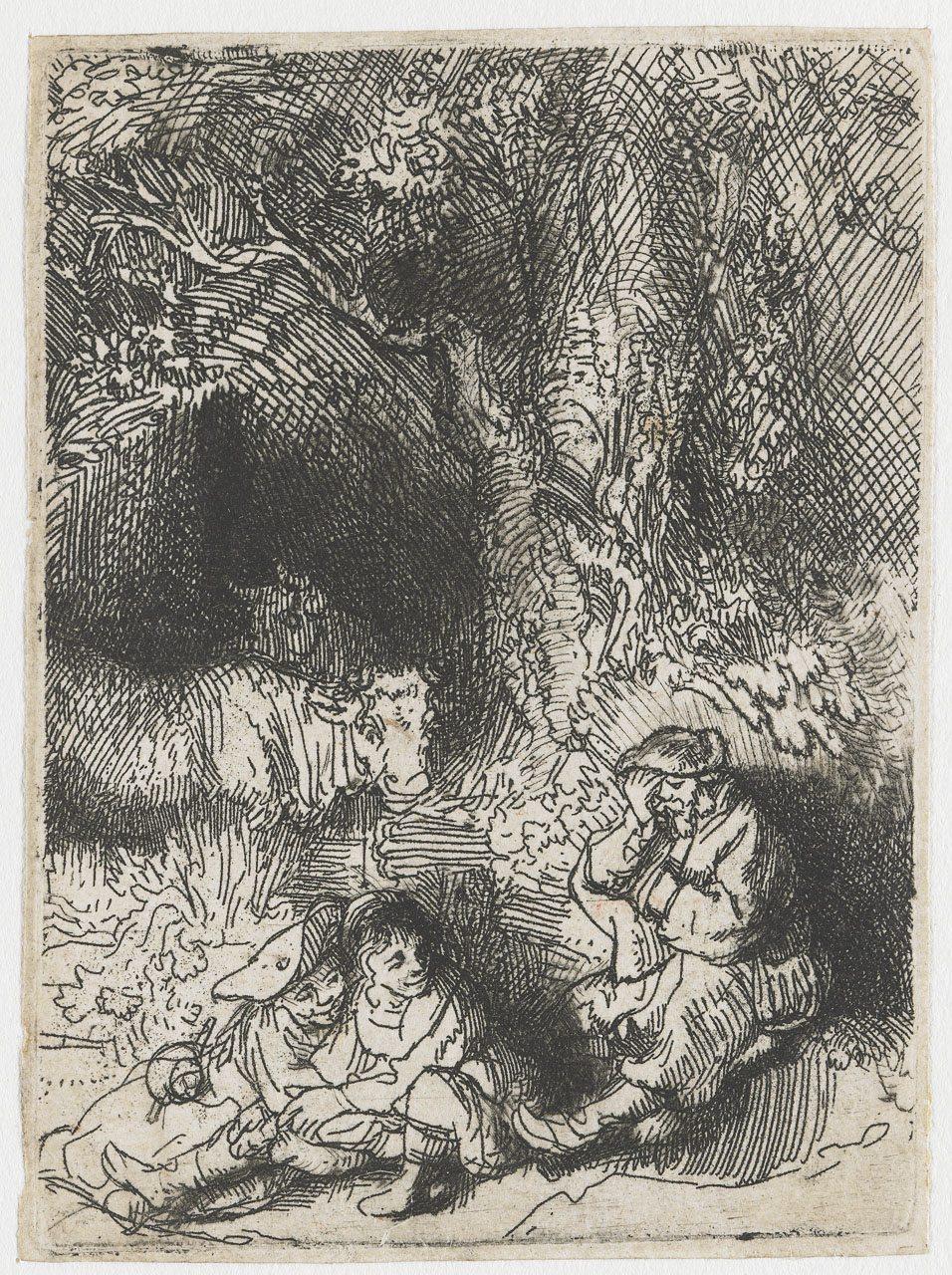
Коли чоловік спить
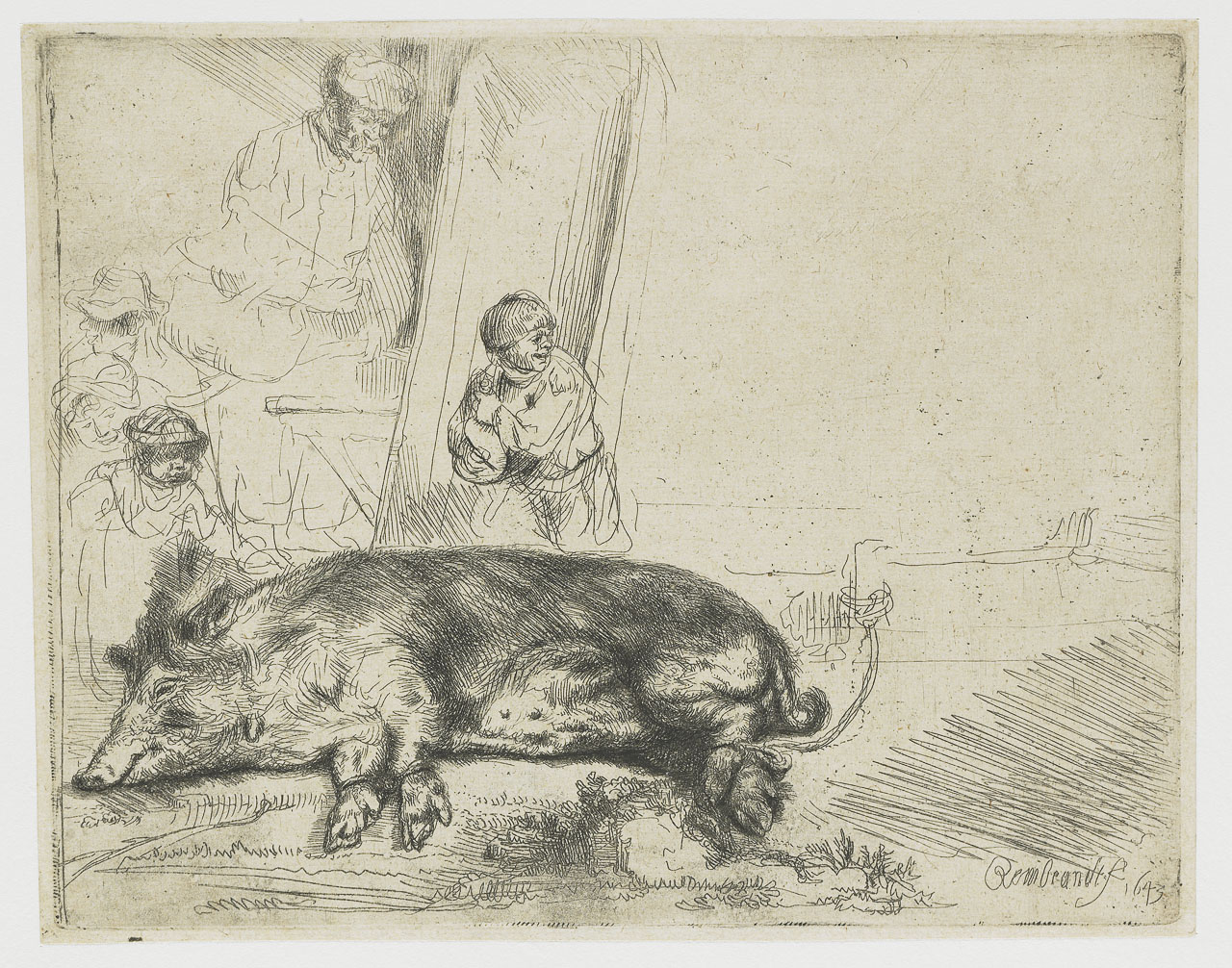
Кабан
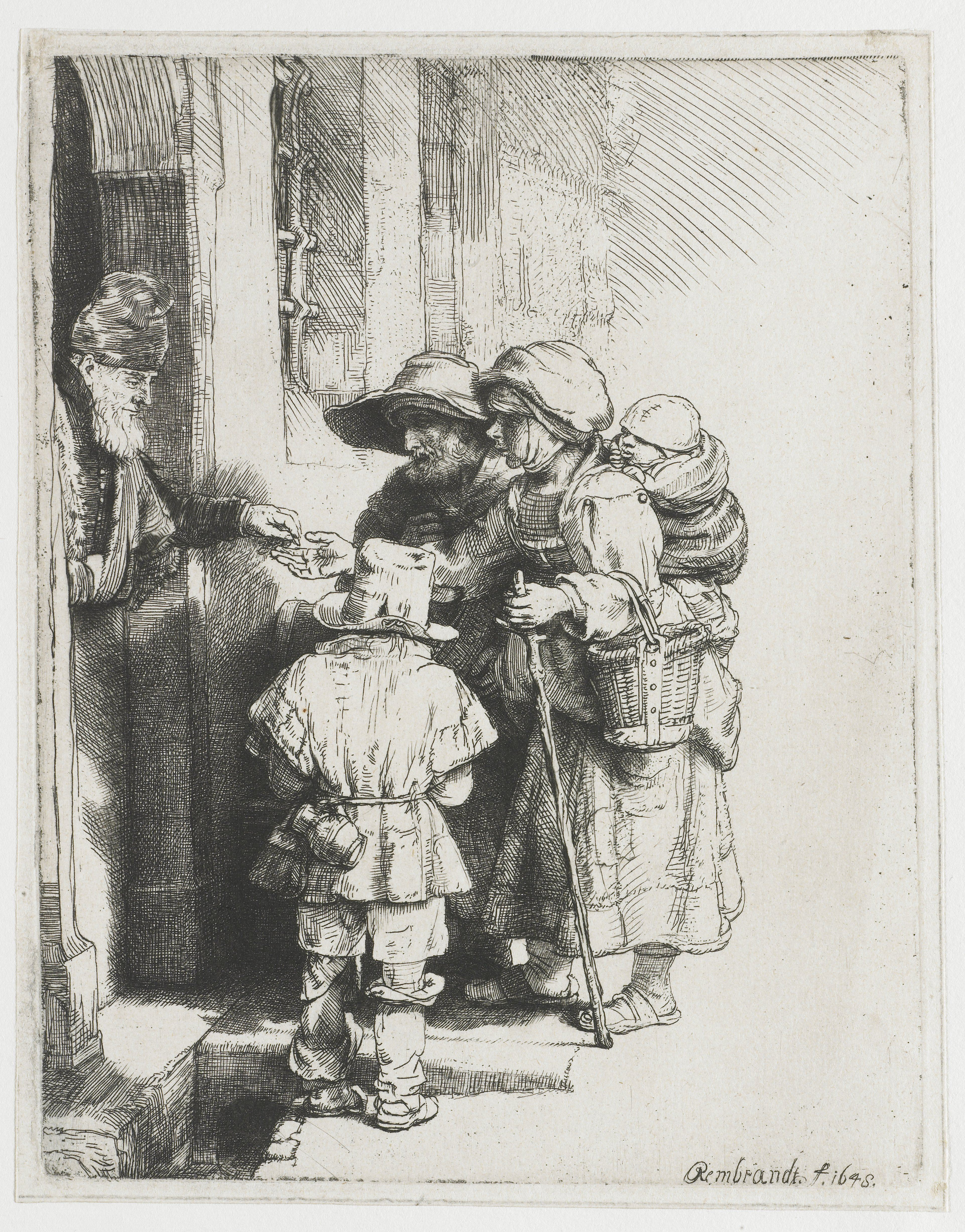
Милостиня
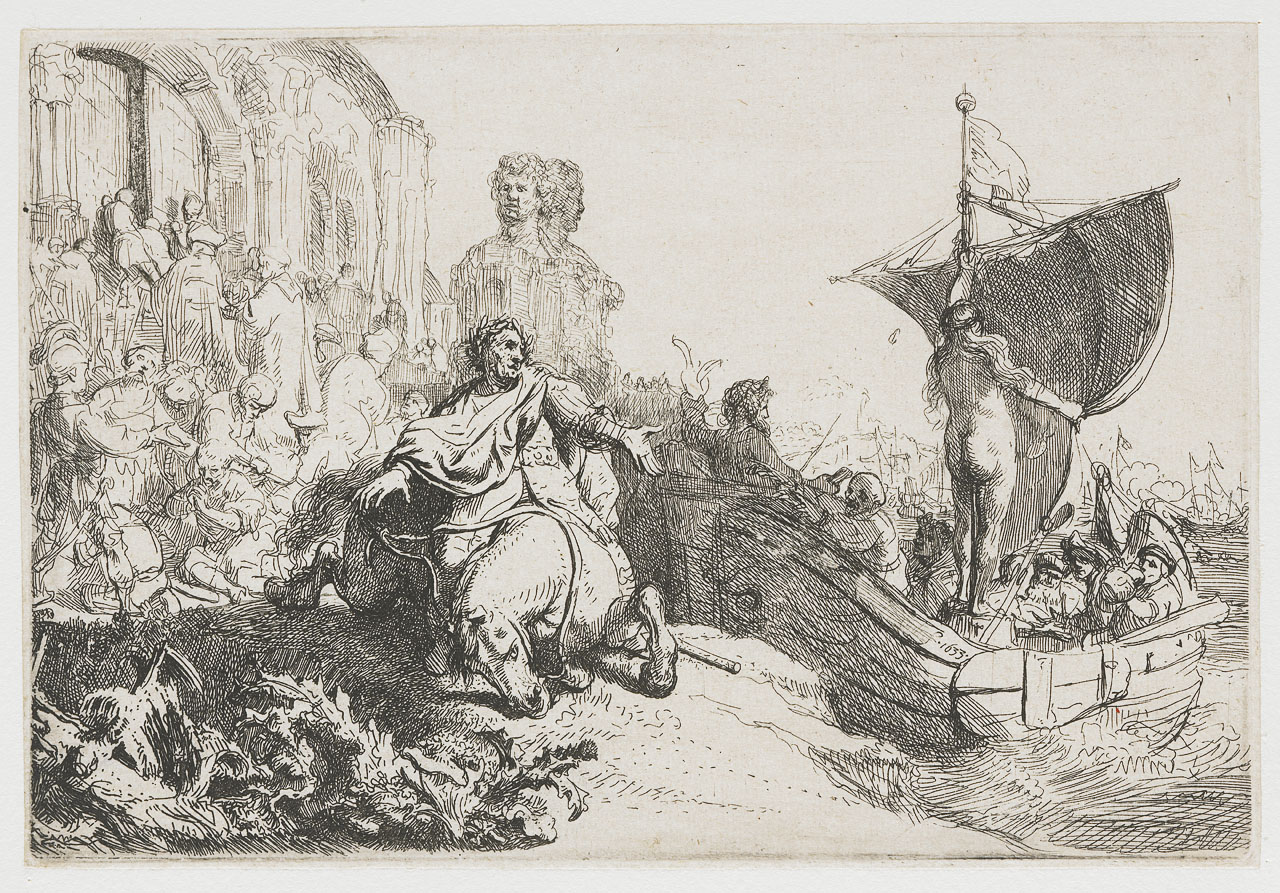
Ненадійний човен Фортуни
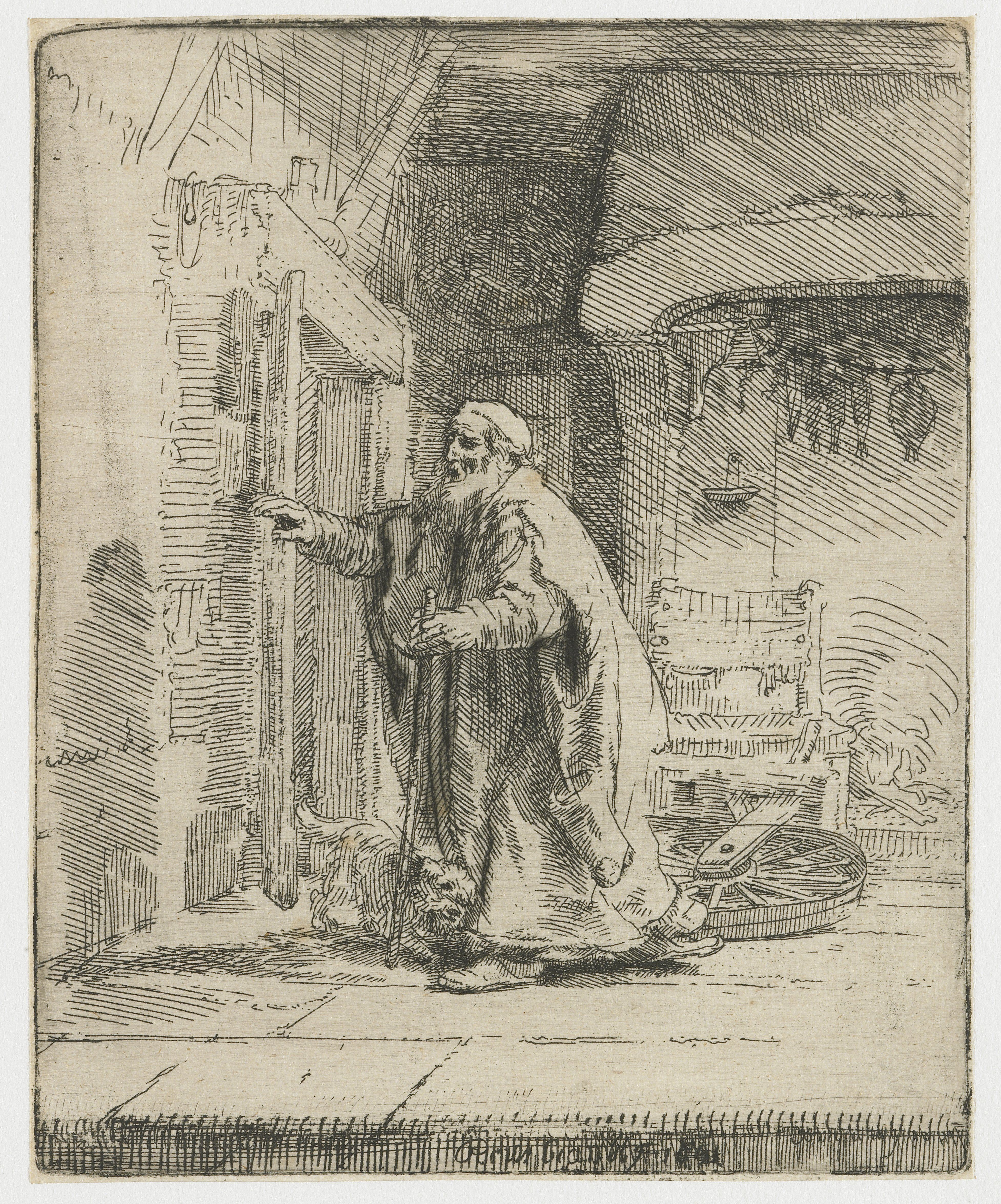
Сліпий батько Товія, що почув прихід сина.
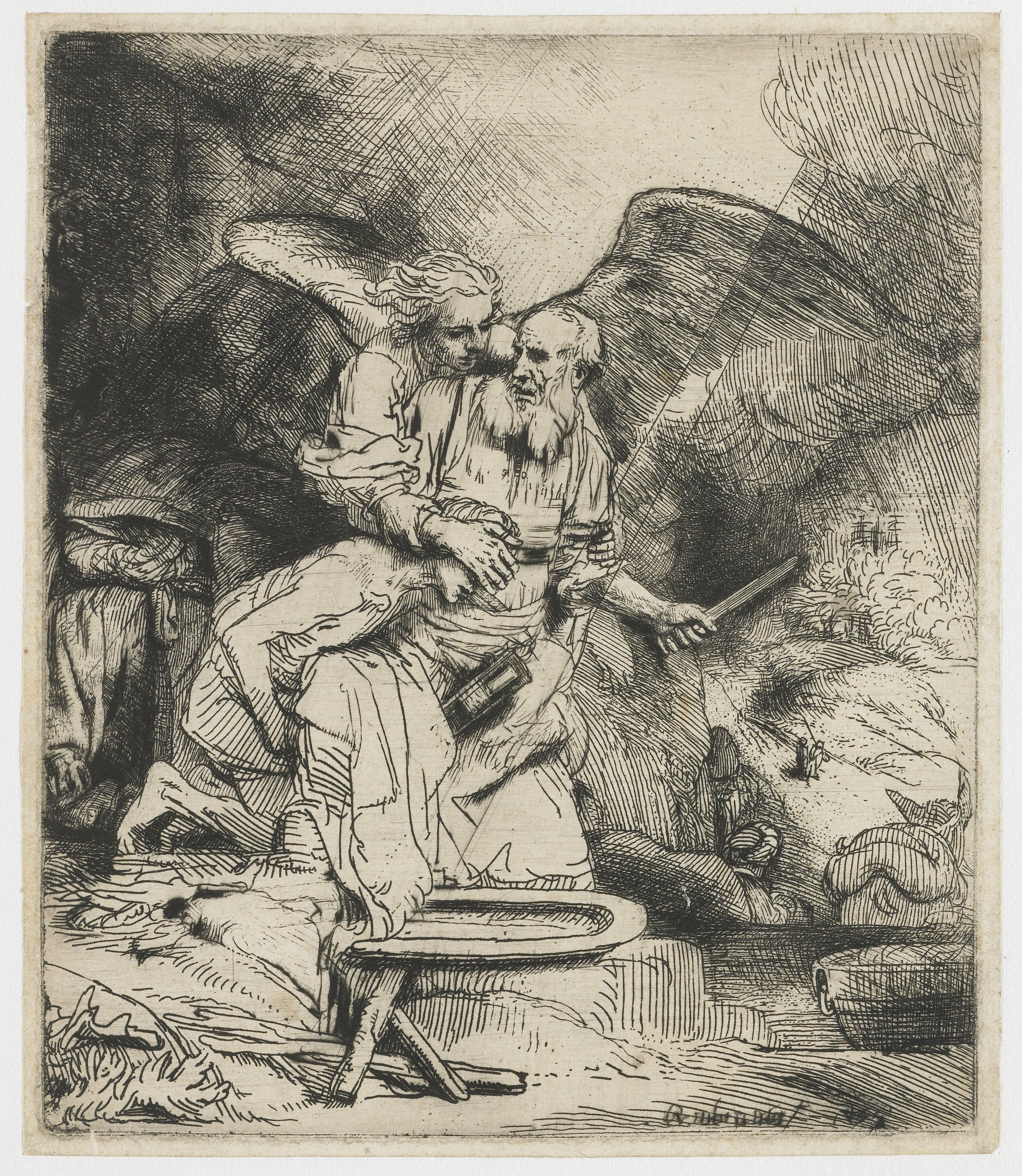
Жертвоприношення Авраама
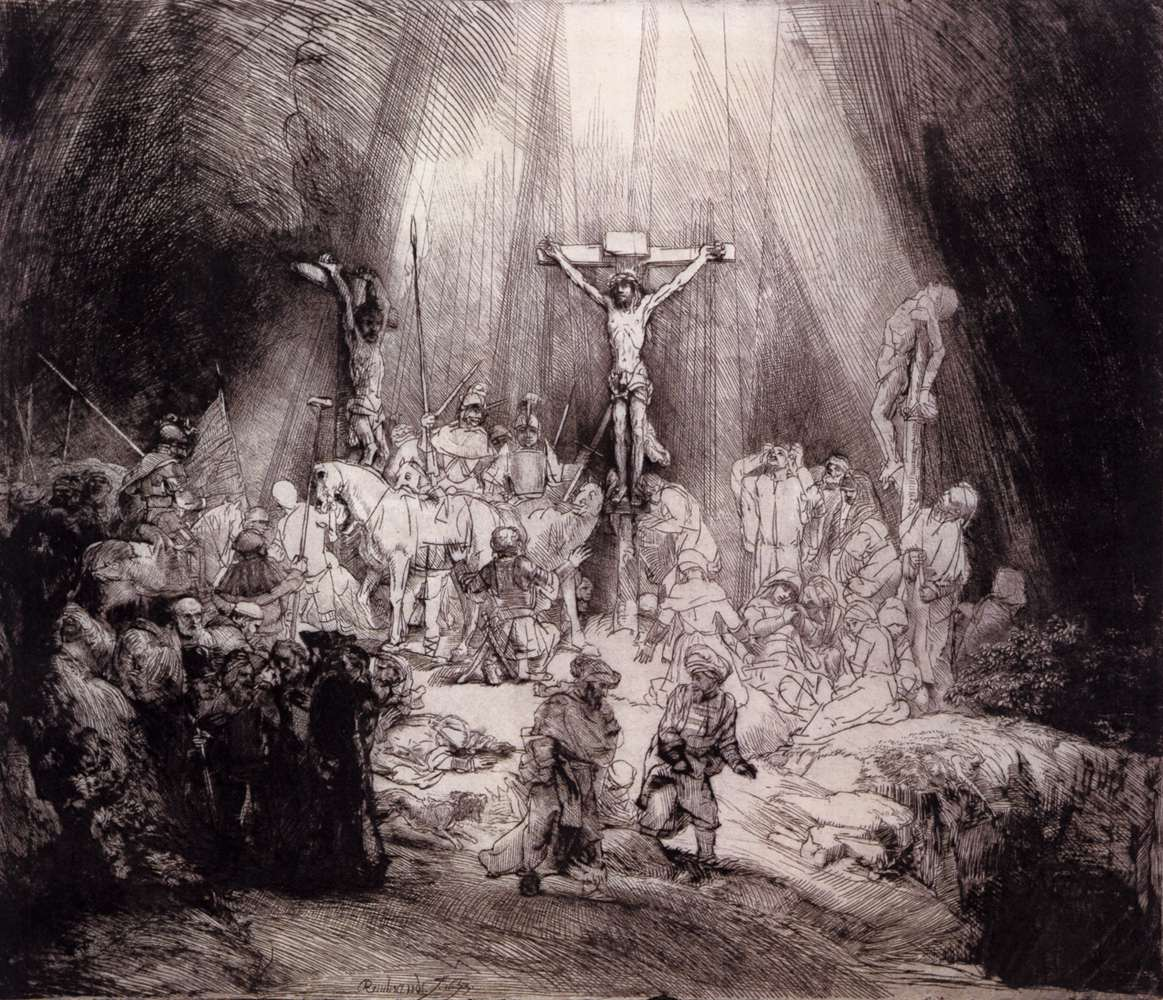
Три хрести, перший відбиток

Нідерландський офорт після Рембрандта — більш різнобарвний, широкий за сюжетами і спокійніший. Майстри охоче беруться за топографічні мапи, портрети, краєвиди різних міст, побутовий жанр. Офорт наприкінці XVII століття дещо втрачав статус високого мистецтва, на який його підняли твори митців, серед яких — * Геркулес Сегерс
- Якоб ван Рейсдал
- Рембрандт.

Офорт стає допоміжною технікою в створенні ілюстрацій до багатьох книжок, анатомічних чи ботанічних трактатів, в створенні титульних сторінок (Фронтиспіс), якими починали видання. Офорт іде в услужіння як аристократії, так і практичному пристосуванню, далекому від мети звеличення людського духу, головної мети мистецтва взагалі. Офорт стає побутовим ремеслом в руках другорядних митців, гідних за невелику платню використовувати які завгодно стилістики (пізній маньєризм, реалізм, бароко), обслуговуючи чи то багатія бюргера на батьківщині, чи то тирана московитів — Петра І, в столиці якого працювала ціла низка офортистів-ремісників (Пітер Схенк, Адріан Шхонебек, Питер Пікарт, Х. Марселлус). Адріан Шхонебек (як на виробництві) робив по замові царя — мапи, штурми фортець, захоплених московитами, фейєрверки і бенкети царя з наближеними вельможами в Санкт-Петербурзі, мета офортів якого — пропаганда війни і успіхів російського царя на цій дільниці. Другорядний офортист і картограф з міста Амстердам Якоб Кайзер (Jacob Kayser) працював по замовам з царського двору, не покидаючи столиці Нідерландії.

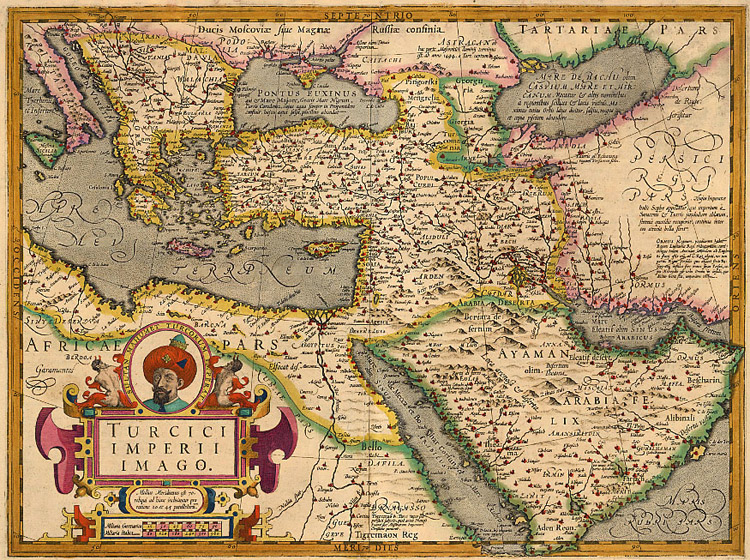
Меркатор і Хондіус. Турецька імперія, мапа 1609 року
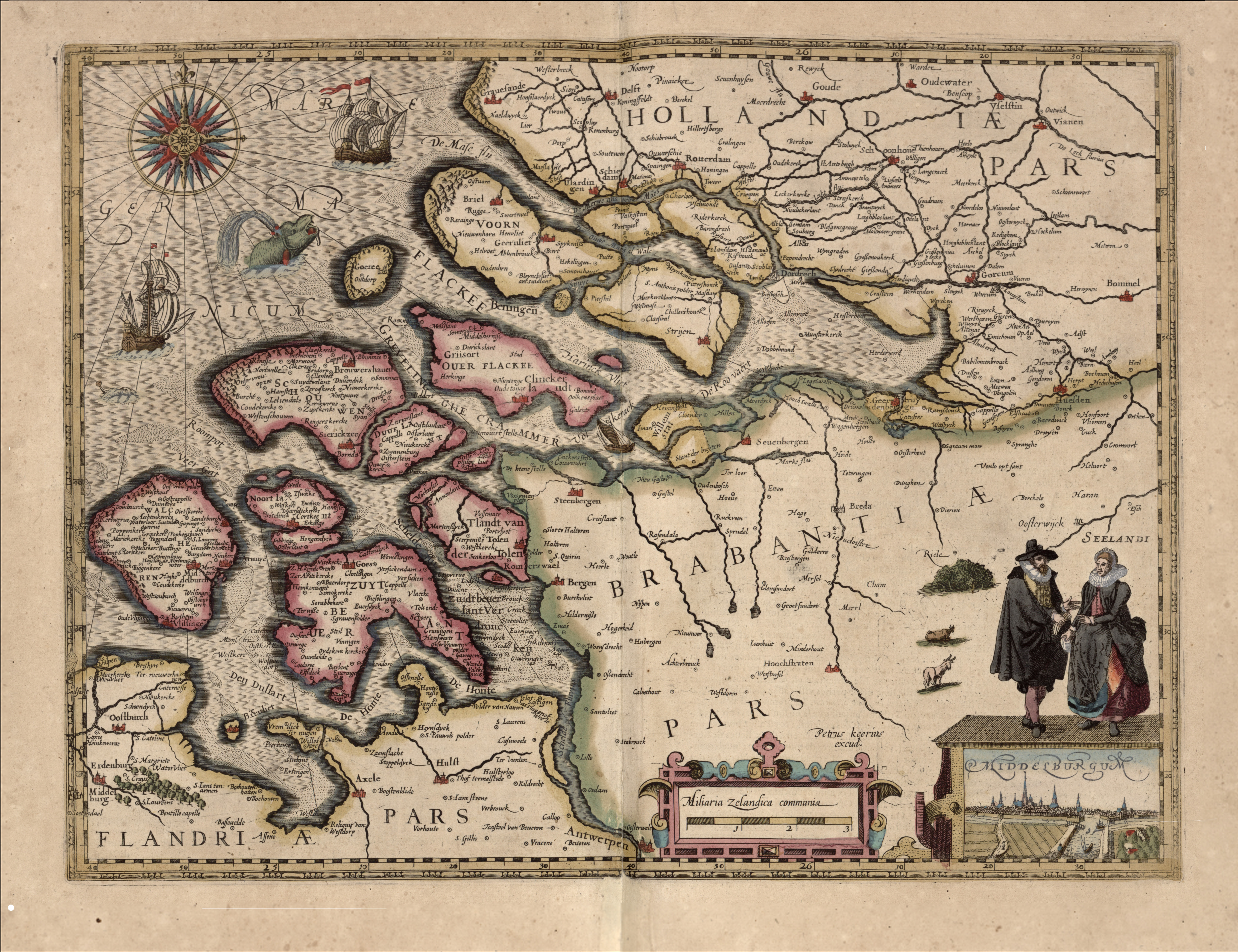
Провінції Голландія, Зеландія і герцогство Брабант, мапа 1617 року.
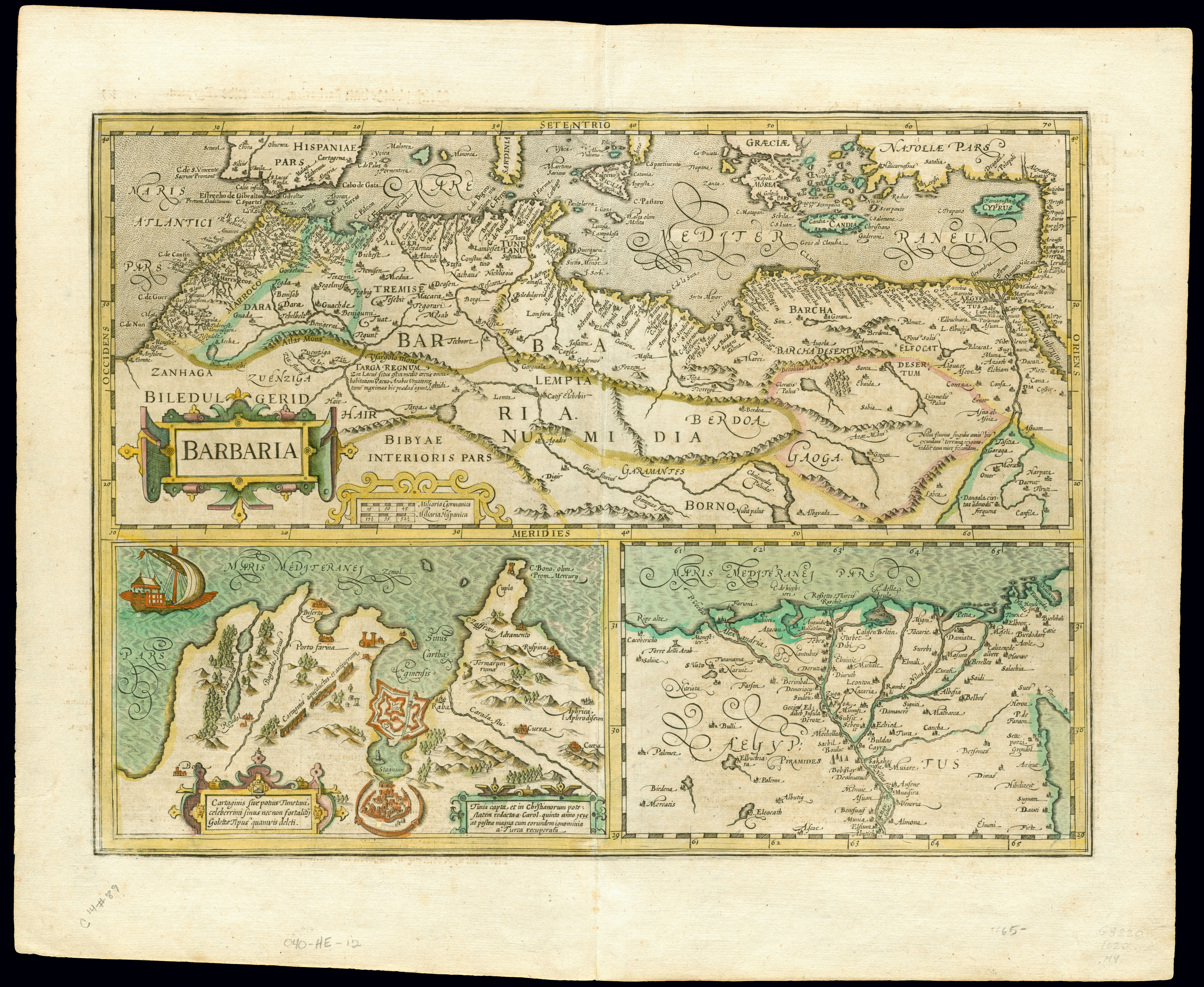
Меркатор. Північна Африка, мапа 1620 року
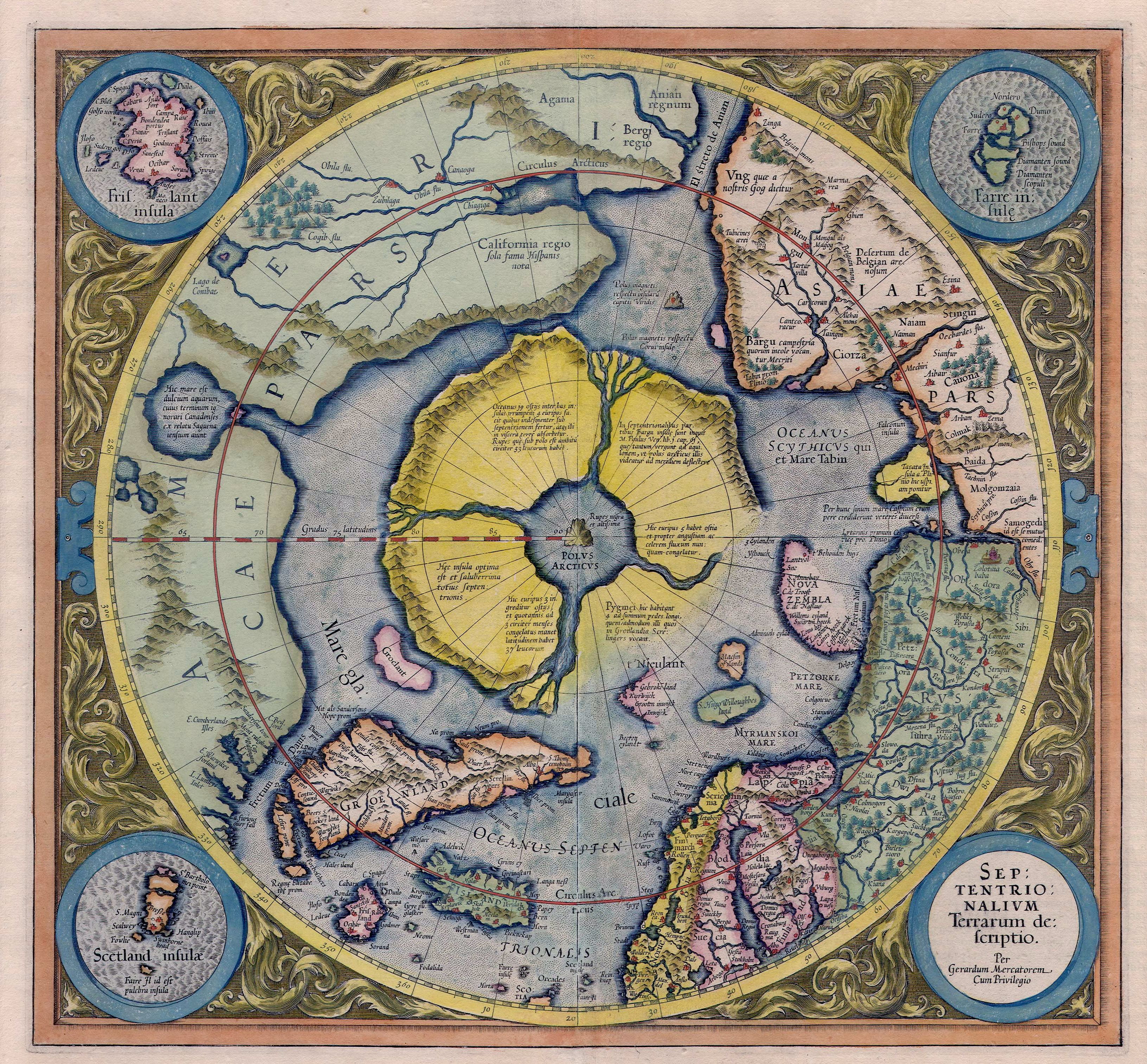
Меркатор. Північний полюс, мапа 1623 року

## Ювелірні вироби з екзотичної сировини

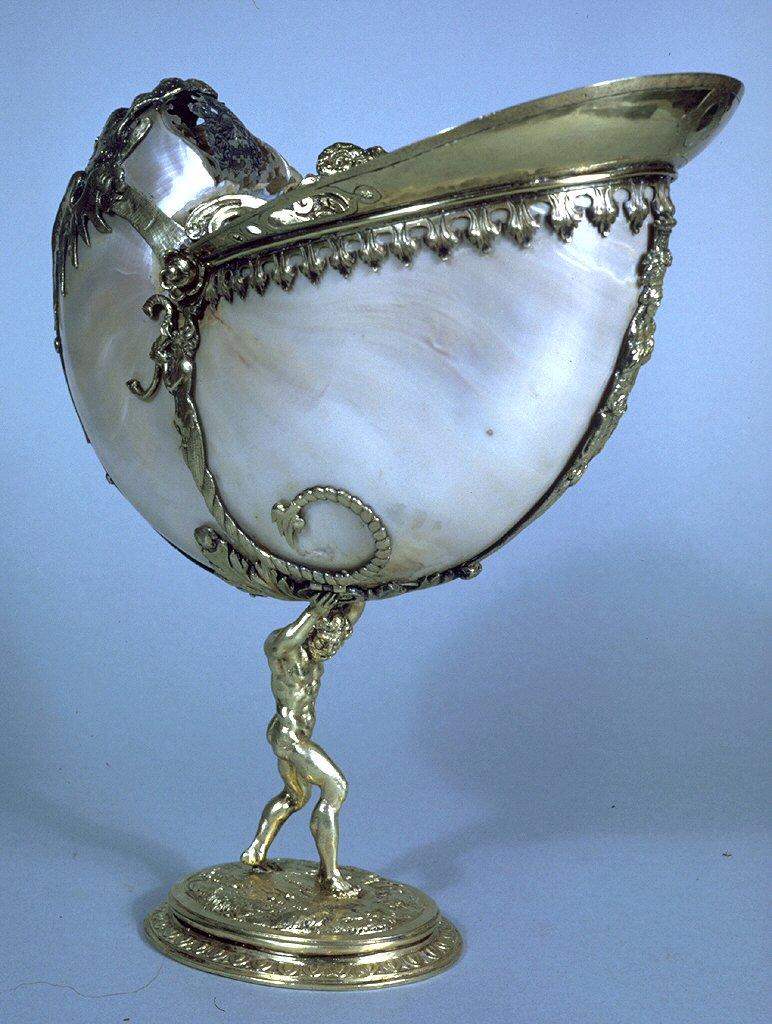
Келих з наутілусом. Невідомий з Нідерландів 16 ст., Художній музей Волтерс, Балтимор.

## Сади голландського бароко

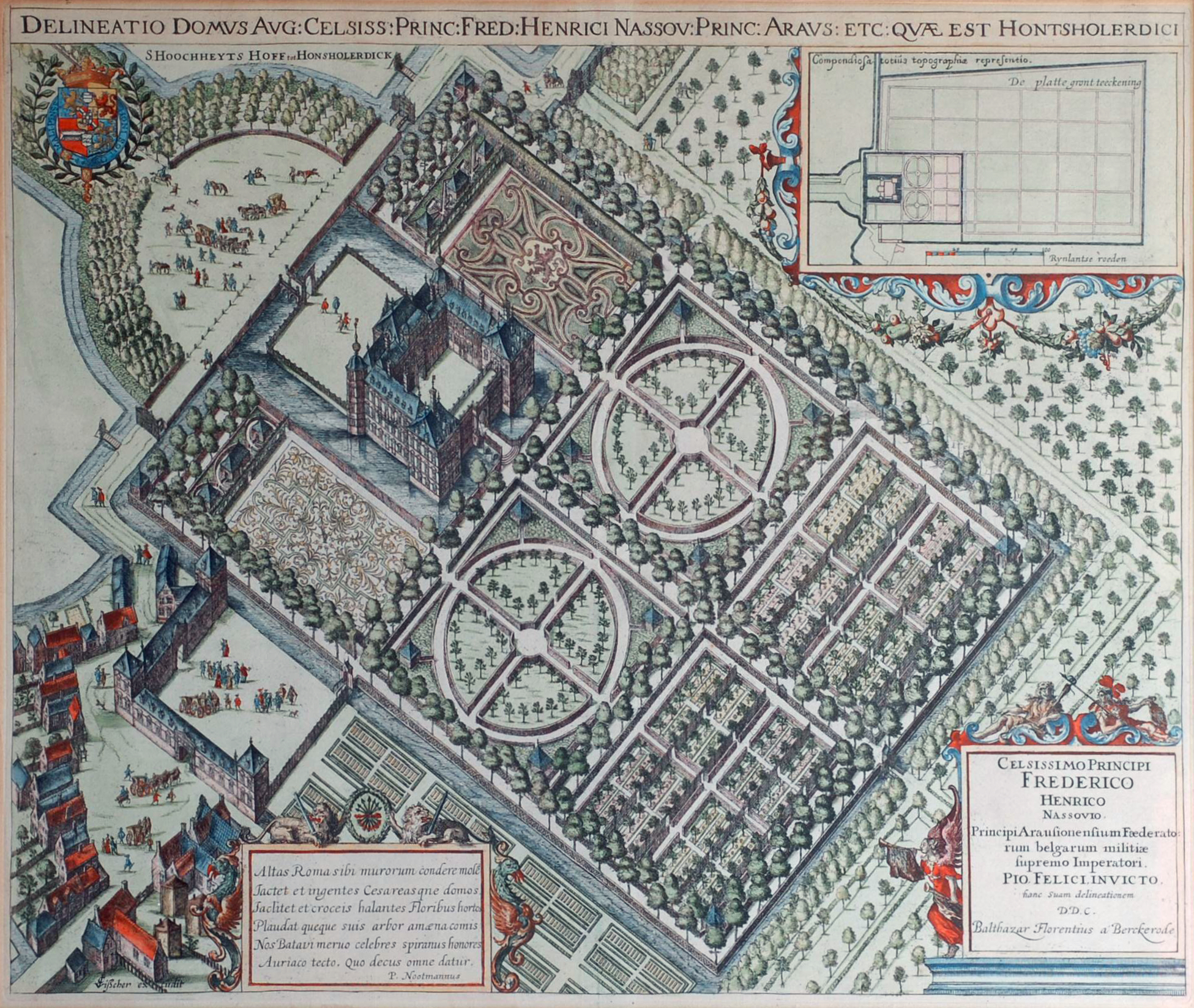
Колишній сад палацу Хонсхолердік, план до 1650. Знищений

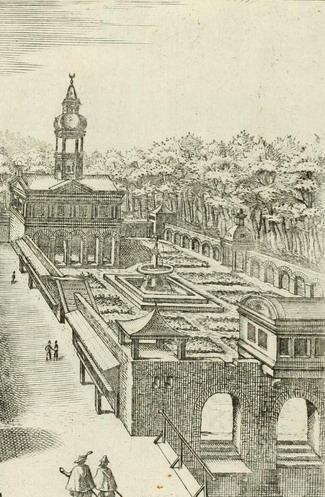
Ганс Вредеман де Вріс. Типовий голландський ренесансний сад (відокремленість парканами, асимерично вибудований палац, нескладний фонтан в центрі саду). 1601

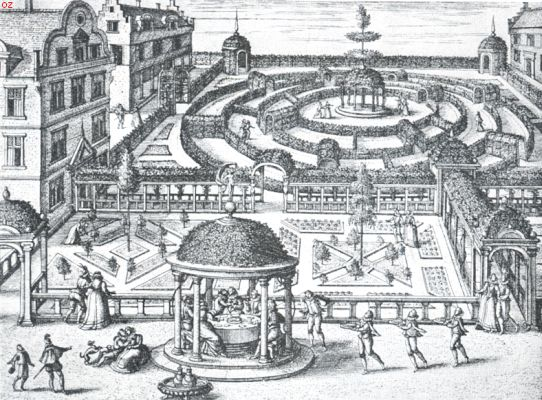
Ганс Вредеман де Вріс. «Голландський садок», гравюра 1583

Сади нідерландського бароко багато чого наслідували від доби Відродження. Залишаючись в межах барокової стилітики, сади Нідерландів мали значні національні особливості, не втратили ренесансної камерністі, переважно мали невеликі розміри і призначались для дозвілля родини і її близьких. В середині XVI століття дипломат Ож'є Гіслен Бусбек привіз в Німеччину з Османської імперії тюльпани. Вже 1559 р. новими квітами милувались мешканці міста Аугсбург. Квітка швидко розповсюдилася Західною Європою, а в Нідерландах набула епідемічного захоплення і небаченої популярності. Їх вирощуванням займались як ботаніки та аристократи, так і селяни, рибалки і навіть найманці. В країні виникла спеціалізована біржа тюльпанів, де продаж рідкісних сортів викликав ажиотаж як на продажах екзотики. Ботаніки і аматори діяльно займалися виведенням нових сортів. Коли якийсь садівник отримав тюльпан небаченого темно-фіолетового (майже чорного) кольору, в місті Гарлем (Нідерланди) влаштували свято. Новий тюльпан пронесли триумфальною ходою, а принц Оранський вітав садівника і дав тому в нагороду 100 000 гульденів. (Порівняння. Чотириповерховий будинок Рембрандта в Амстердамі коштував 13 000, а продали його за — 11 000 гульденів).
На масовому тлі невеличких приватних садів з регулярним розплануванням виділялися розкішніші садово-паркові ансамблі багатіїв і купки нідерландських аристократів. Ці сади займали значну площу і орієнтувались на відомі французькі зразки — але без їх гігантоманії. В цих зразках були і партери (водні, мережеві), і скульптури, і фонтани, але їх кількість була обмежена. Палац посідав геометричний центр ділянки і крізь нього таки проходила центральна вісь ділянки, якщо за зразок брався французький сад. Але національною особливістю часто була асиметрія в розташуванні помешкання володаря, його бічне розташування, а сад мав додаткові ділянки, де окрім квітів вирощували запашні трави, овочі, фруктові дерева. У садовій зоні відпочинку облаштовували зелені кабінети, кожний з власним наповненням (запашні трави, фонтан, ягідні кущі, плодові дерева). Центральна алея не була широкою, хоча добре поєднувала кабінети між собою. Парадними були невеликі ділянки партерів. Нідерландський сад не гнався за парадністю, а надавав перевагу відокремленості.
Слугувало відокремленості і саме розпланування. Трипроменеве розпланування в Версалі мало на меті розкриття широкої перспективи на королівський палац, що підкоряв собі сад. Діагональні алеї нідерландських садів, навпаки, облаштовували подалі від садибного маєтку і часто вони не розкривали перспектив на споруду. Лише унікальні вельможні садиби в Голландії наслідували французьким зразкам, залишаючись швидше винятками чи варіантами з іноземними впливами.
Сади голландців швидко стали сюжетами для картин. Численні гравюри садової тематики створювали Ганс Вредеман де Вріс та його син. Метода нідерландських садівників мала значне поширення в північних країнах Європи, вплинувши на декоративне садівництво Східної Англії, Данії, Швеції, Прибалтики, а згодом і Московії. Андре Молле написав трактат з садівництва («Сад насолод») для королеви Швеції Христини на основі нідерландського досвіду. Сад бароко (Літній сад (Санкт-Петербург)), що розпланували в новій столиці за наказом Петра І, був розпланований саме за нідерландськими зразками, які так полюбляв цар. Нідерландцем був і перший його садівник — Ян Роозен. Чотирнадцять років працював і нідерландський ландшафтний архітектор Леонард ван Гарніхфельд над розплануванням і створенням саду бароко в Петергофі.

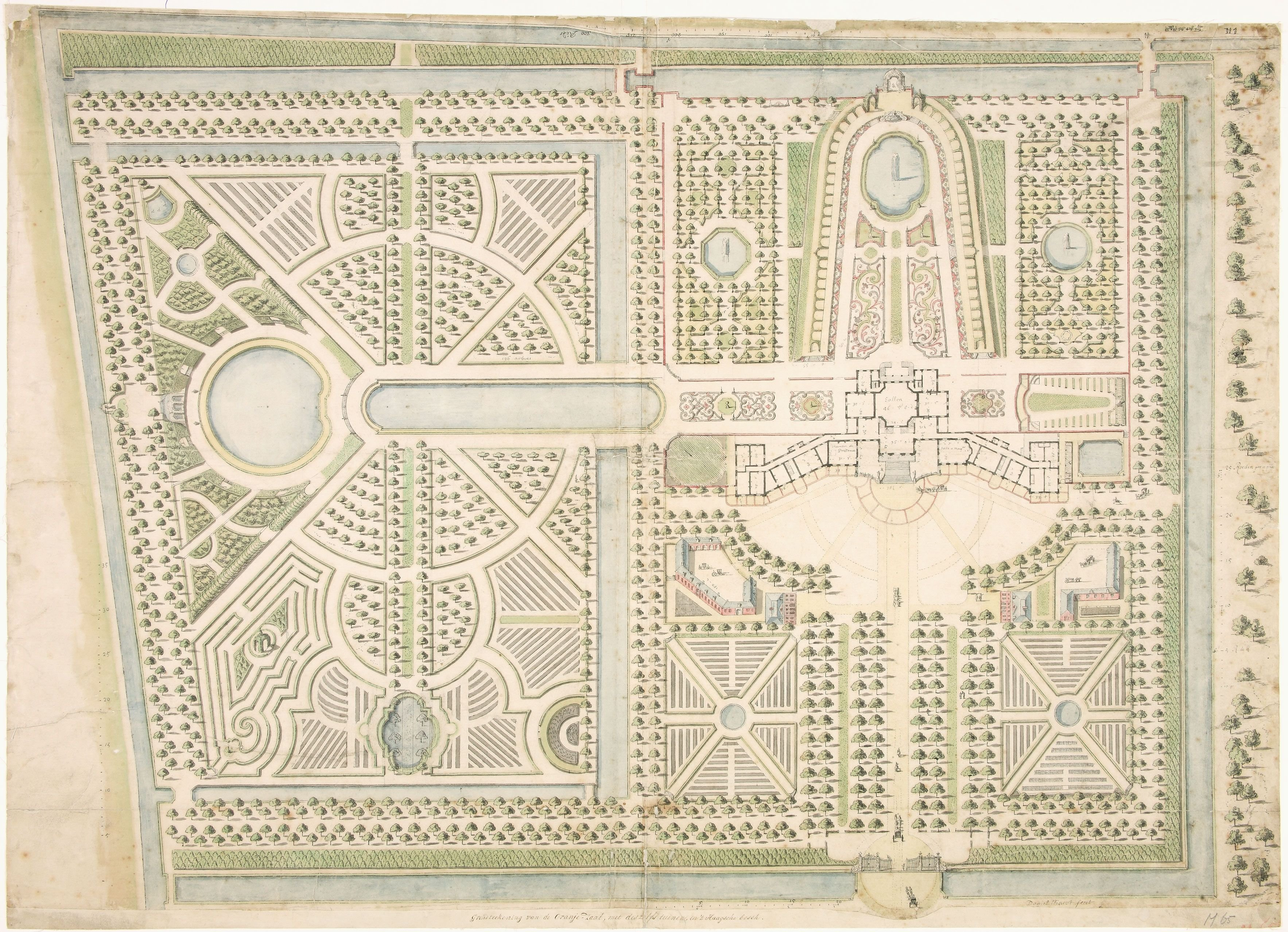
Палац Хейс тен Босх, план ансамблю
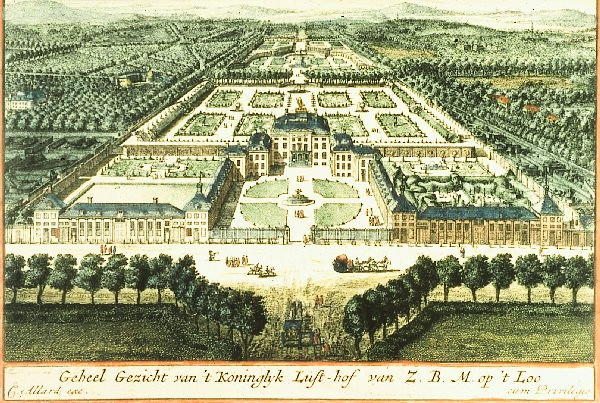
Палац і сад Хет Лоо
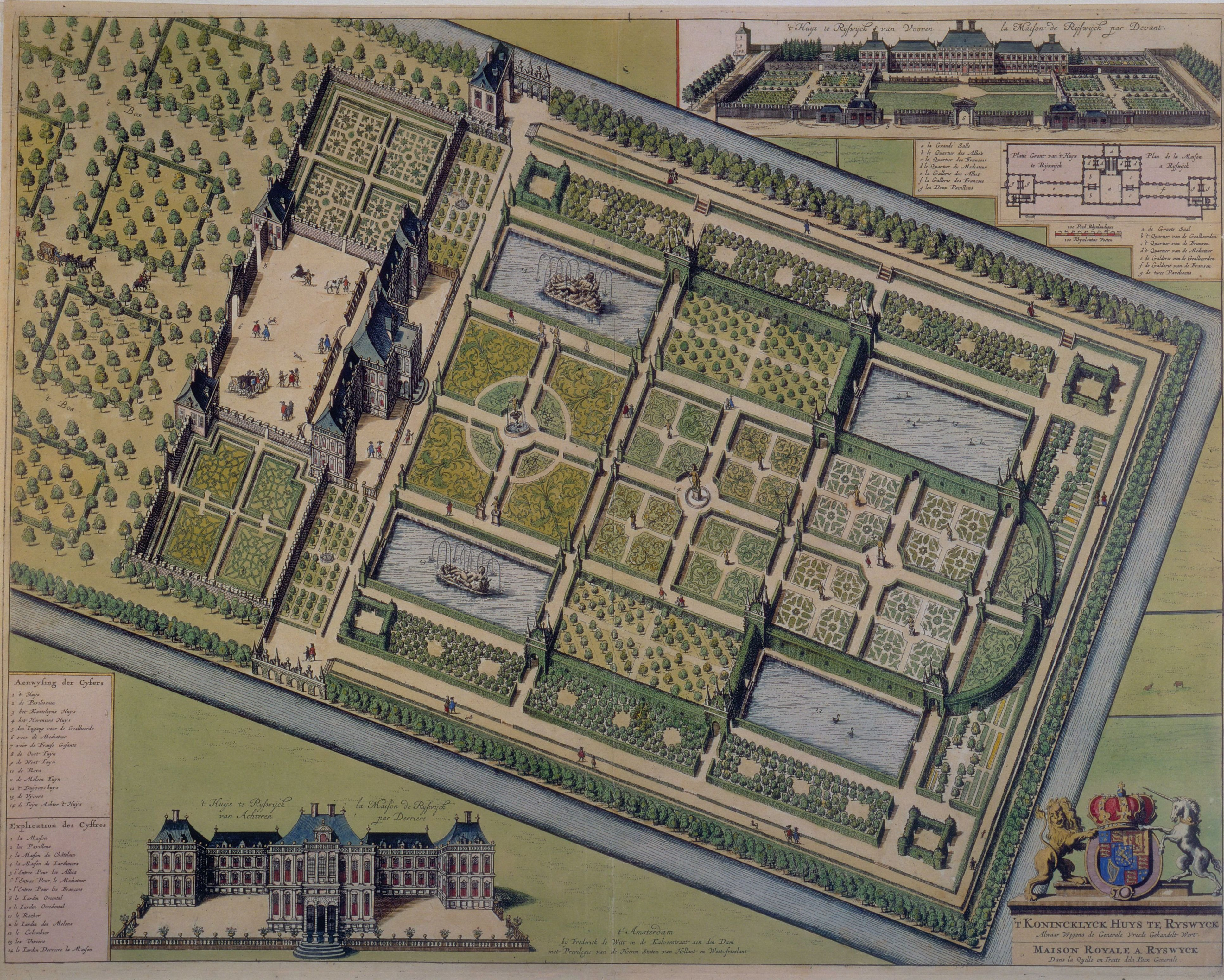
Палац і сад Хейс тен Нейбург
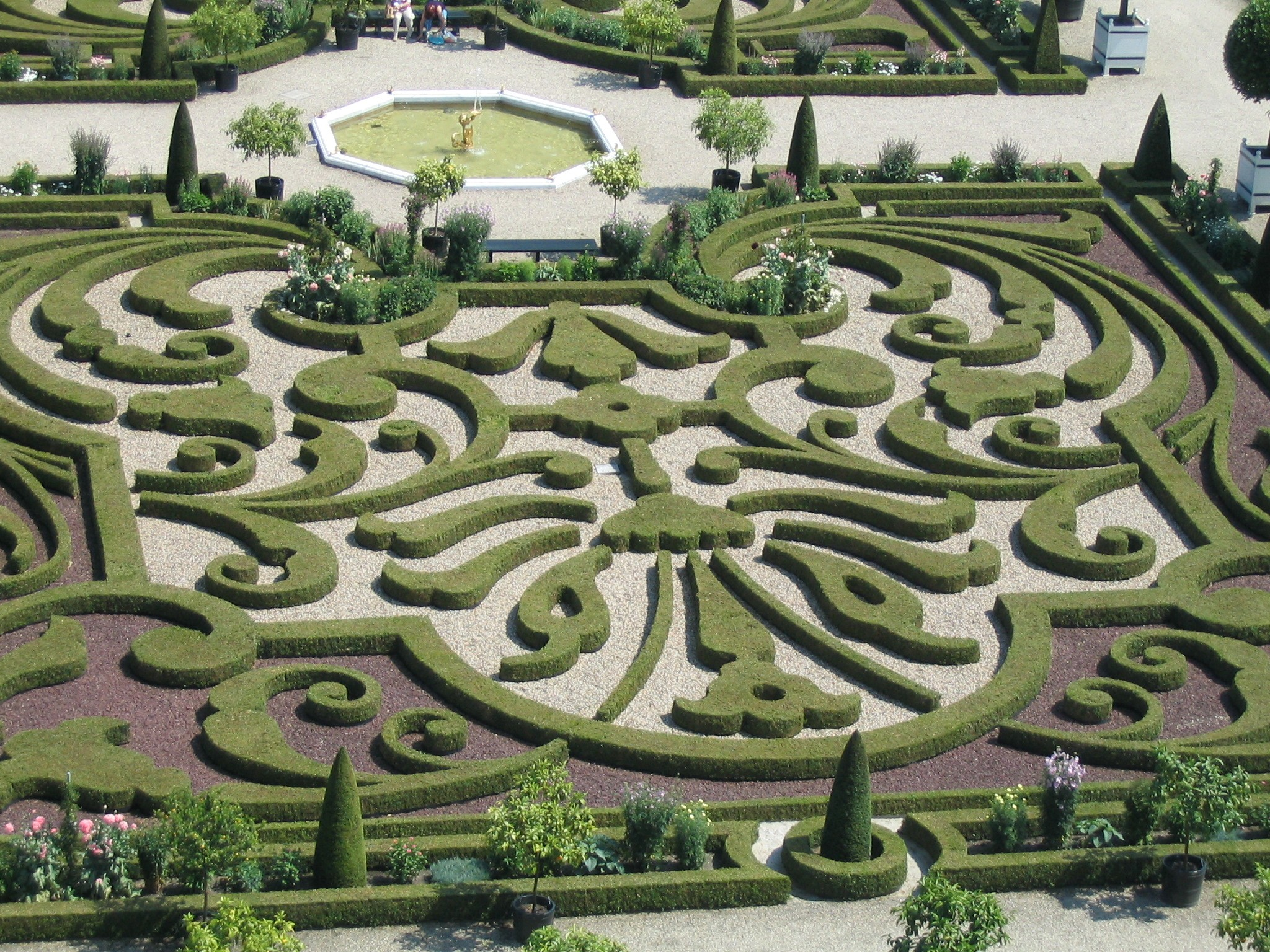
Мережевий партер саду в Хет Лоо
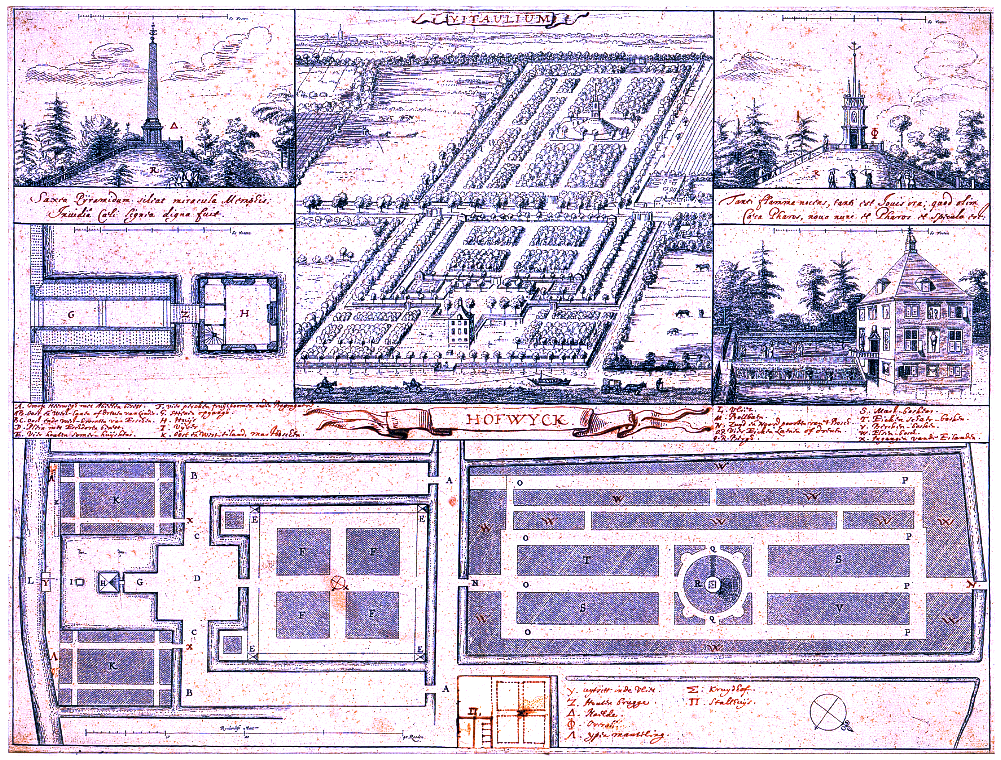
Заміський палацик і сад Хофвійк дипломата Константина Гюйгенса
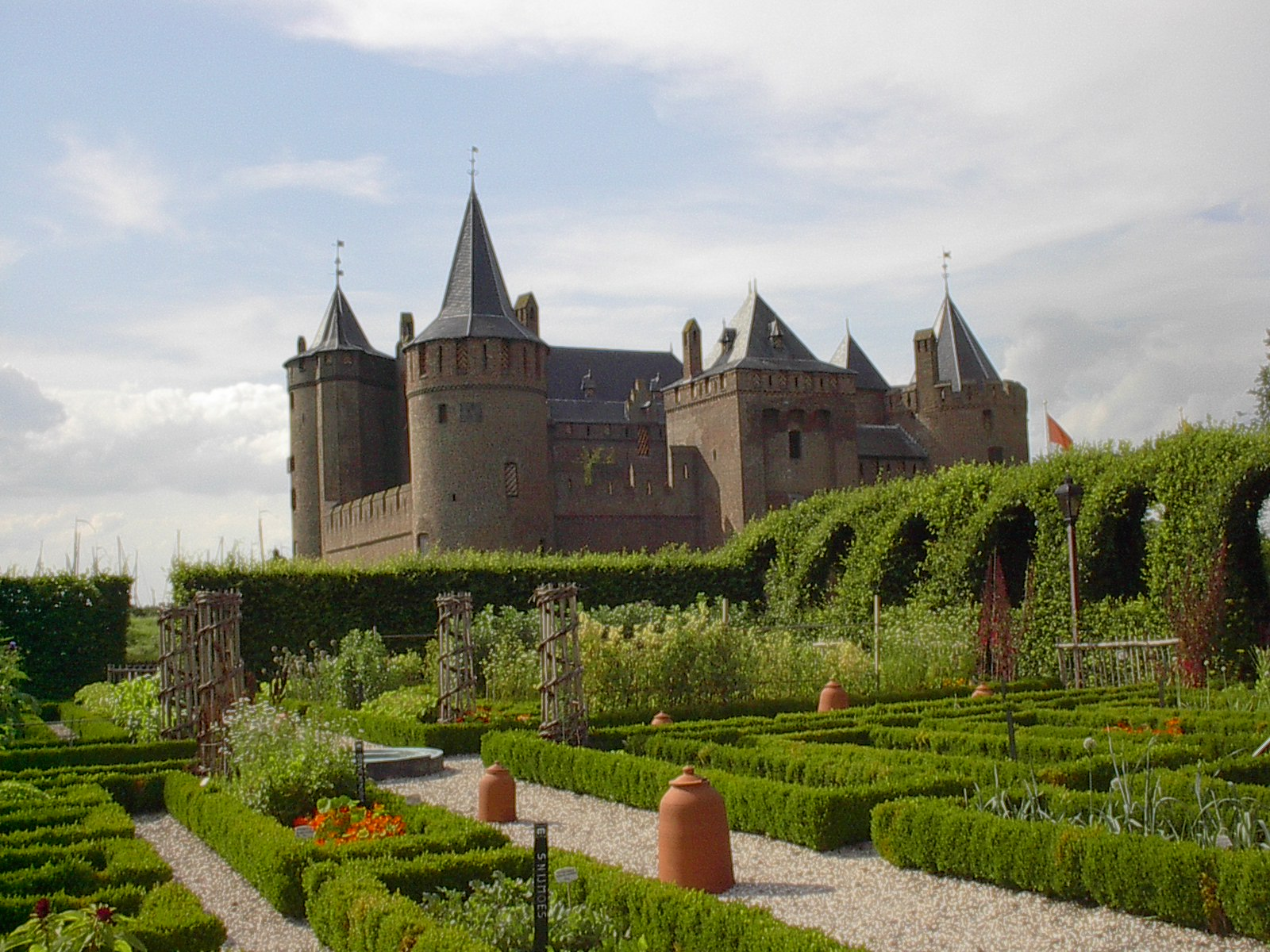
Відновлений в XX столітті сад трав. Замок Мюйдерслот

## Архітектура

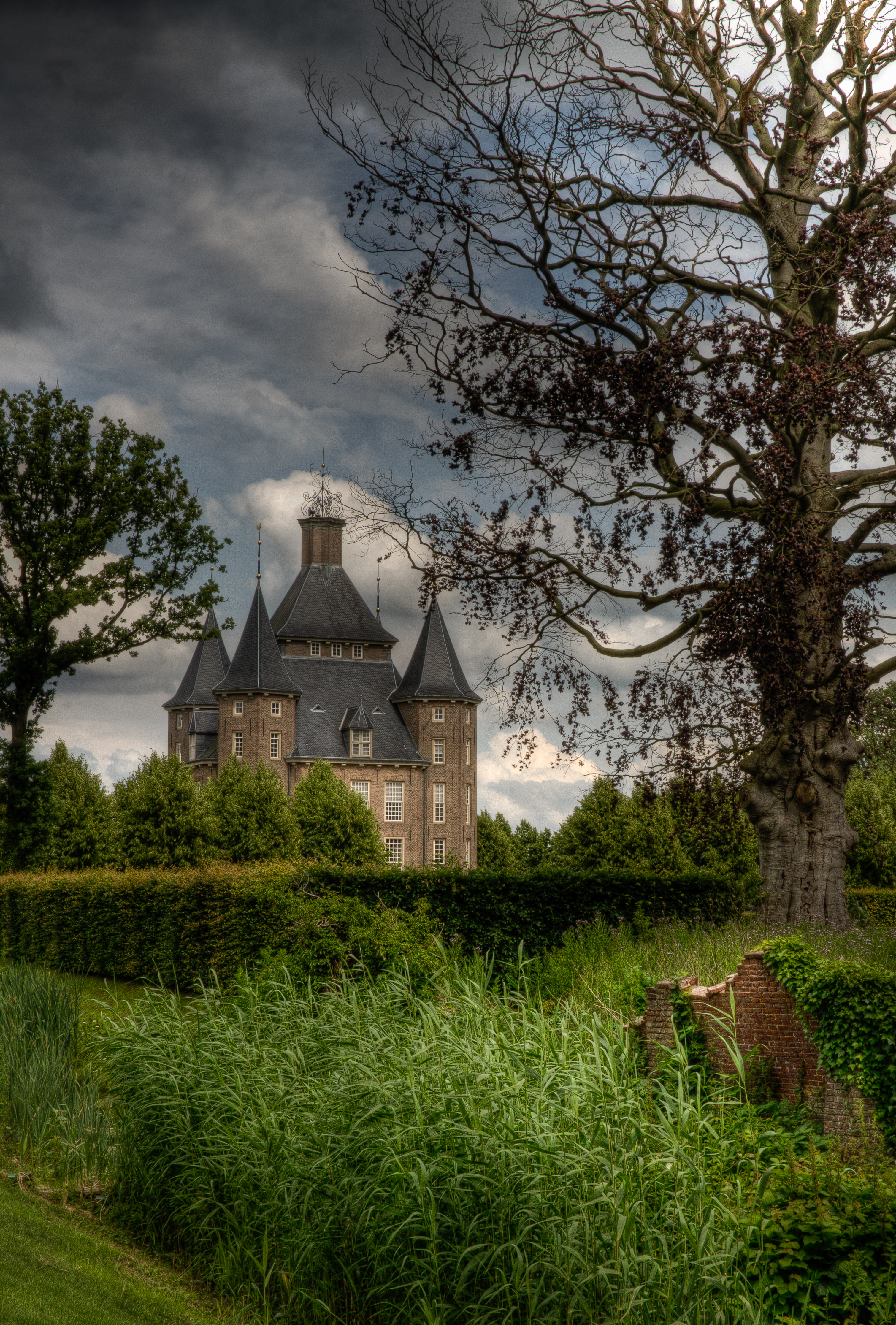
Замок Хемстеде
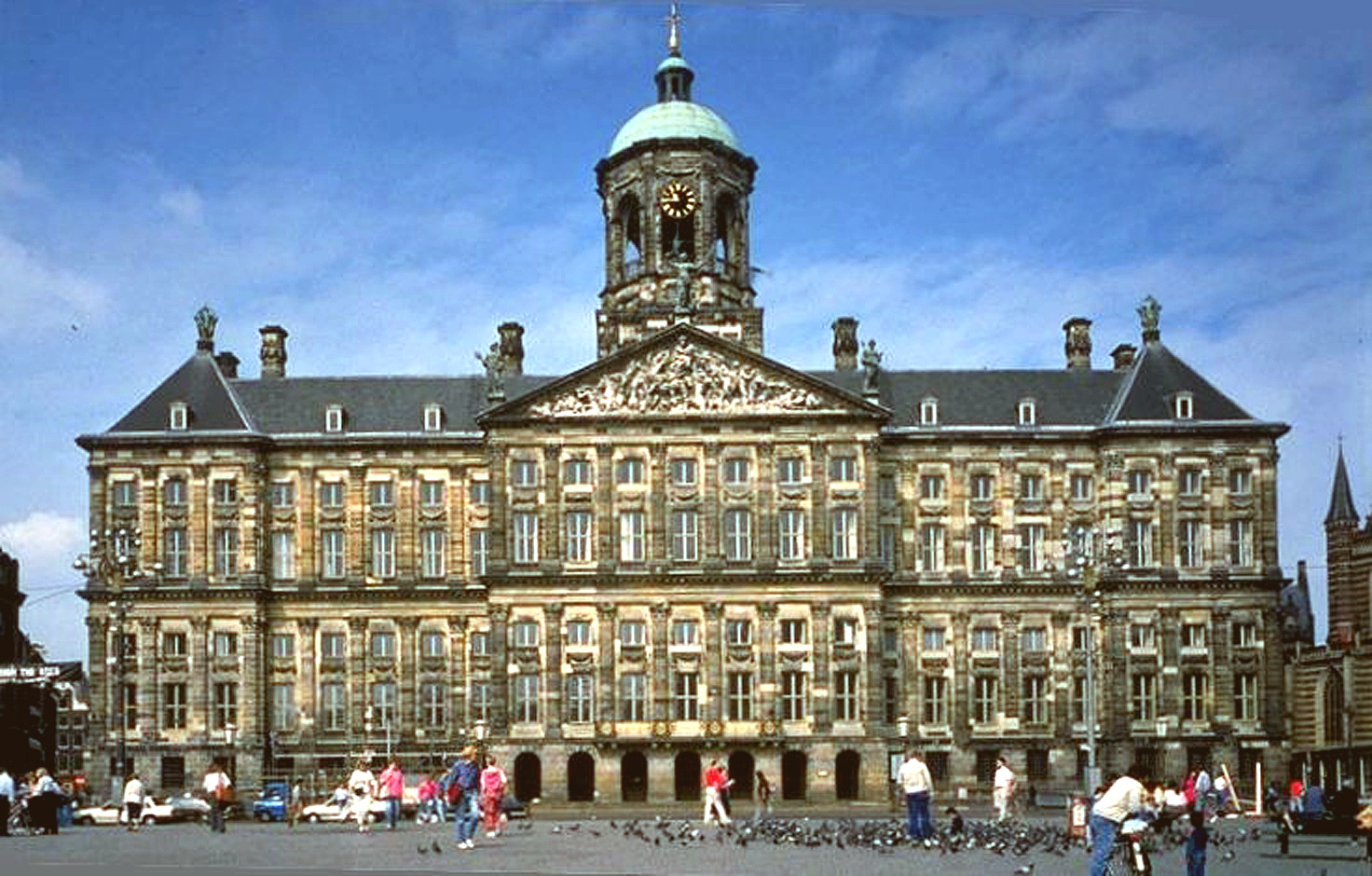
Арх. Якоб ван Кампен. Колишня ратуша Амстердама, нині Королівський палац
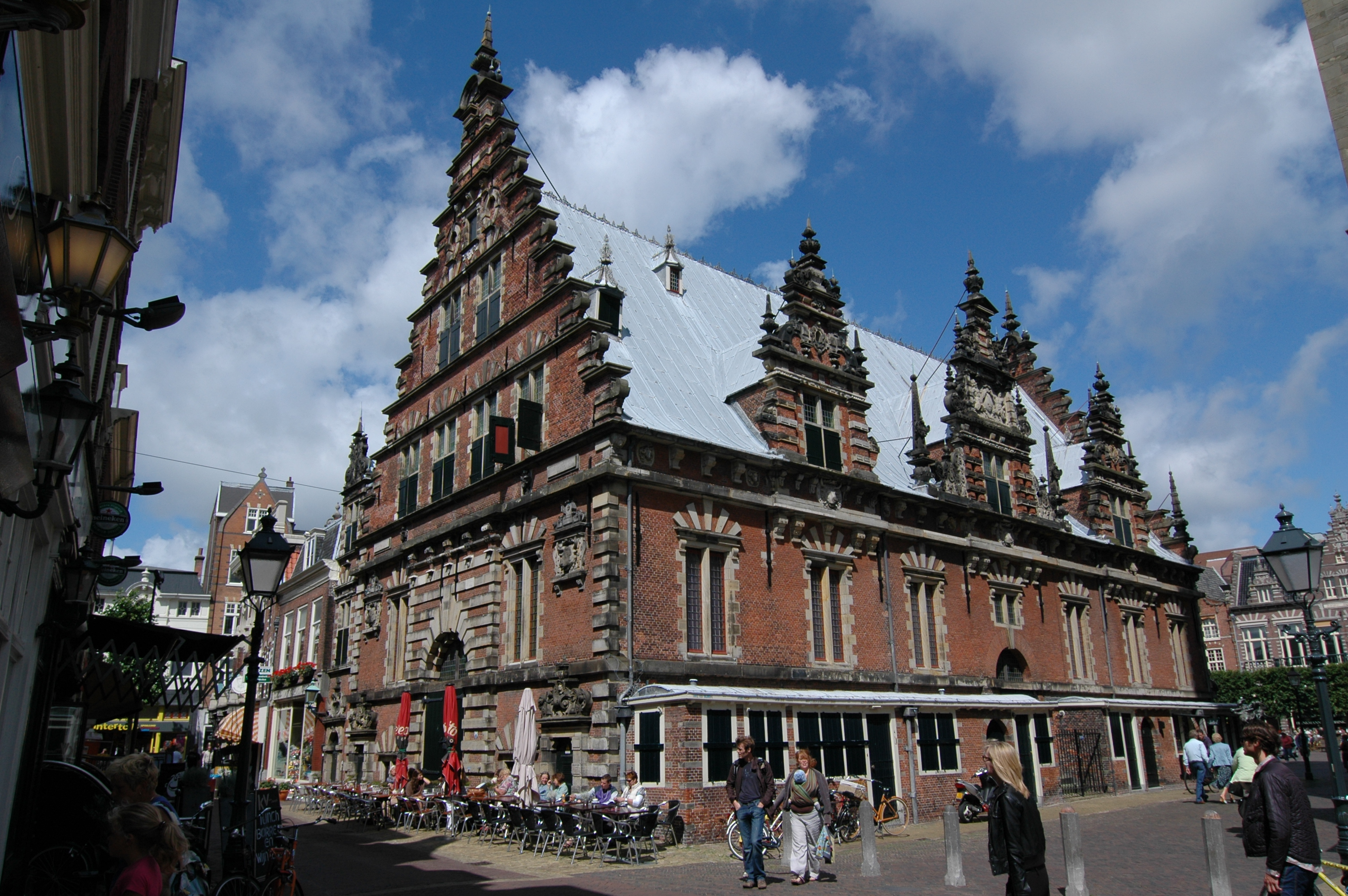
Арх. Лівен де Кей. М'ясний ринок (Гарлем)
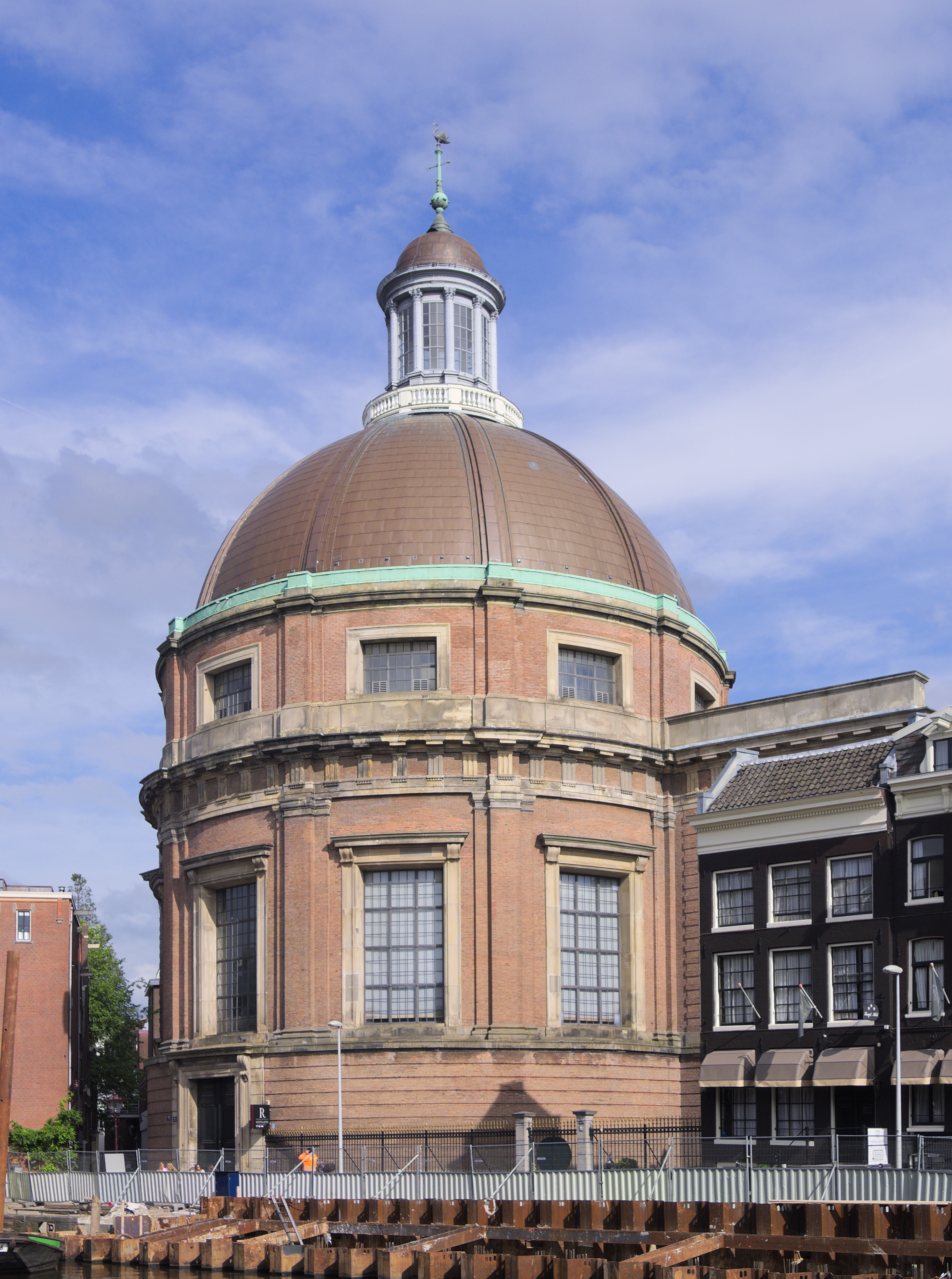
Адріан Дортсман. Ротонда лютеранської кірхи
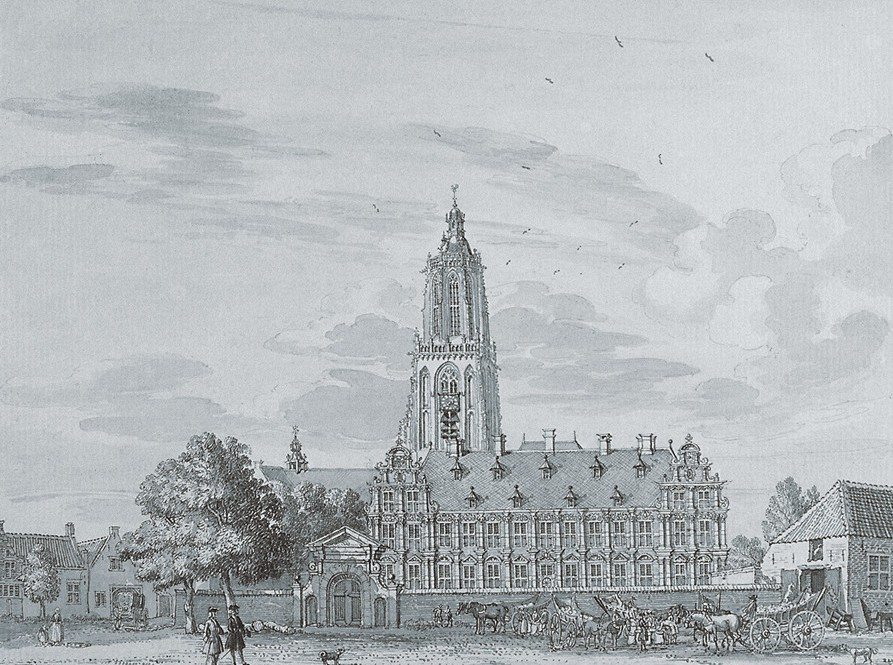
Бартоломеус ван Бассен. Палац пфальцького курфюрства Фрідріха V в Утрехті

## Камери риторів (театр)
Камери риторів розпочали власну діяльність ще в XV столітті. Особливе поширення вони мали в католицькій Фландрії XVI століття. Під політичним і релігійним тиском Іспанії фламандці масово переселялися у Півничні провінції, відоміші як Голландія. В місцях найбільшого скупчення емігрантів-фламандців камери риторів оживають і продовжують власну діяльність. Ці товариства об'єднують літераторів, поетів, драматургів, але всі вони — аматори, що займаються цим в дозвілля. Їх головний фах — ремесла, торгівля, створення картин чи гравюр. Наприкінці XVI століття в Італії виникає опера і театр, як окрема, спеціалізована на виставах споруда (Театр Фарнезе, Театр Саббіонета). Аристократична забава, оперний театр підтриманий місцевим володарем, тому має розкішні костюми, пишні декорації, музикантів і художників по створенню декорації.

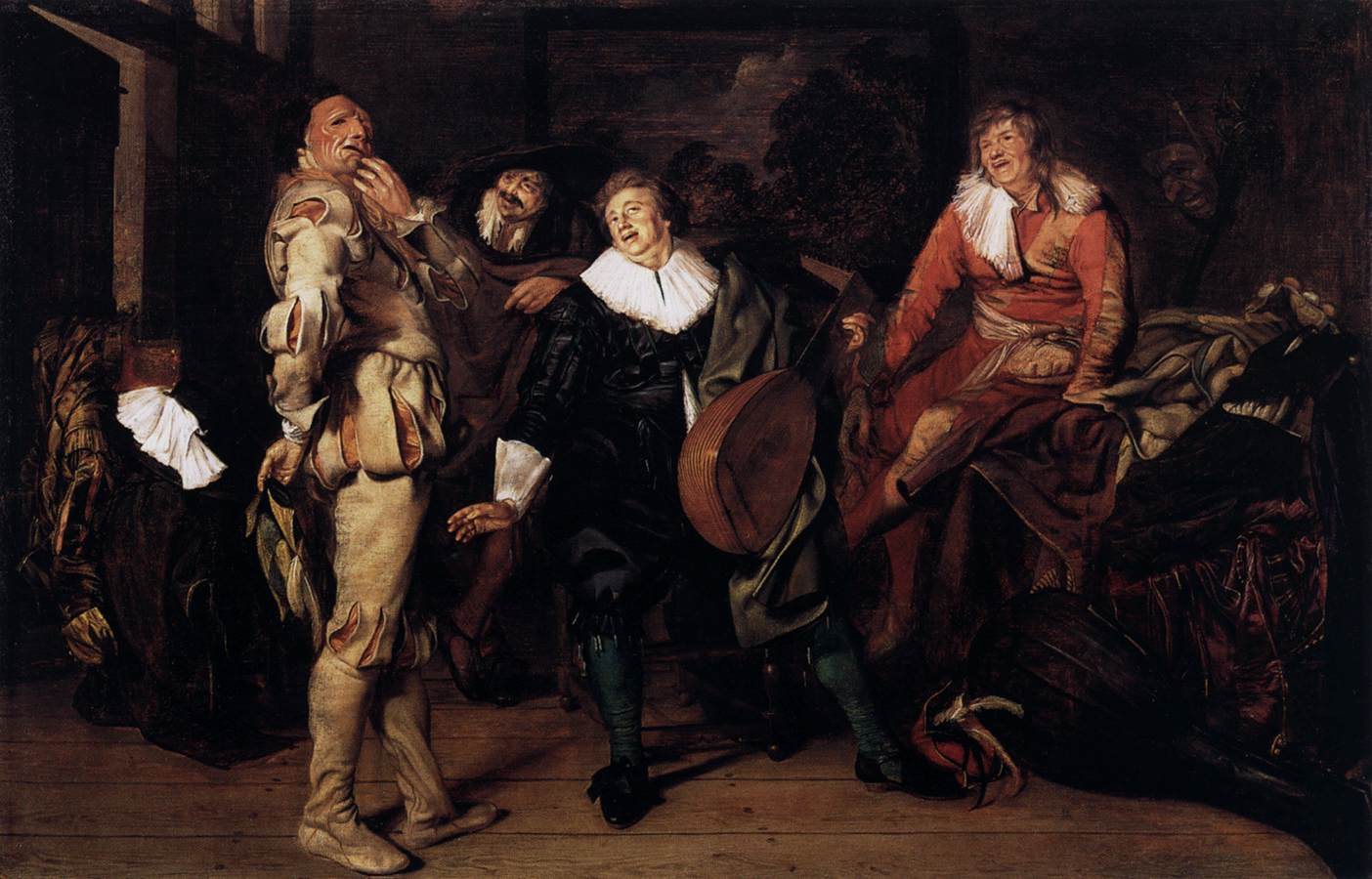
Пітер Кодде. «Актори камери риторів»

Товариські об'єднання аматорів не мали ні окремих, спеціалізованих приміщень, ні розкішних, створених уславленими художниками декорацій. Вони розігрують примітивні фарси, співають пісень, часто просто імпровізують на пристосованій сцені перед глядачами. Рівень аматорських вистав і текстів в камерах риторів невисокий, часто брутальний і грубий. Хоча до створення текстів звертались навіть значні обдарування на кшталт Бредеро, Ремера Вісхера, Пітера Хофта.
Дивним чином камери риторів отримали довге життя і існують в нідерландських містах і в XXI столітті.

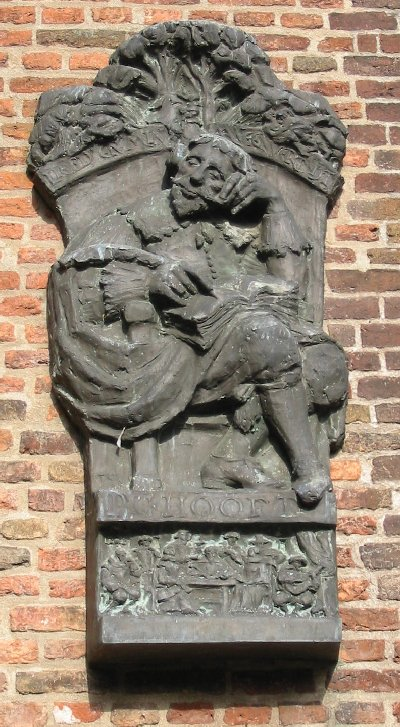
Пам'ятний знак на честь поета Пітера Хофта
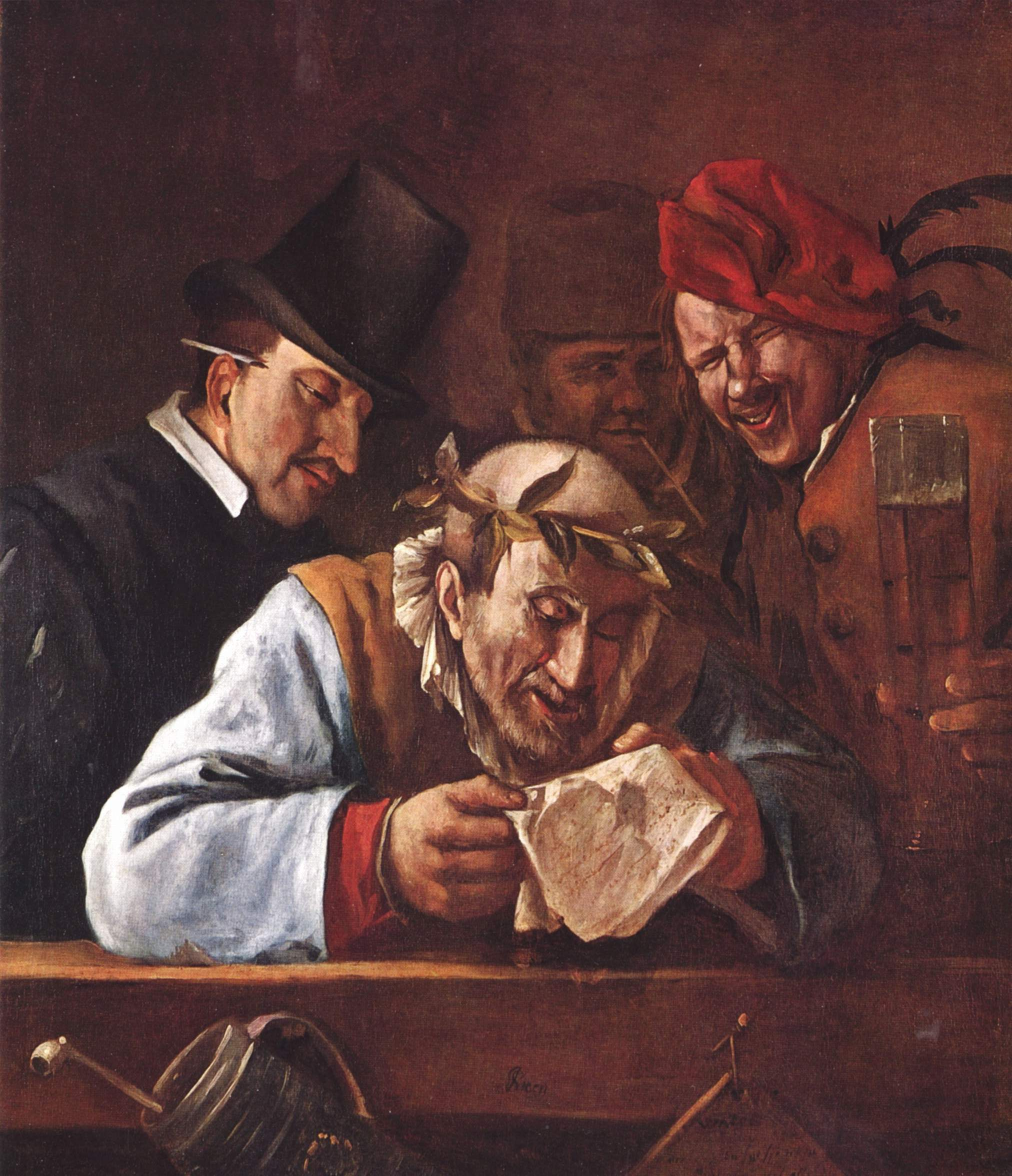
Ян Стен. Писака чита свої вірші приятелям(камера риторів)
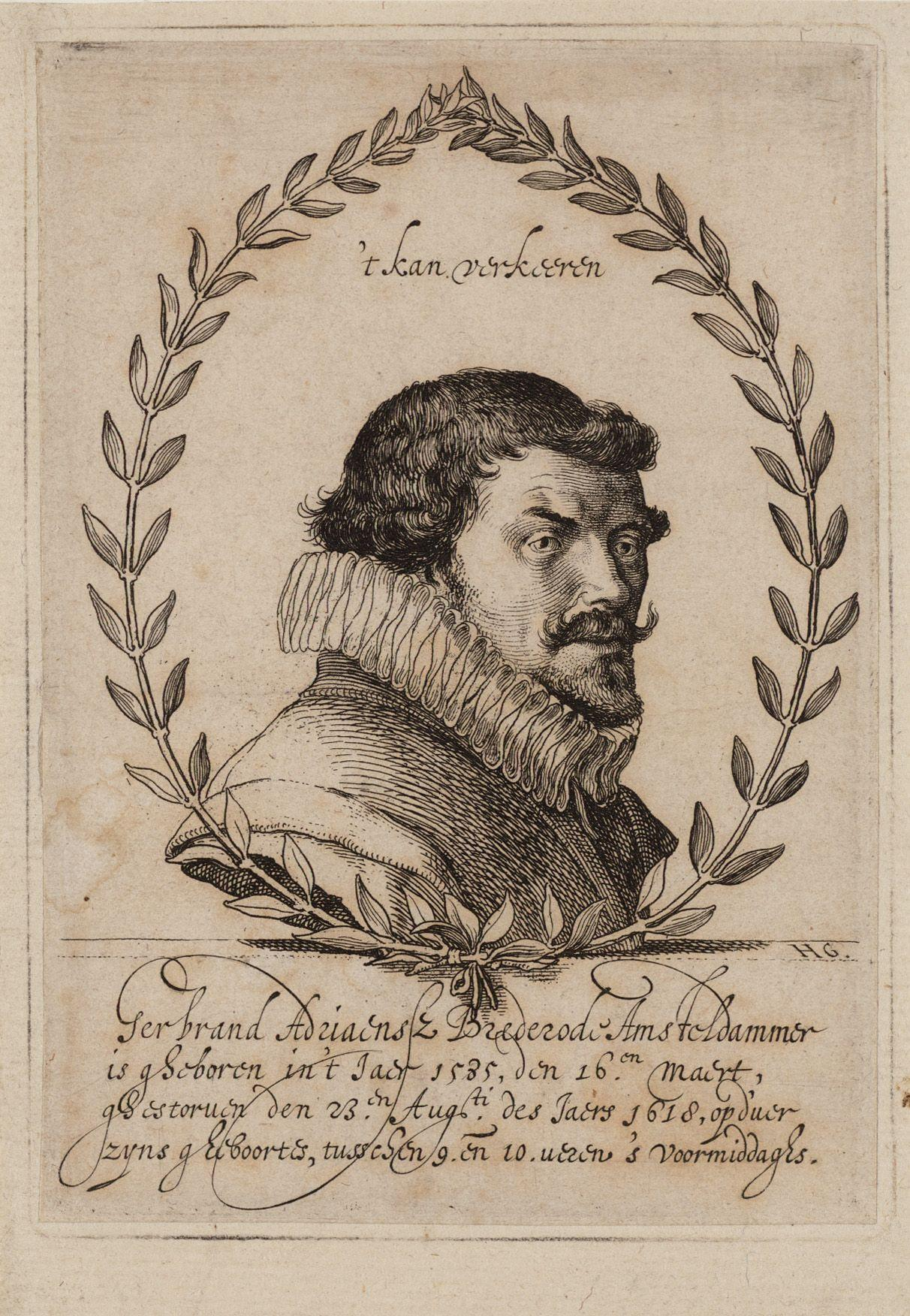
Портрет комедіографа Бредеро
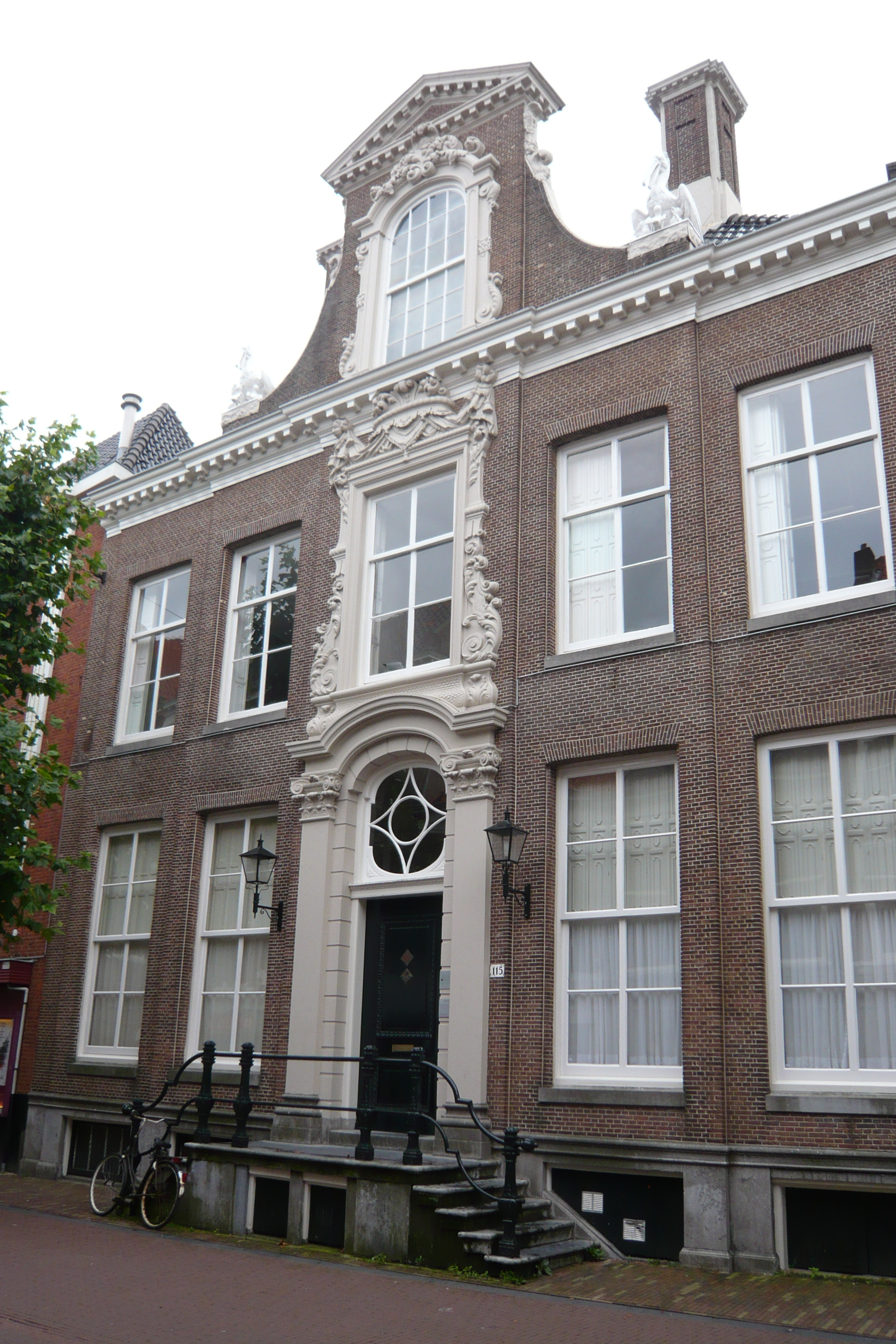
Колишній клуб, де діяли камери риторів міста Харлема
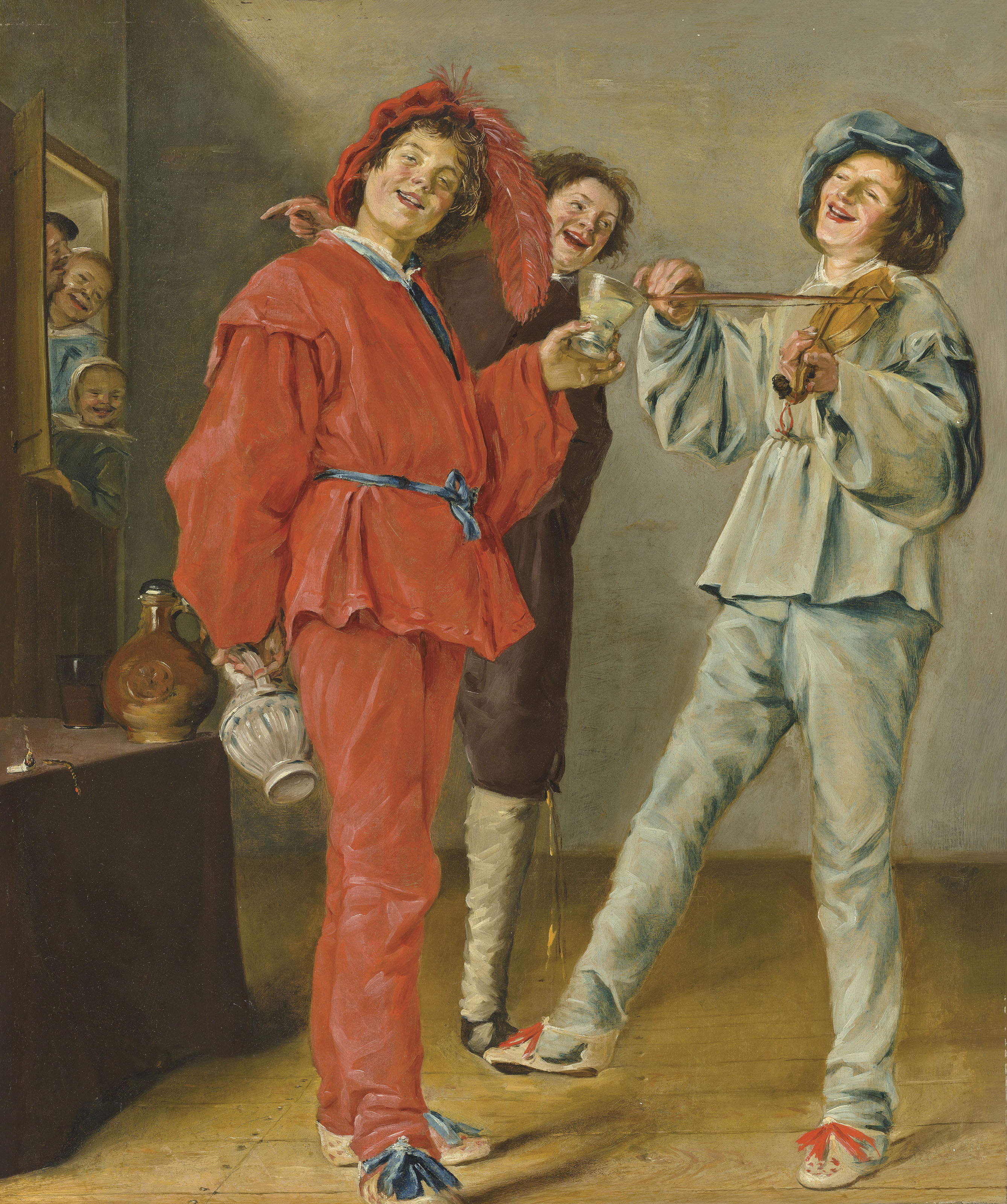
Юдит Лейстер. Веселе тріо

## Зразки біблійних композицій нідерландських художників

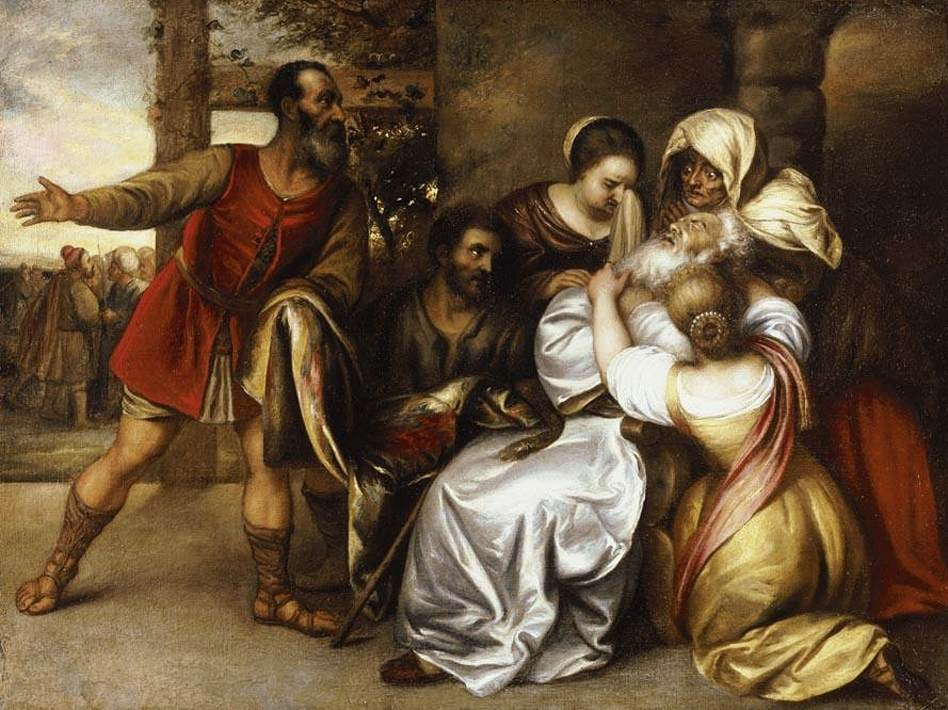
Ян Лівенс. «Якову і його дружині показують закривавлений одяг сина Йосипа», перша половина XVII ст., приватна збіка.

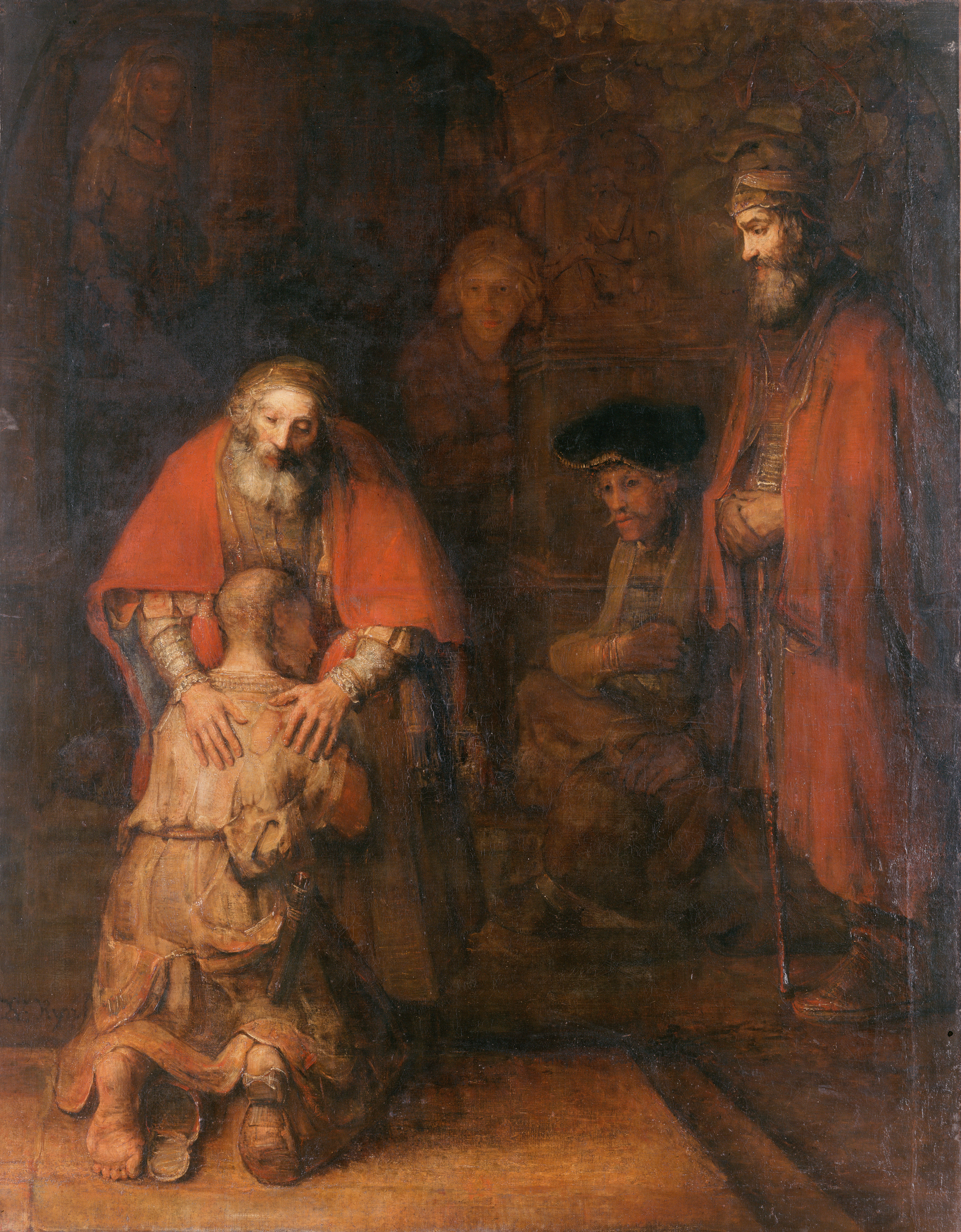
Повернення блудного сина (Рембрандт), (близько 1666–69, Ермітаж)
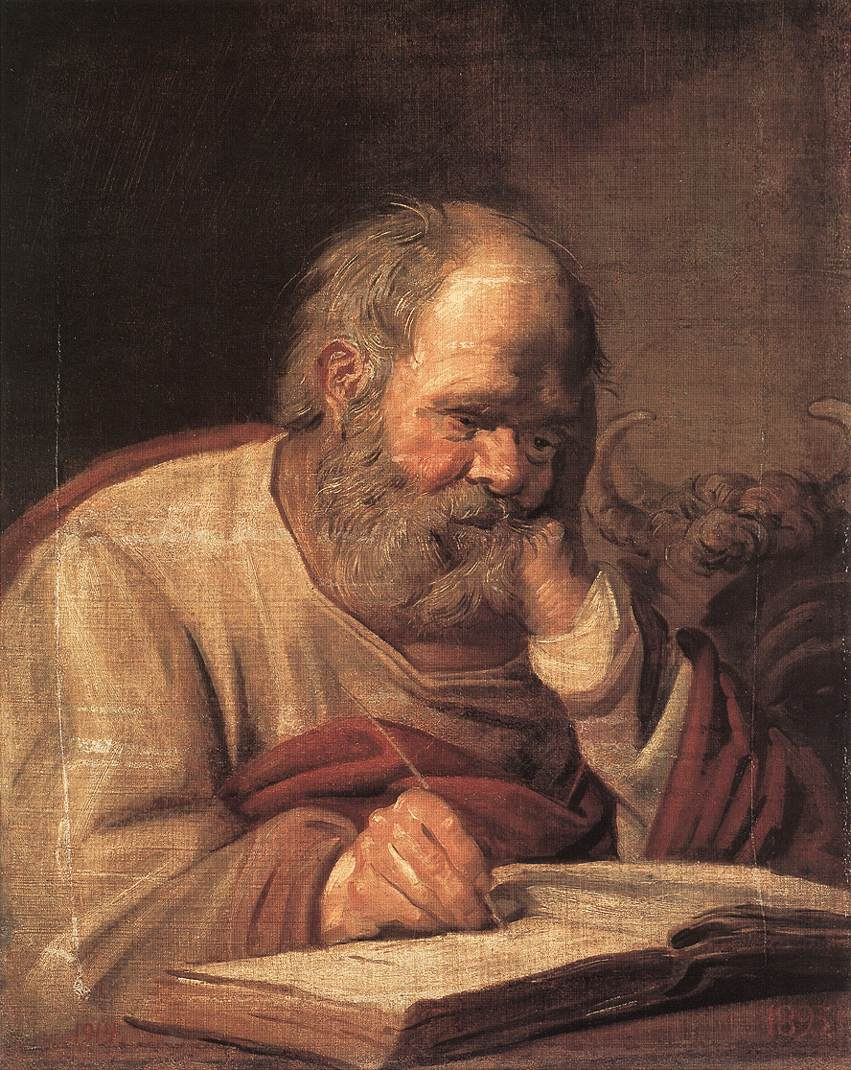
Худ. Франс Галс. Євангеліст Лука (Одеса), Україна
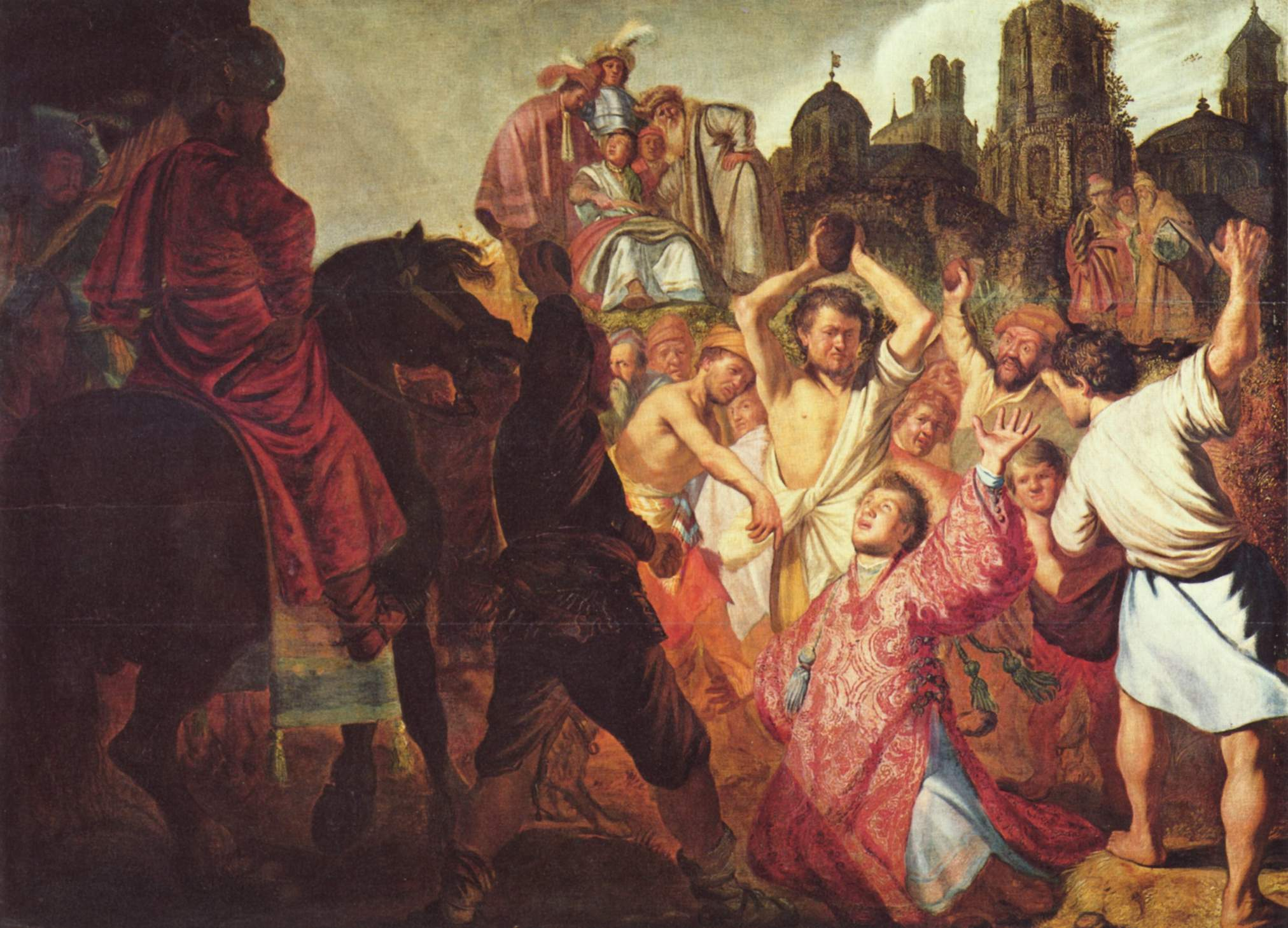
Рембрандт. «Побиття камінням святого Стефана», Ліон, Франція
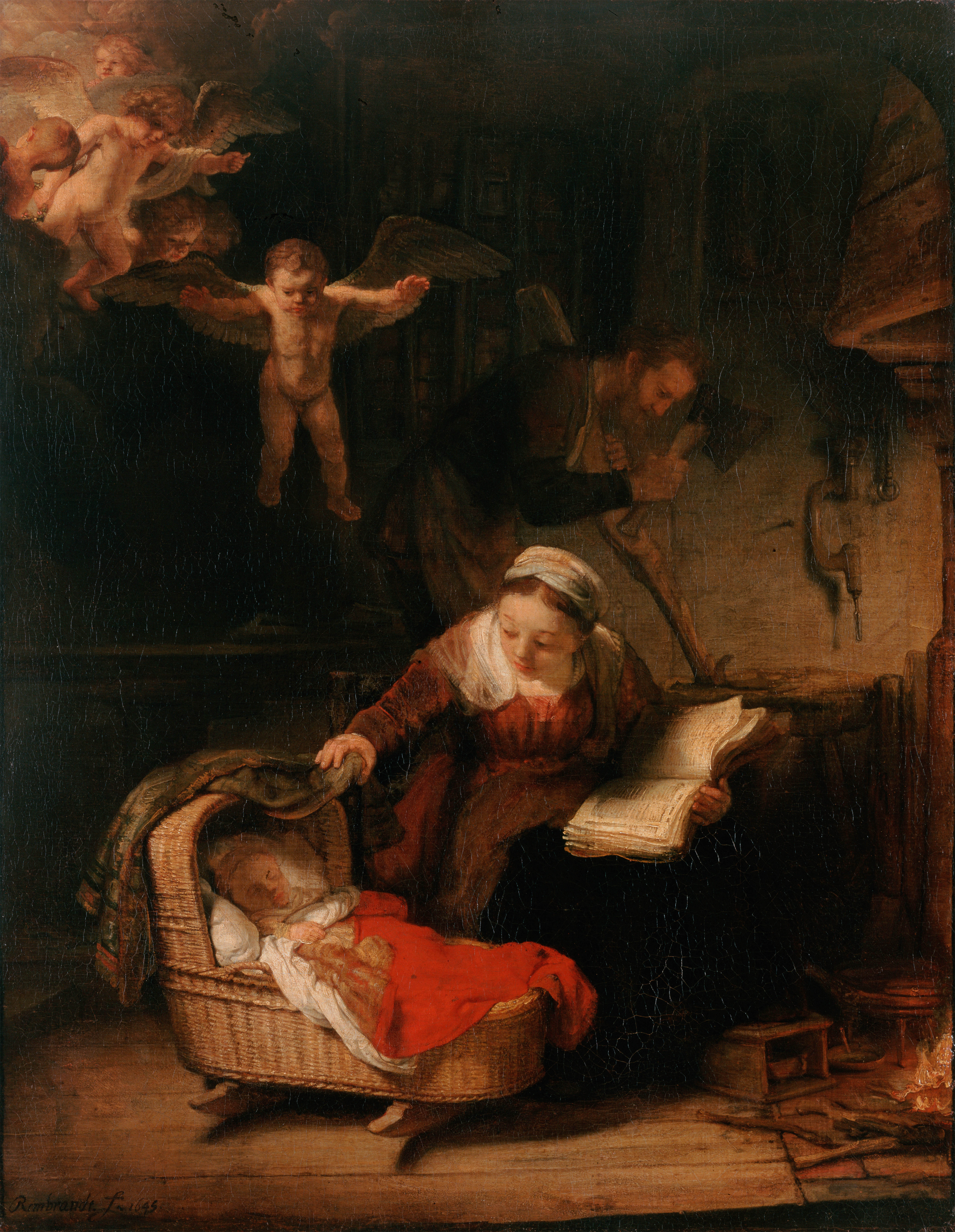
Рембрандт. «Свята Родина і янголи», Ермітаж, Росія
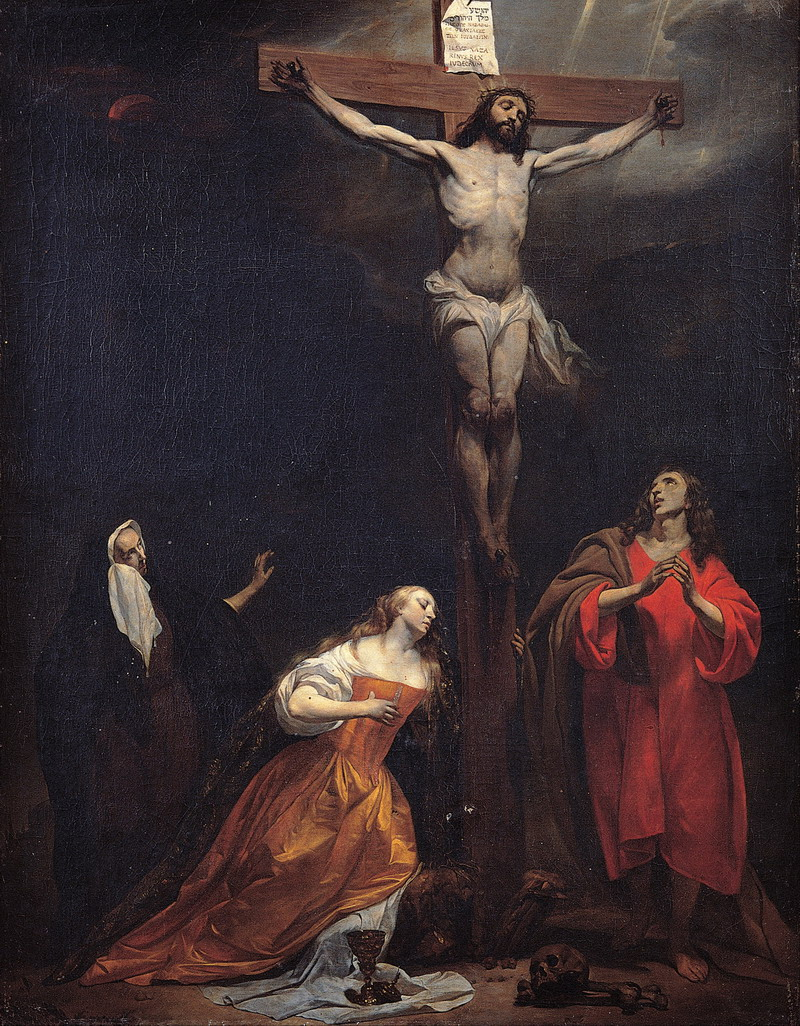
Габріель Метсю, « Голгофа (Метсю) », Італія, Рим

## Галерея— картиниРейсдала

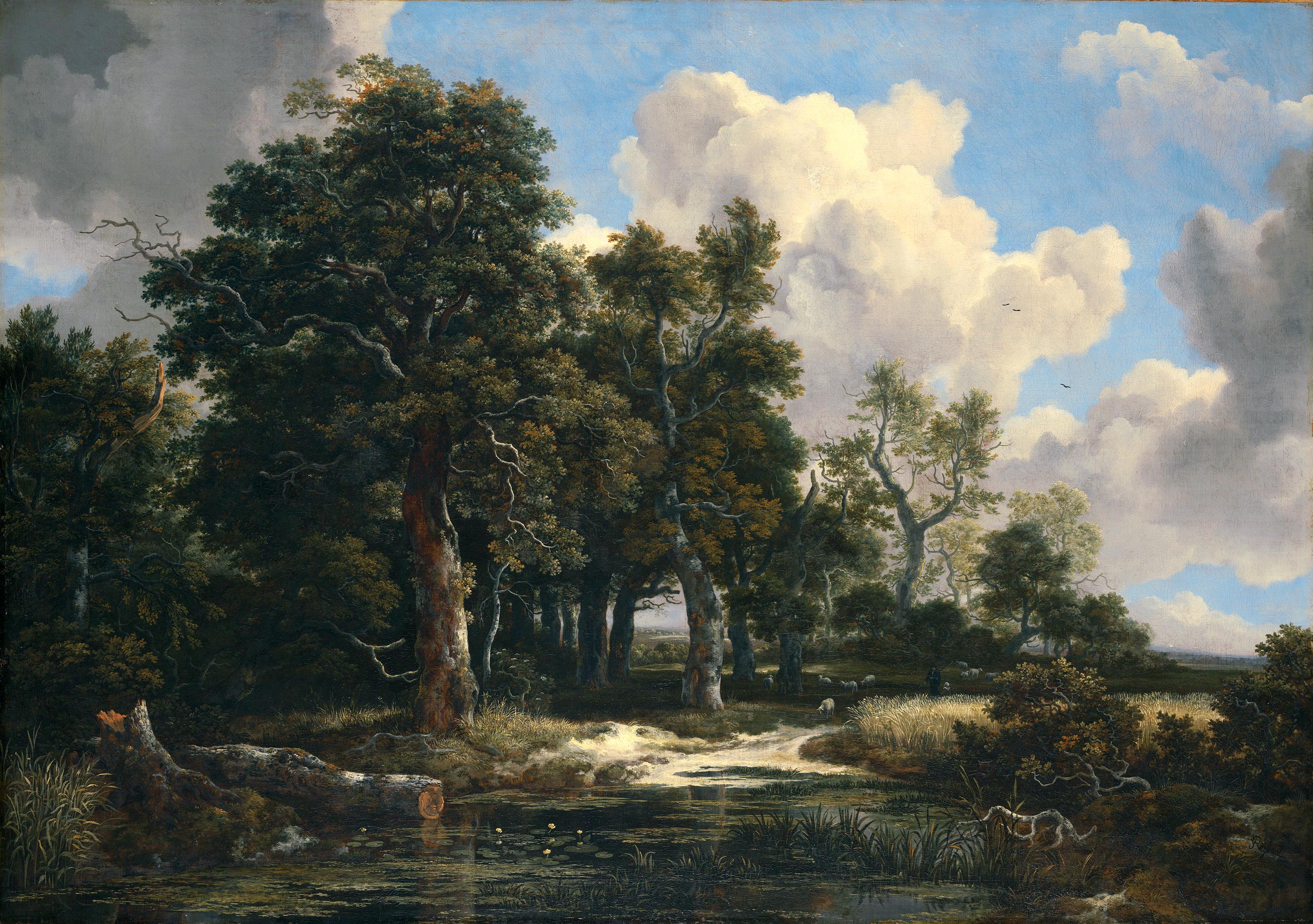
Лісовий пейзаж., бл. 1660, Ворчестер колледж, Оксфорд
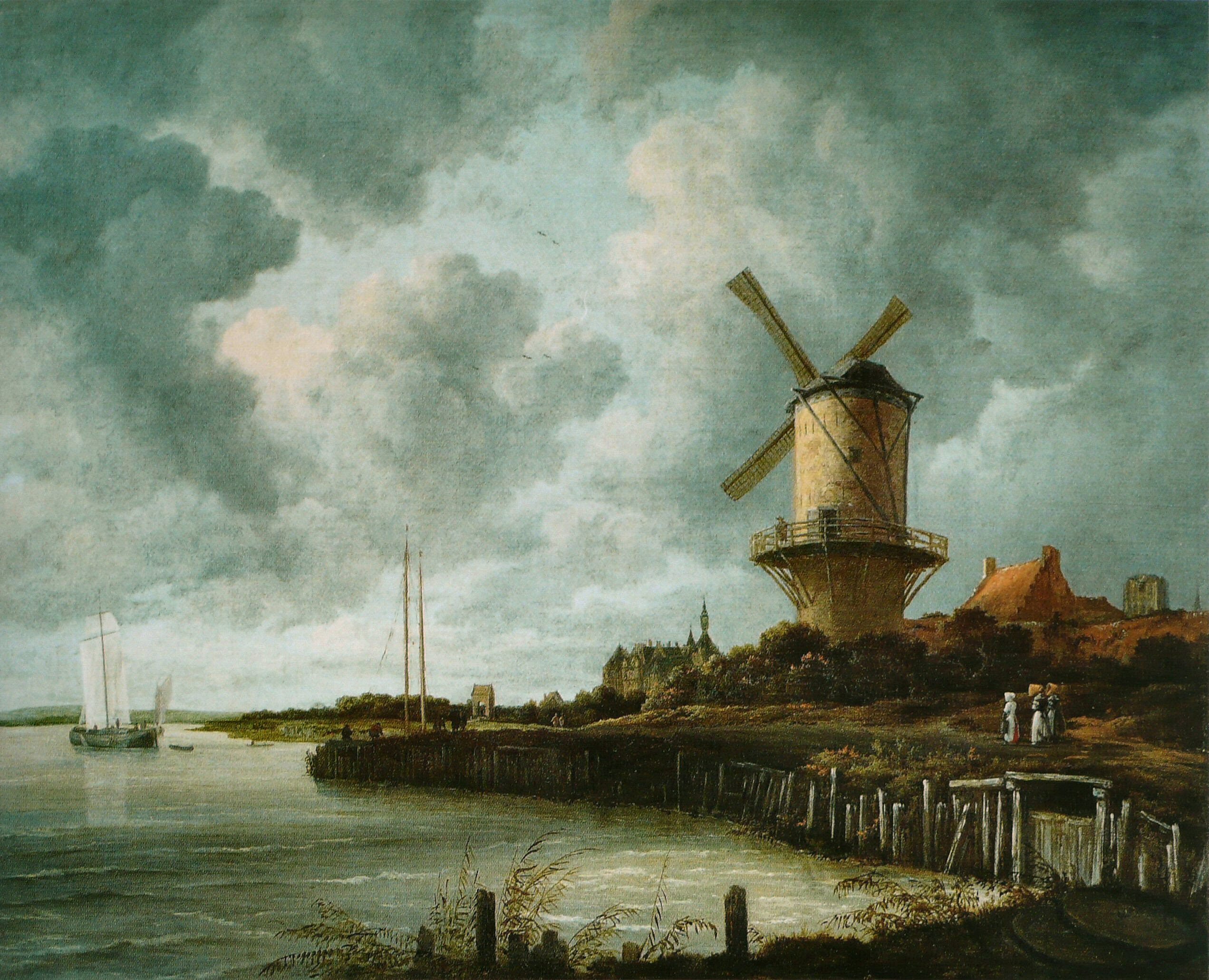
Вітряк у Вейк-бей-Дюрстеде, 1670, Рейксмузей, Амстердам
Пейзаж з дюнами і чагарниками, 2-га трет. XVII ст., Стара пінакотека, Мюнхен
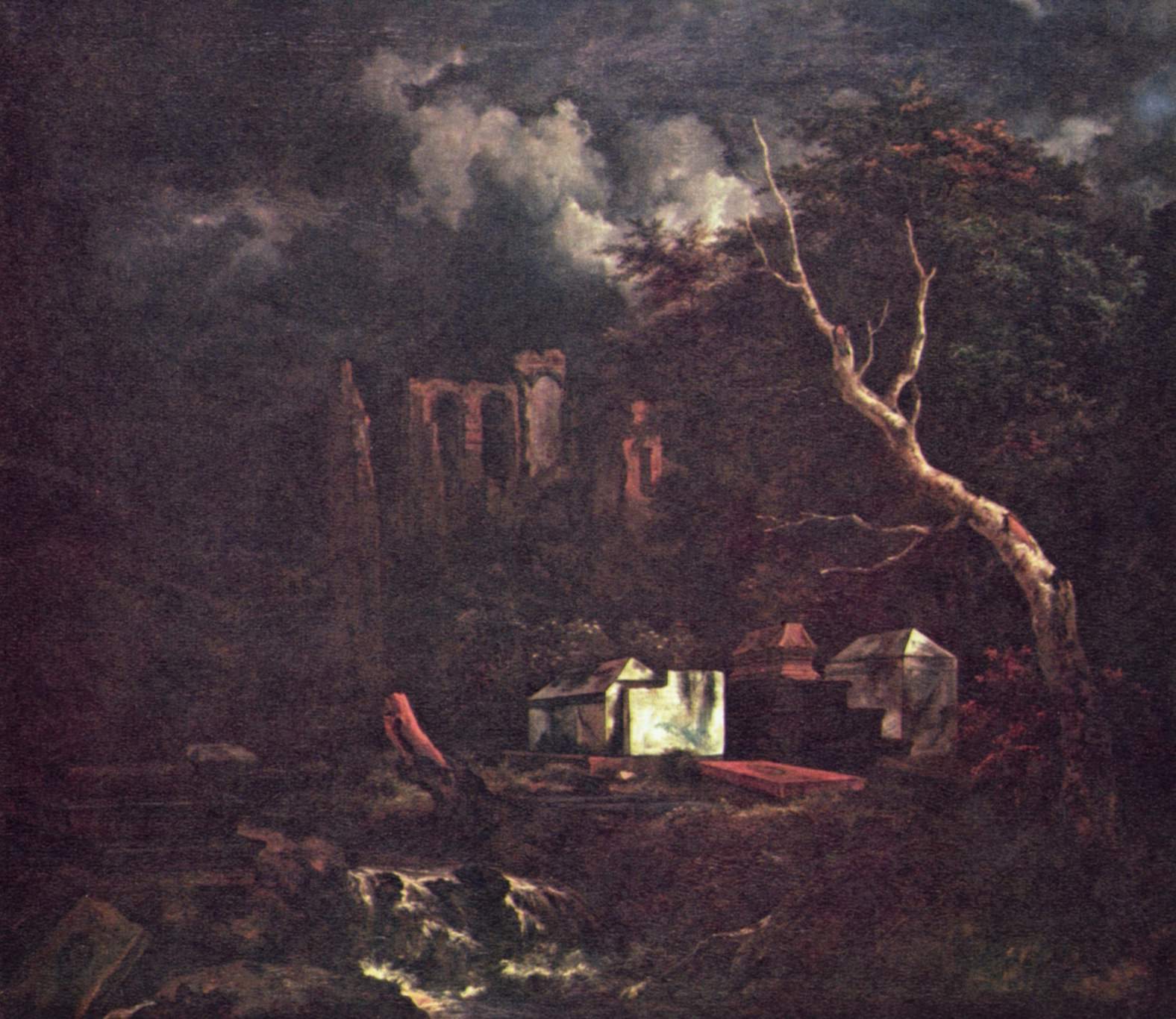
Єврейське кладовище., 2-га трет. XVII ст., Дрезденська картинна галерея, Дрезден
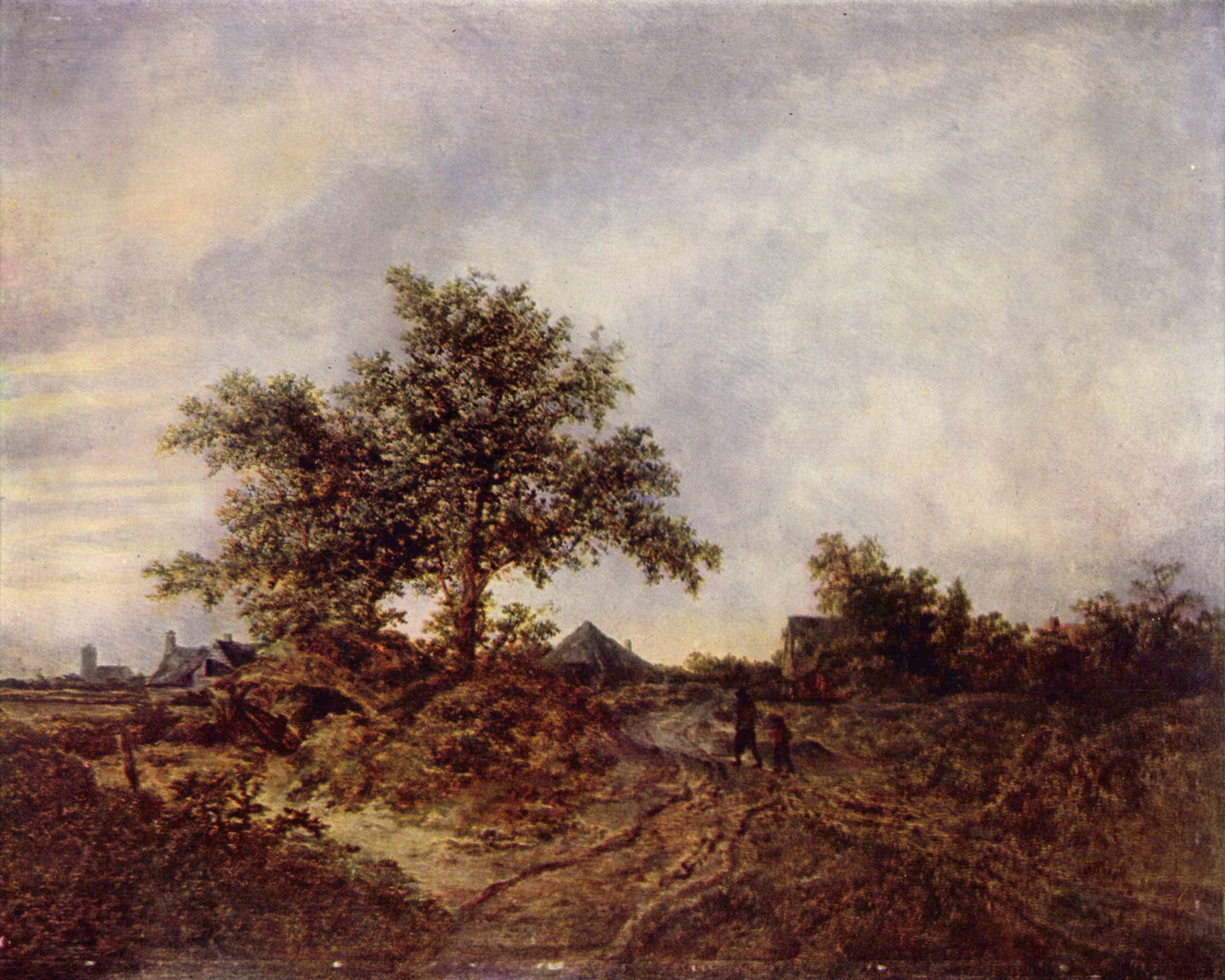
Пейзаж, 1647, Держ. музей образотворчих мист. ім. О. С. Пушкіна, Москва
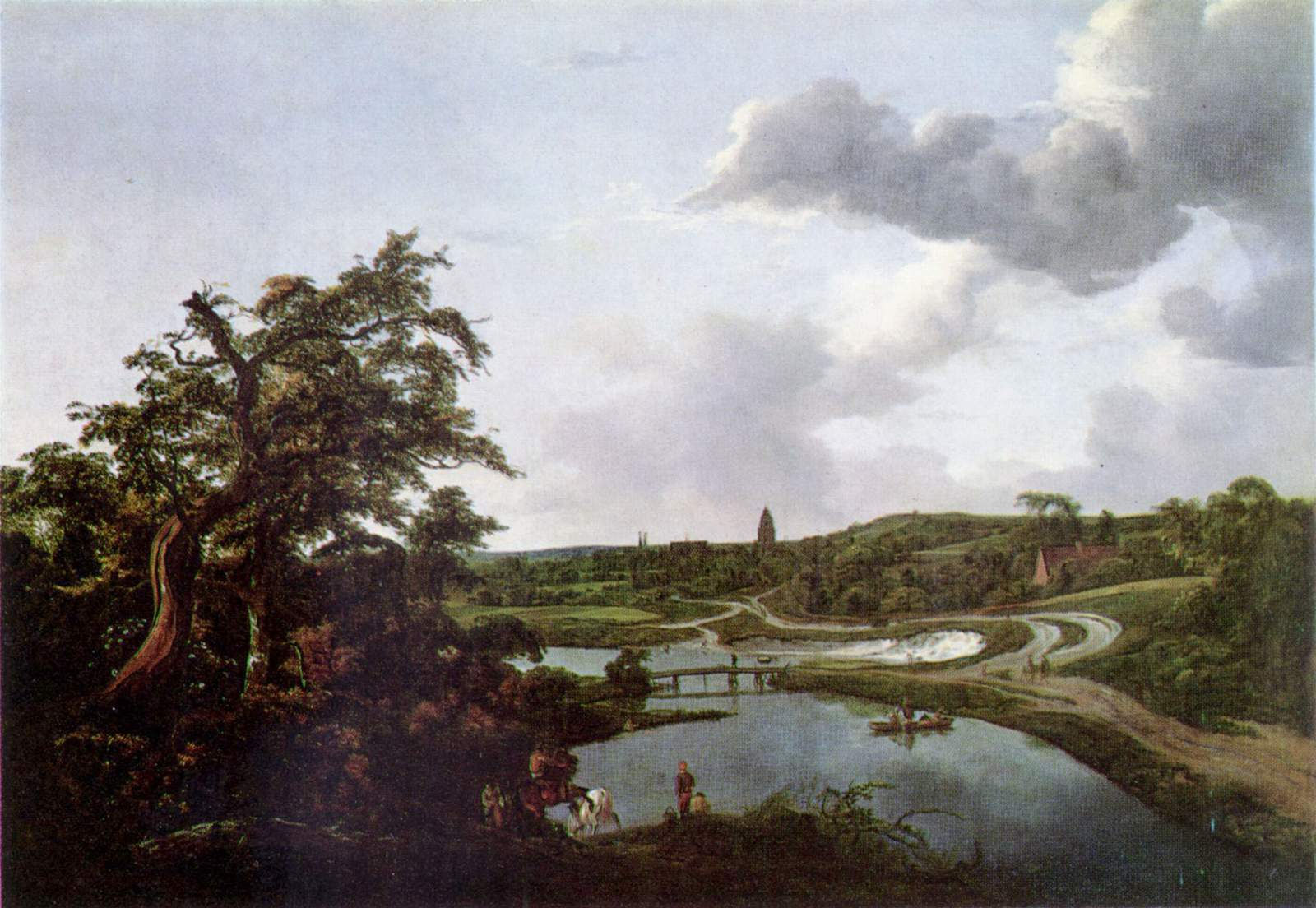
Берег річки, 1649, Національна галерея Шотландії, Единбург
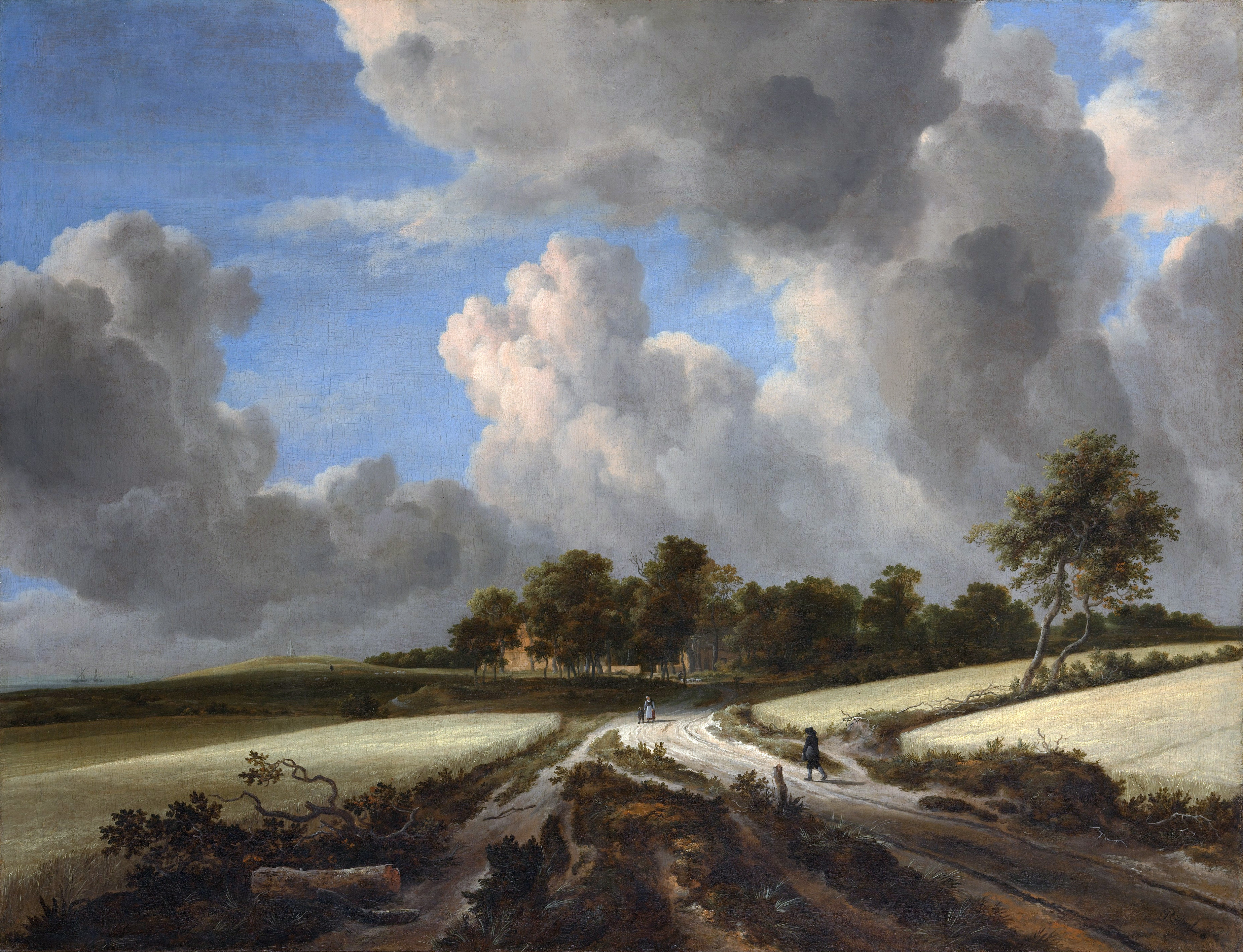
Пшеничні лани, бл. 1670. Метрополітен-музей, Нью-Йорк
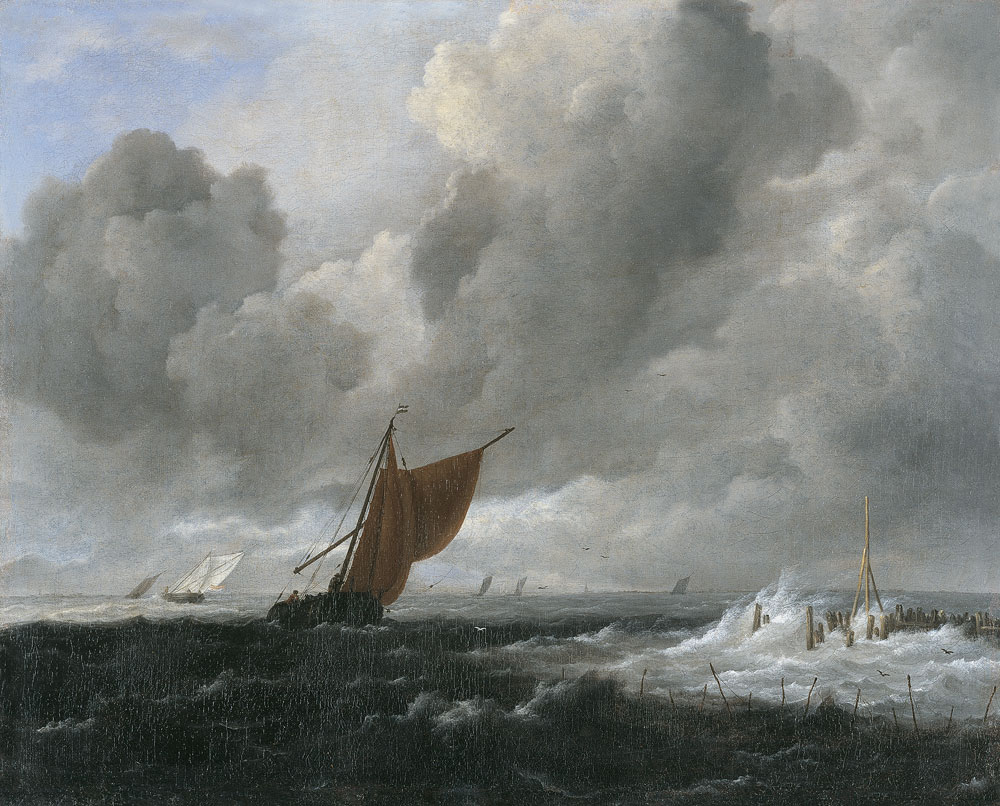
Морський пейзаж, 2-га трет. XVII ст., Музей Тіссен-Борнемісса, Мадрид

## Галерея— картиниРембрандта

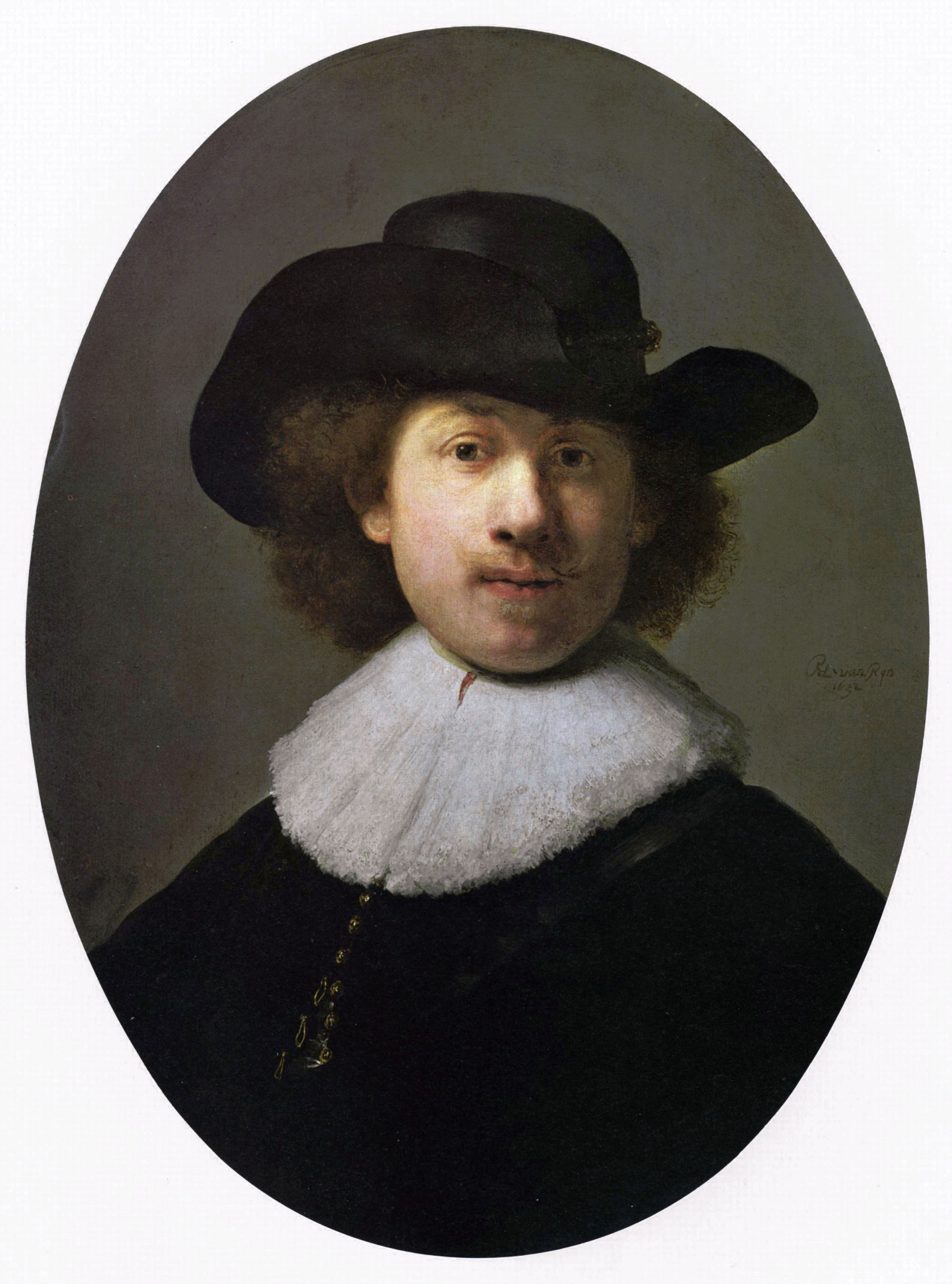
Рембрандт в 1632 році як відомий портретист
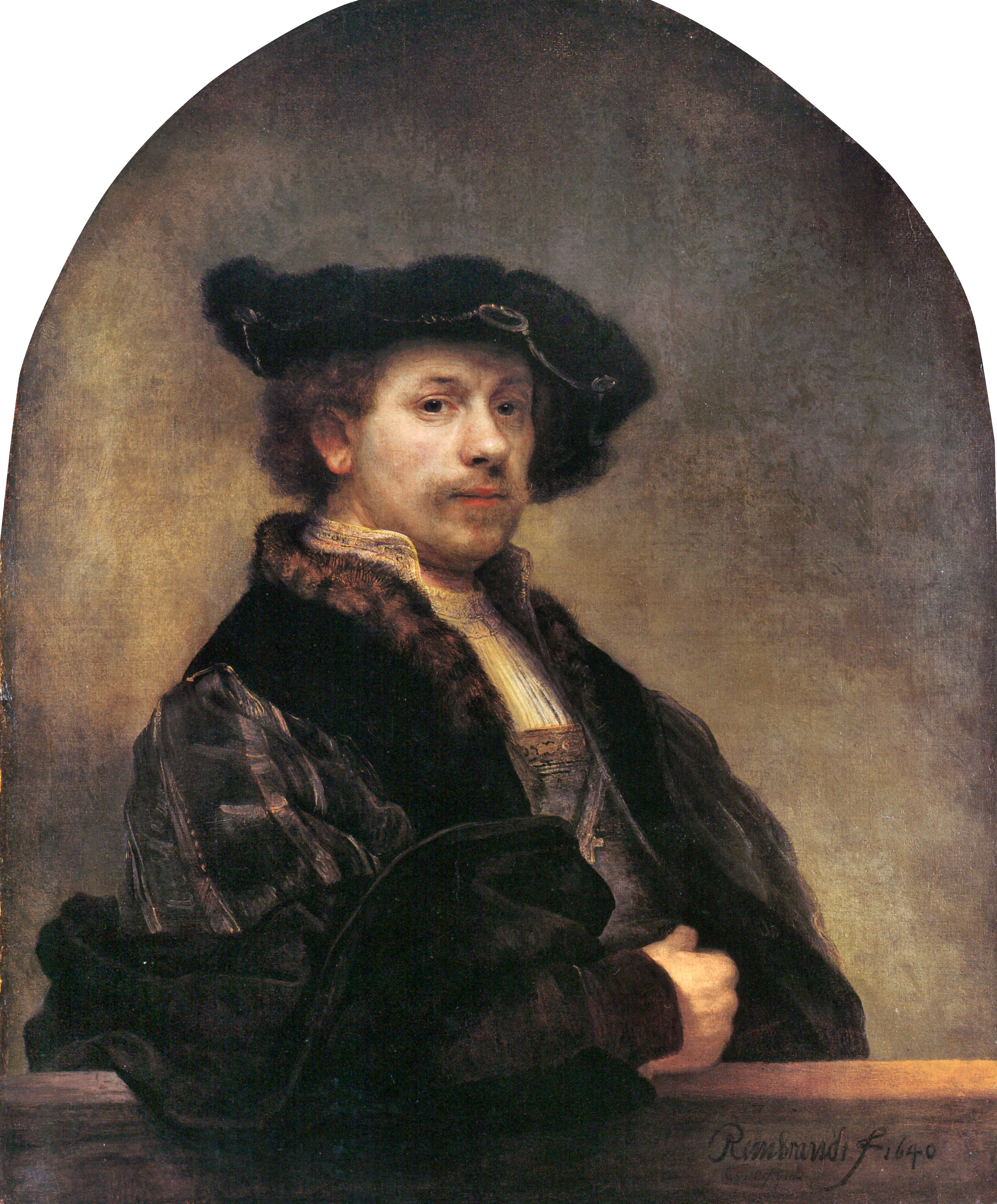
1640, wearing a costume in the style of over a century earlier. National Gallery
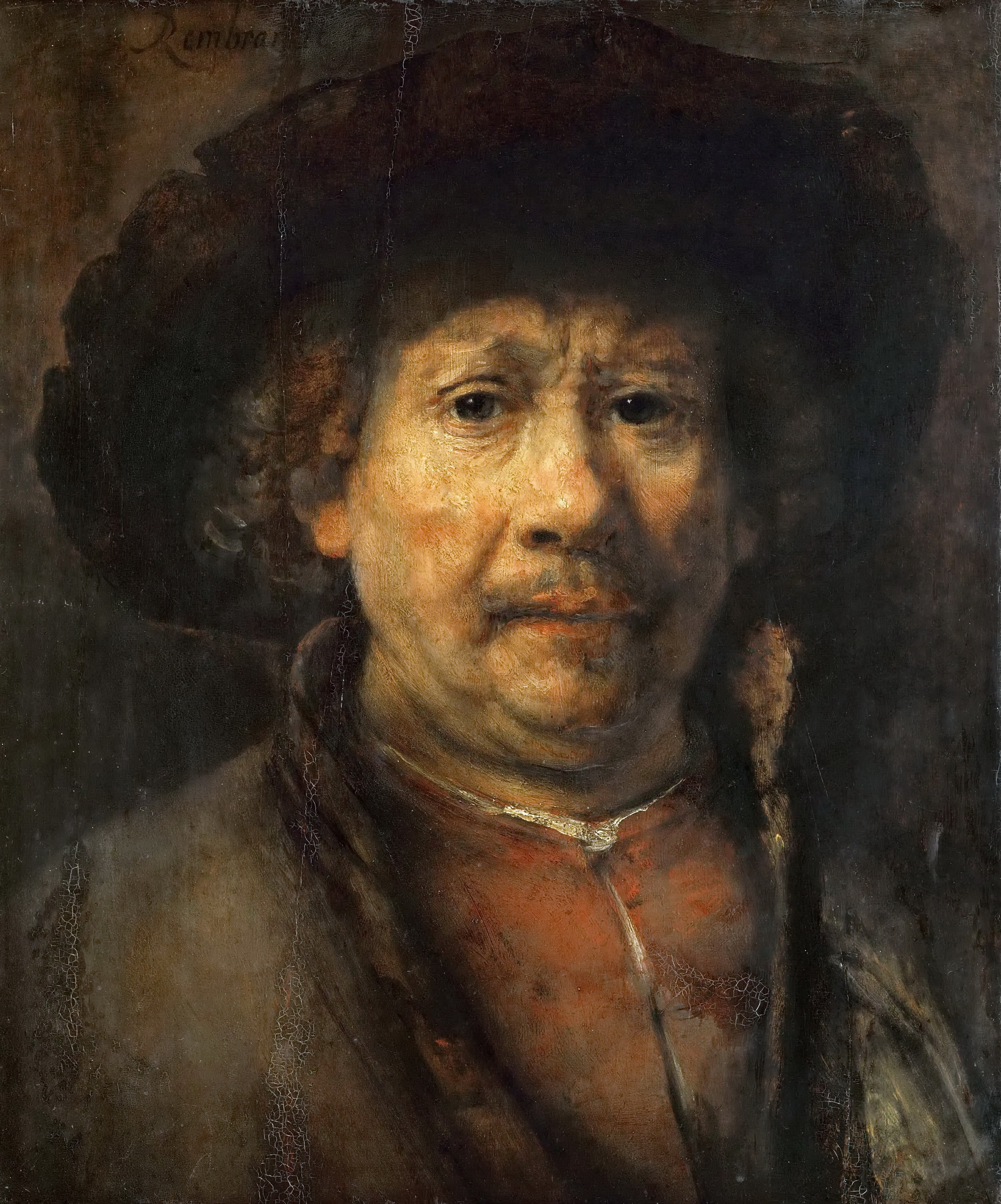
Vienna c. 1655, oil on walnut, cut down in size
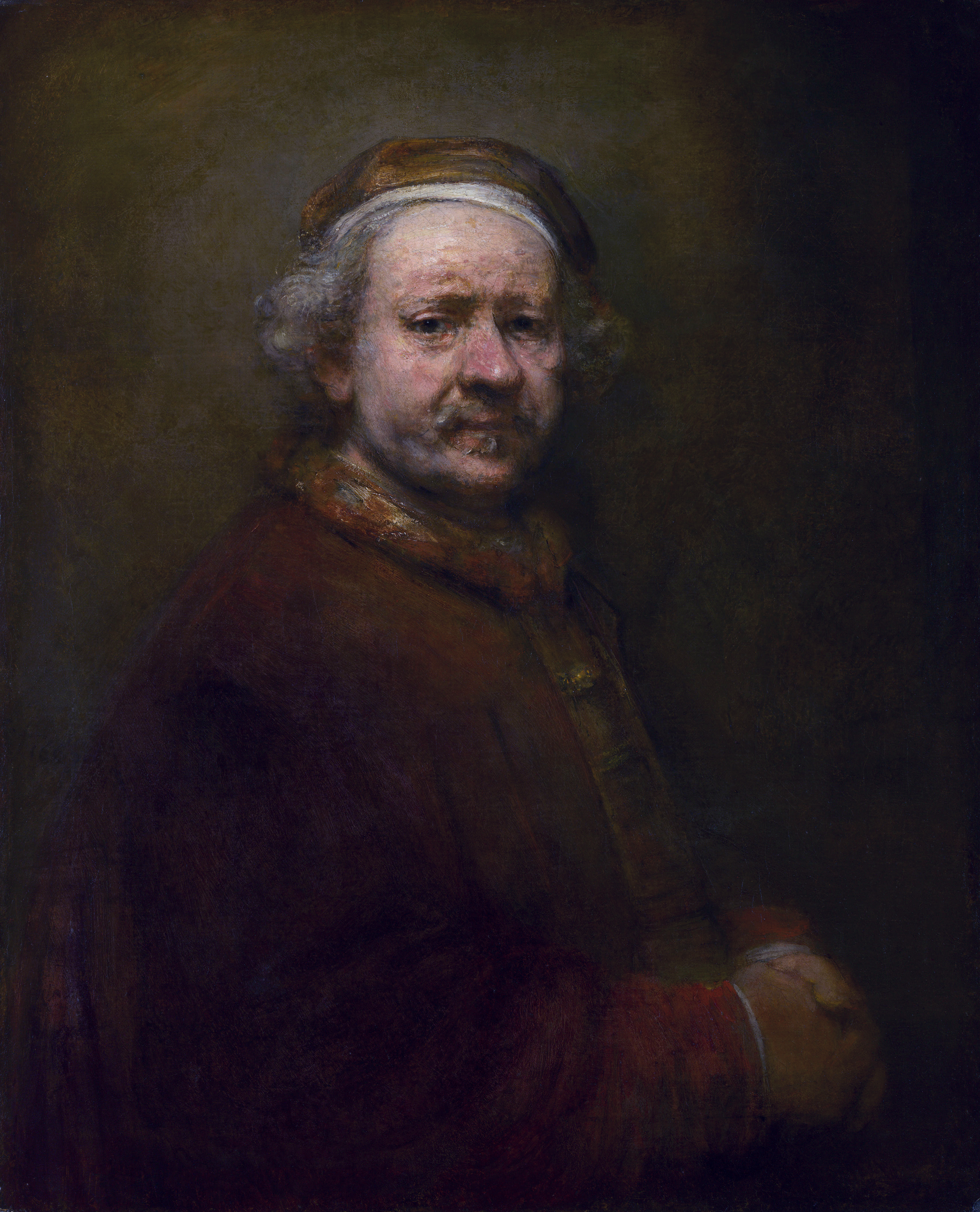
Dated 1669, the year he died, though he looks much older in other portraits. National Gallery
Урок анатомії доктора Тюльпа, 1632
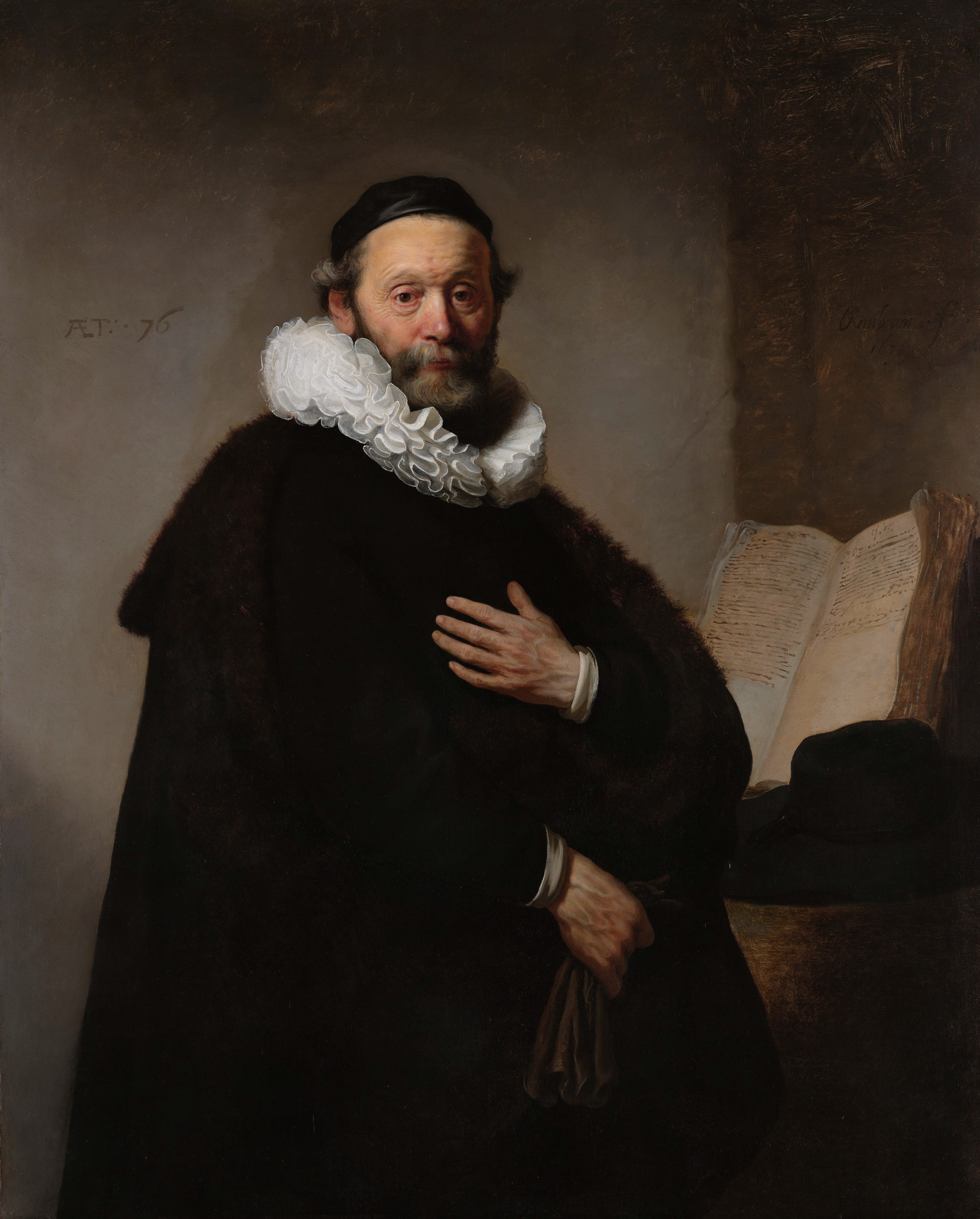
Портрет Йоганнеса Втенбоґерта, 1633 — проповідника у стилі портретів 1630-х років
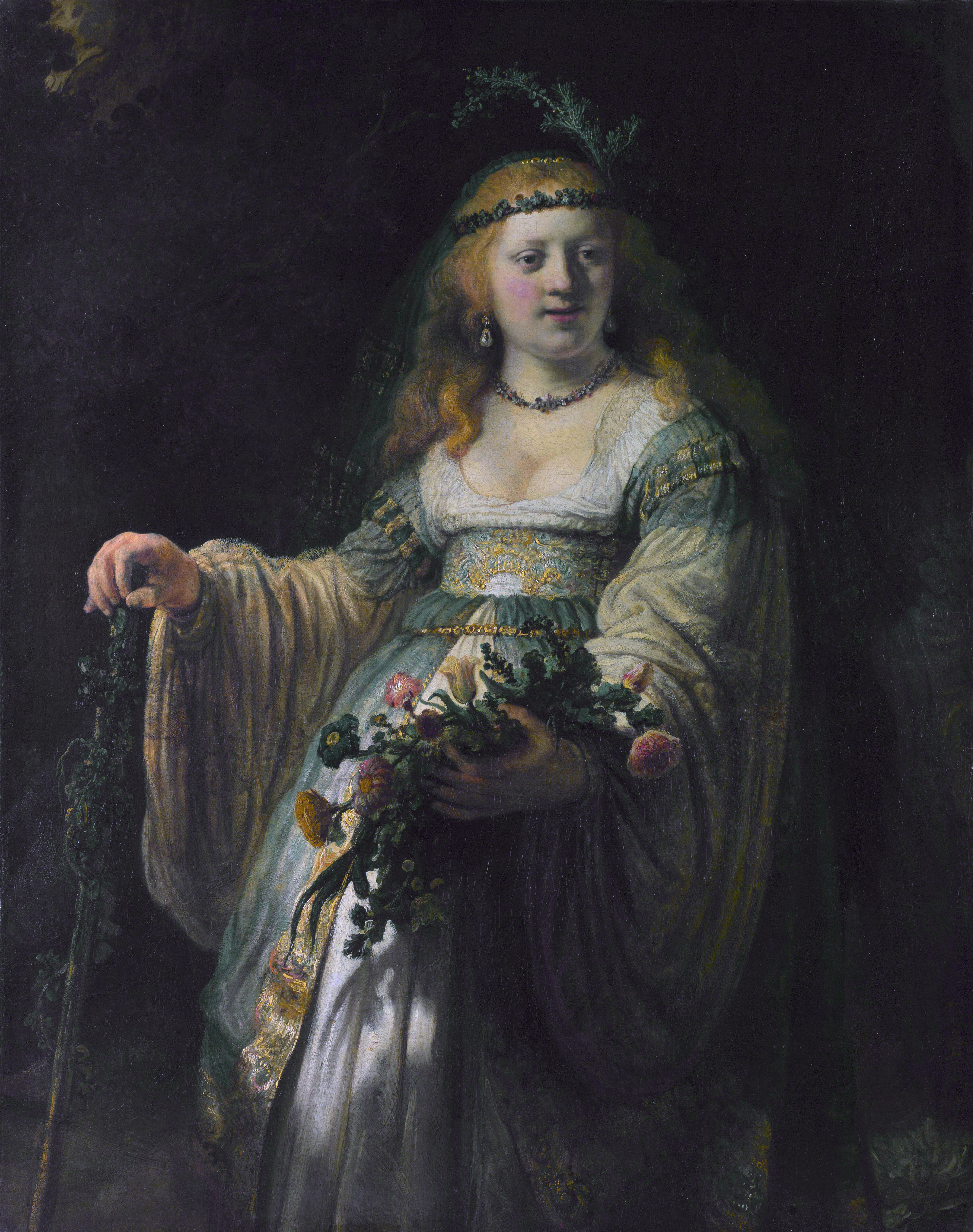
Богиня рослин Флора, 1635
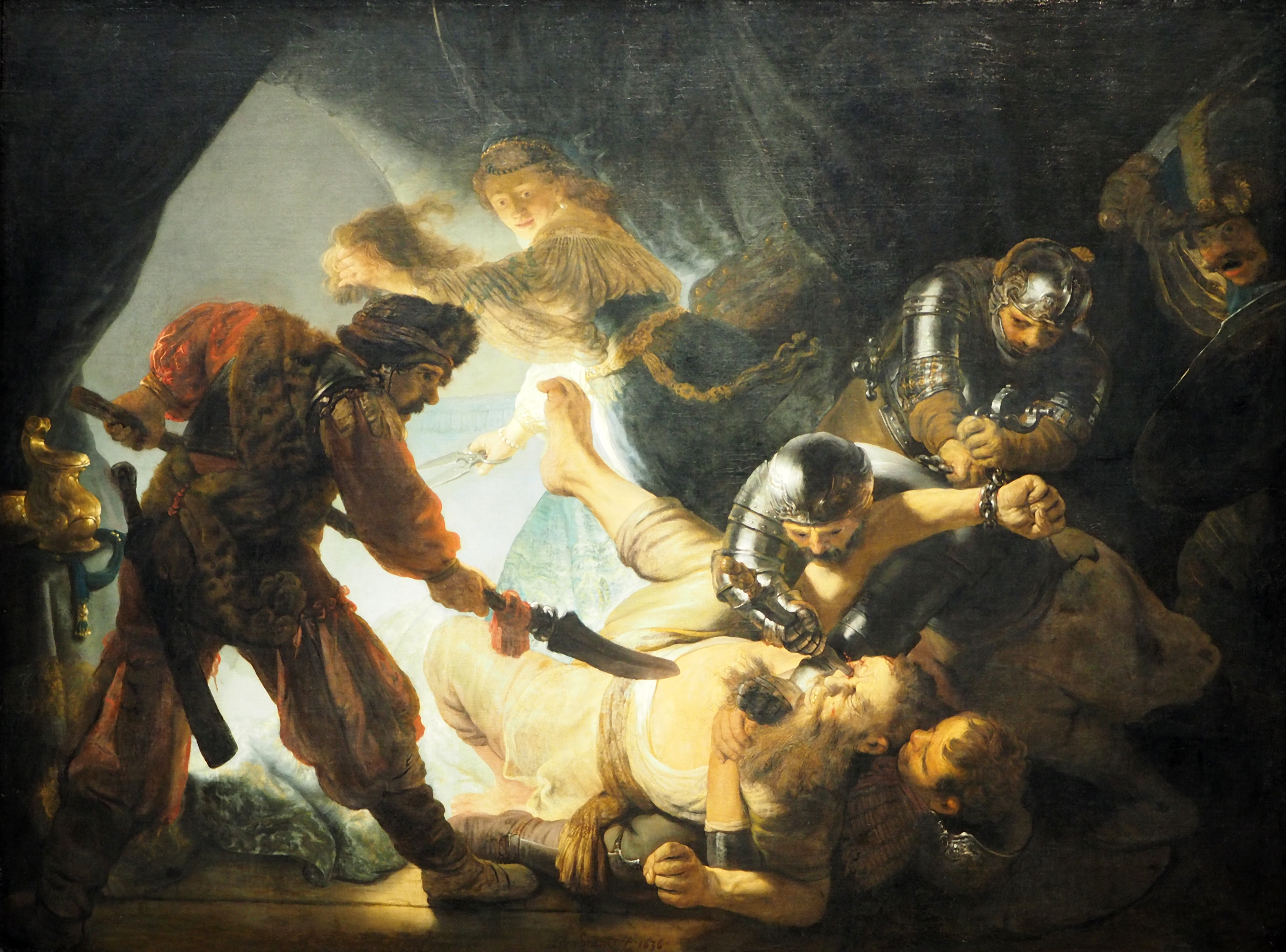
Самсону виколюють очі, 1636
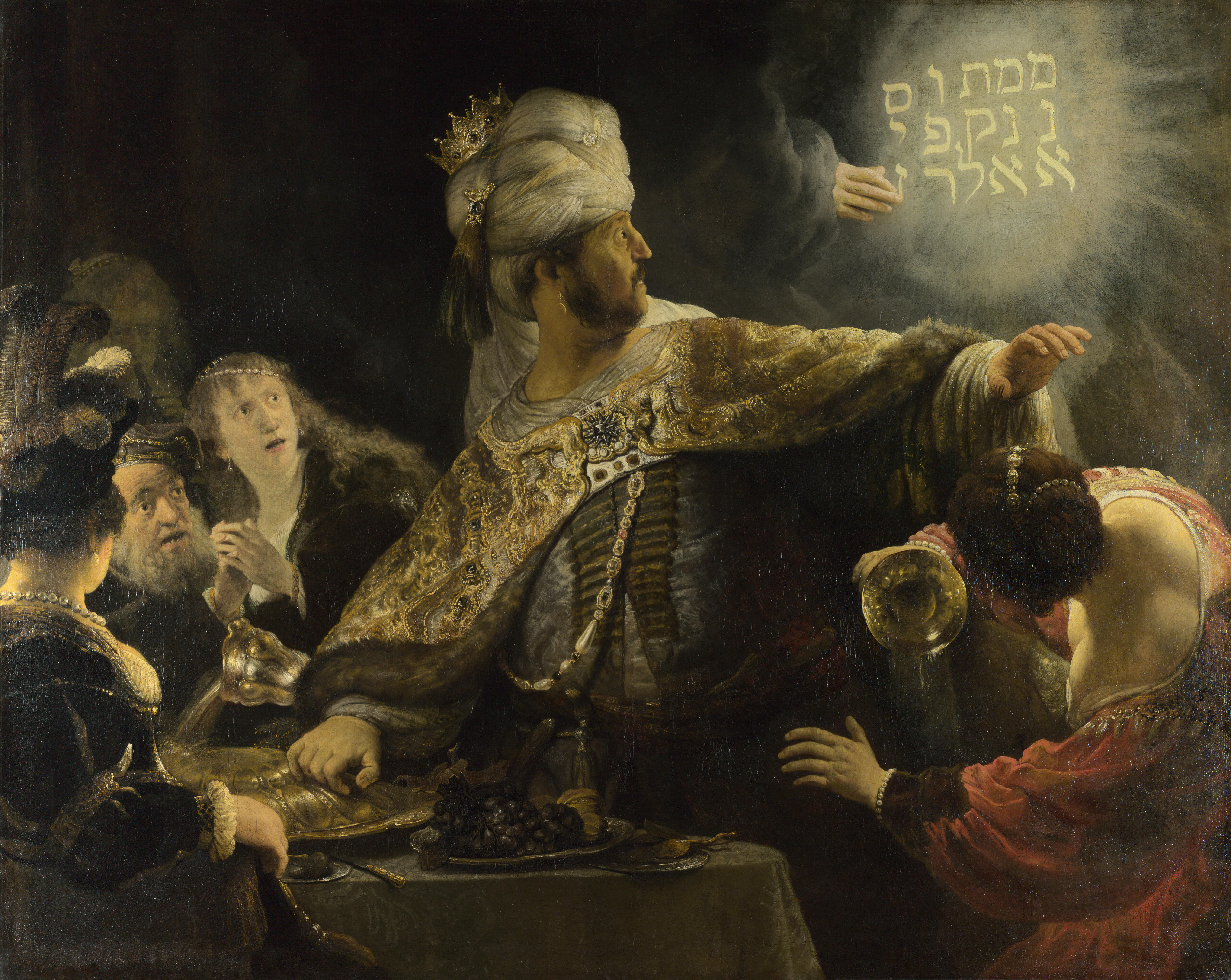
Бенкет Валтасара, 1636-1638
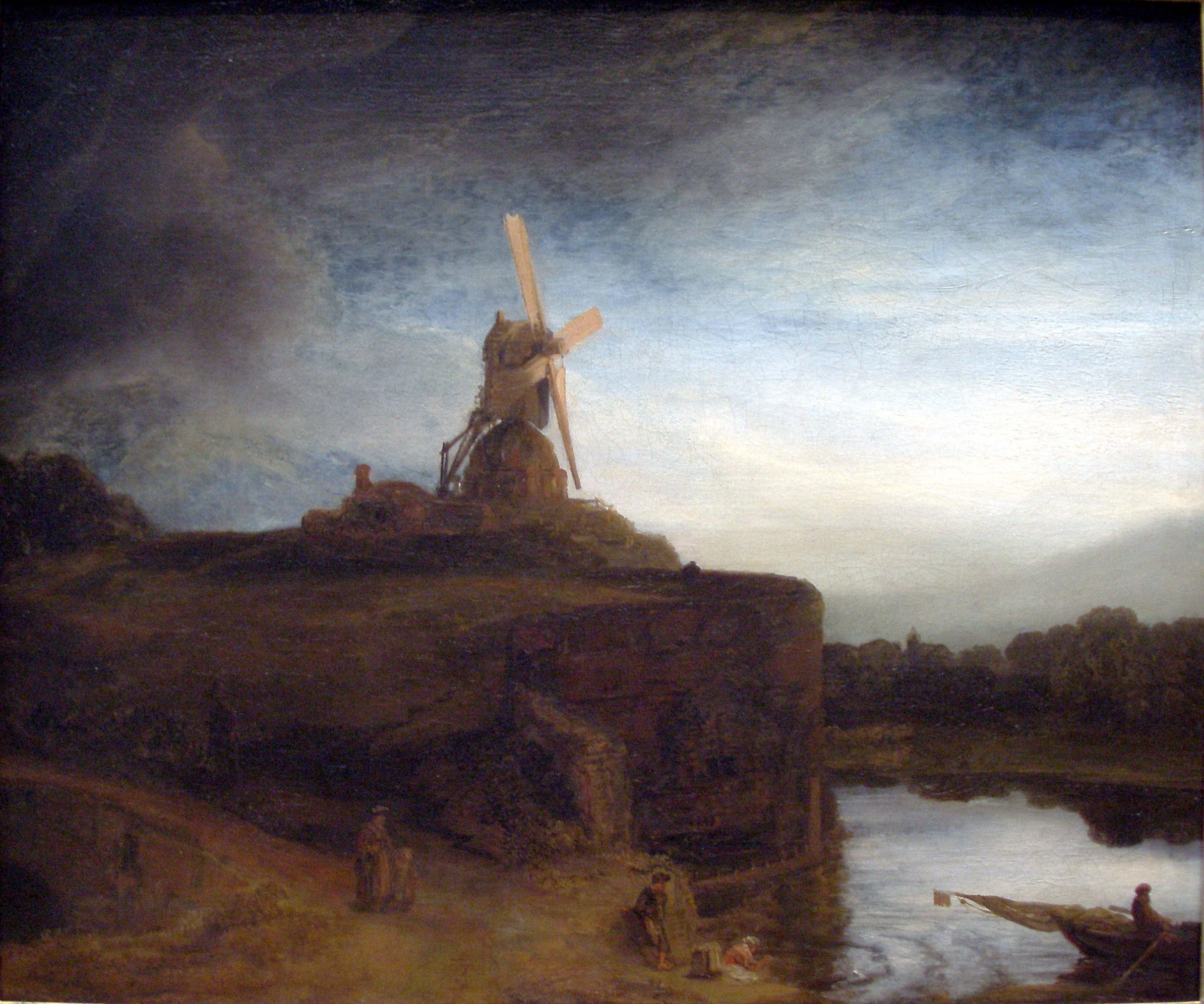
Краєвид з млином, 1648
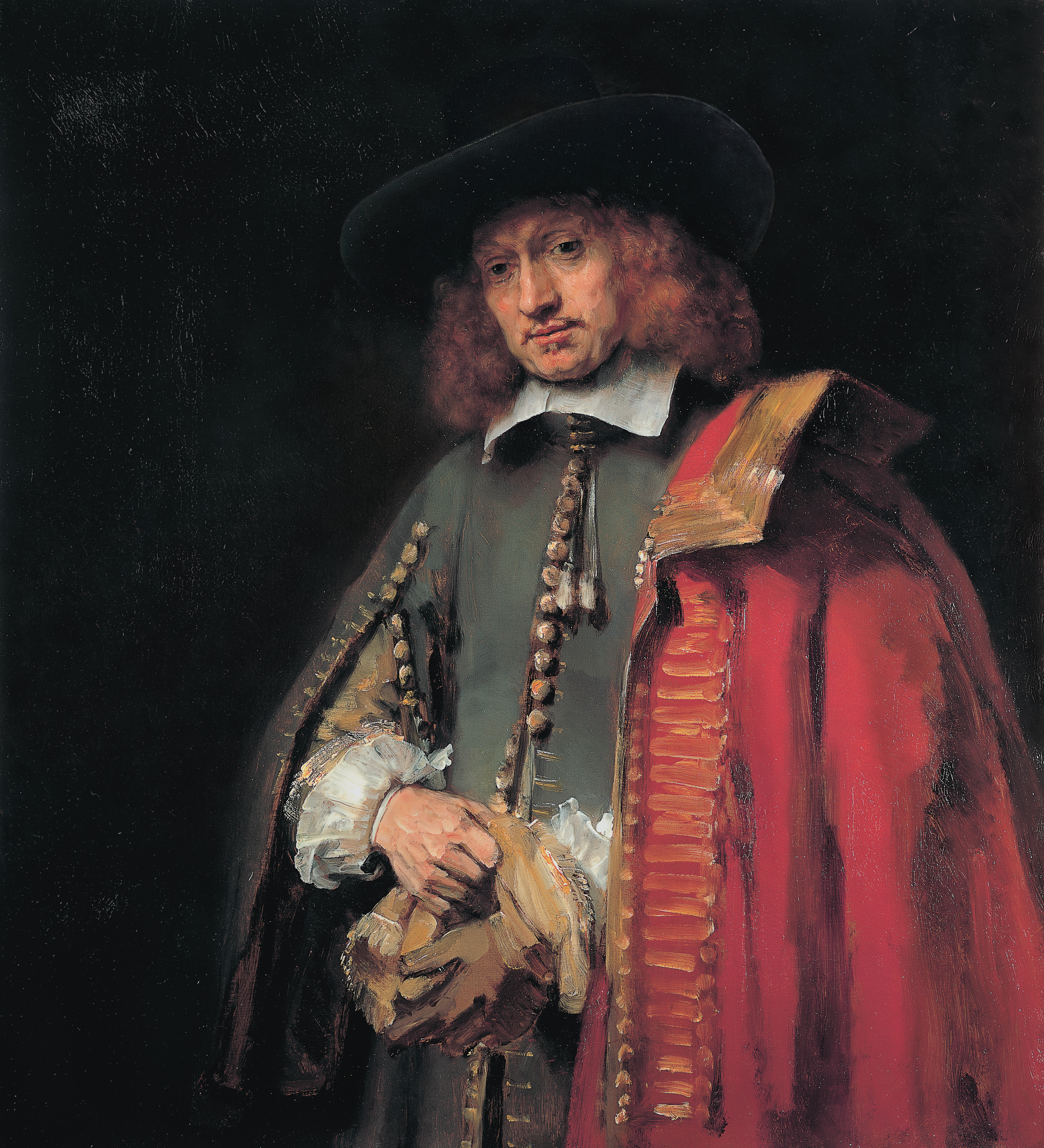
Ян Сікст, 1654. Сікст — багатий приятель Рембрандта
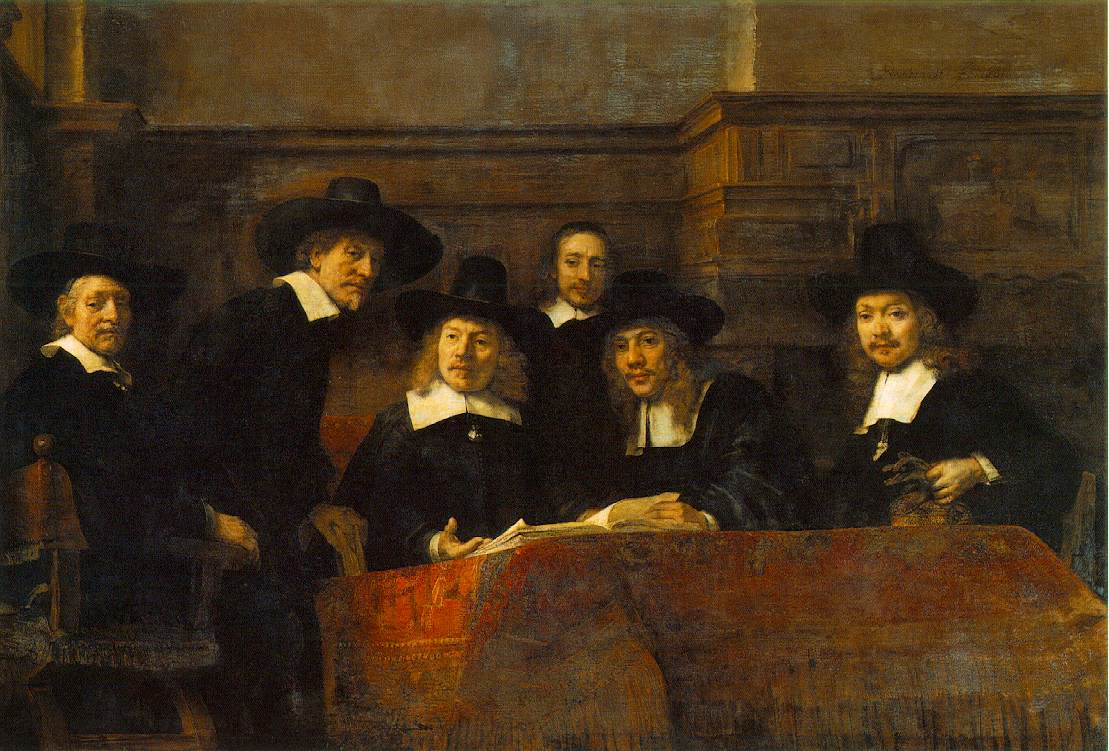
Синдики — директори суконного цеху, 1662
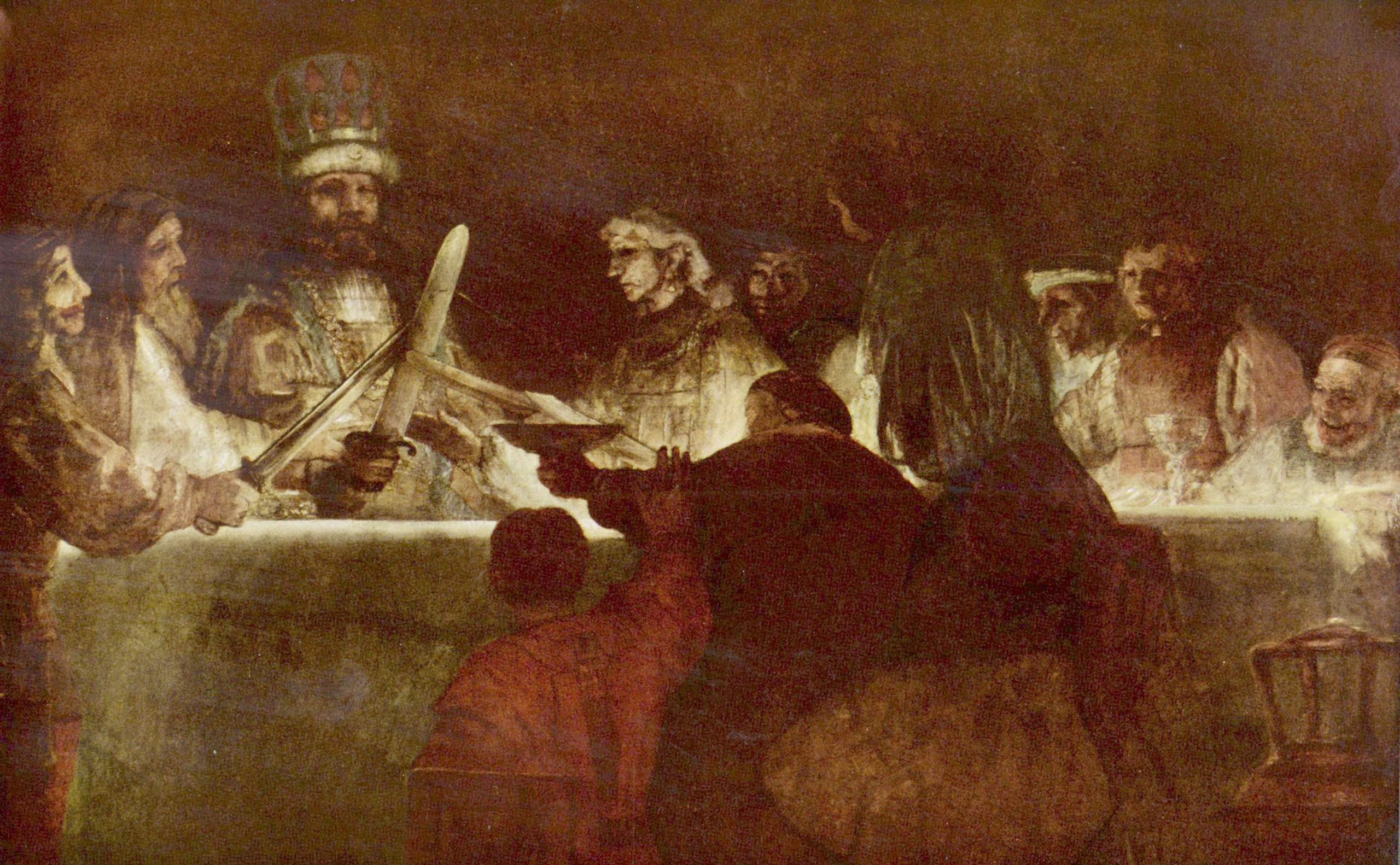
Заколот батавів з Клодіем Цивілісом, 1661–1662
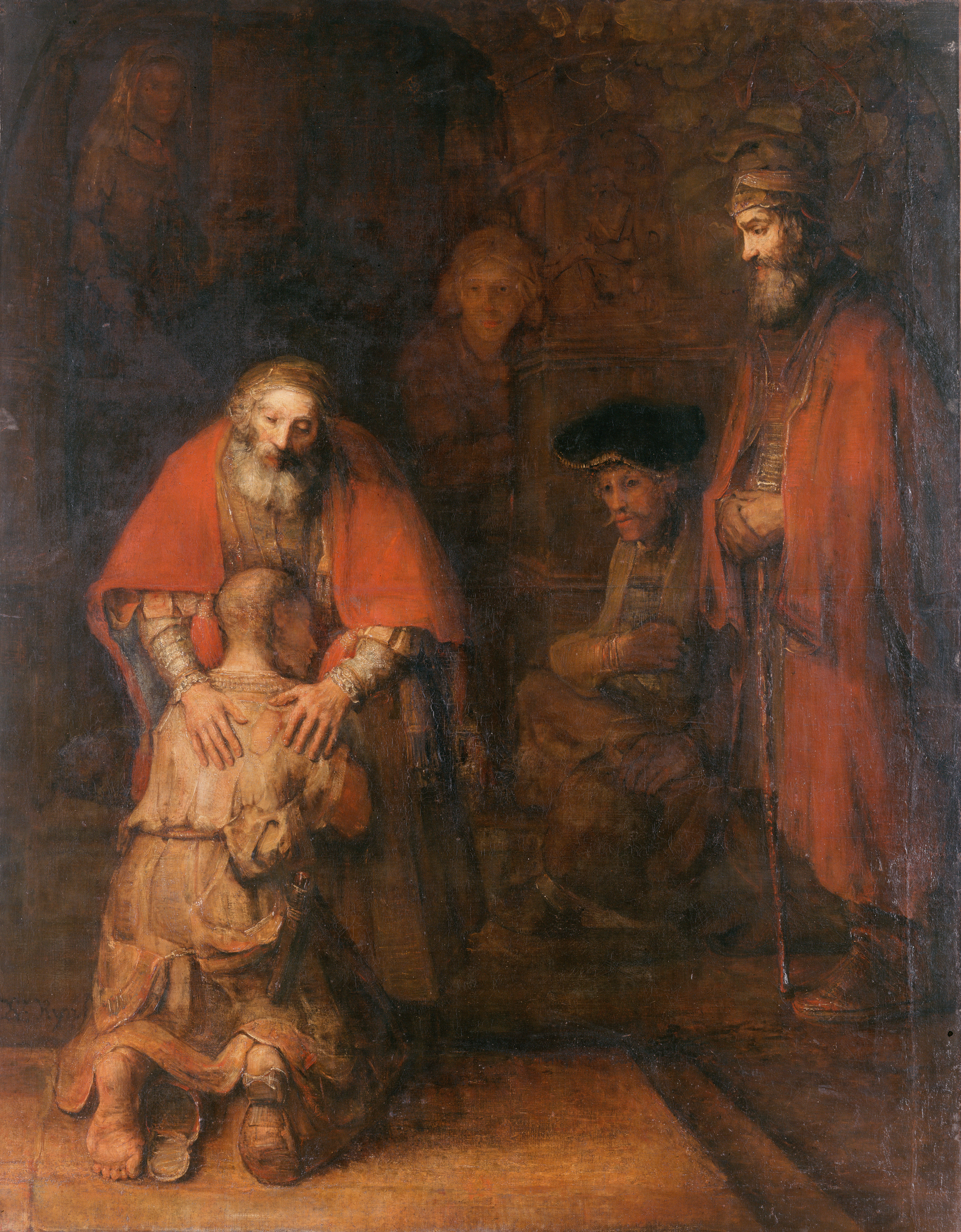
Повернення блудного сина, бл. 1669
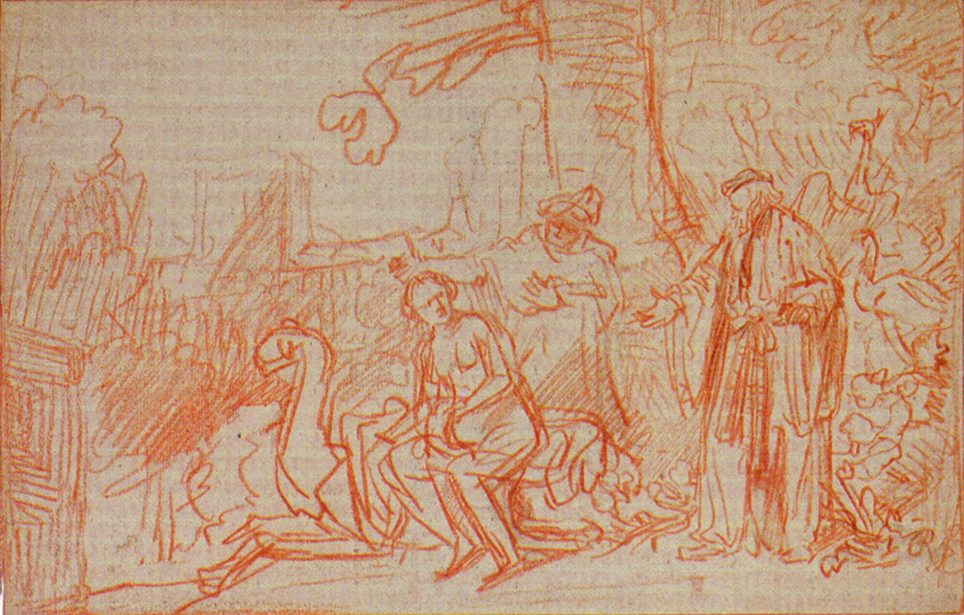
Сусанна і старці, малюнок, 1634
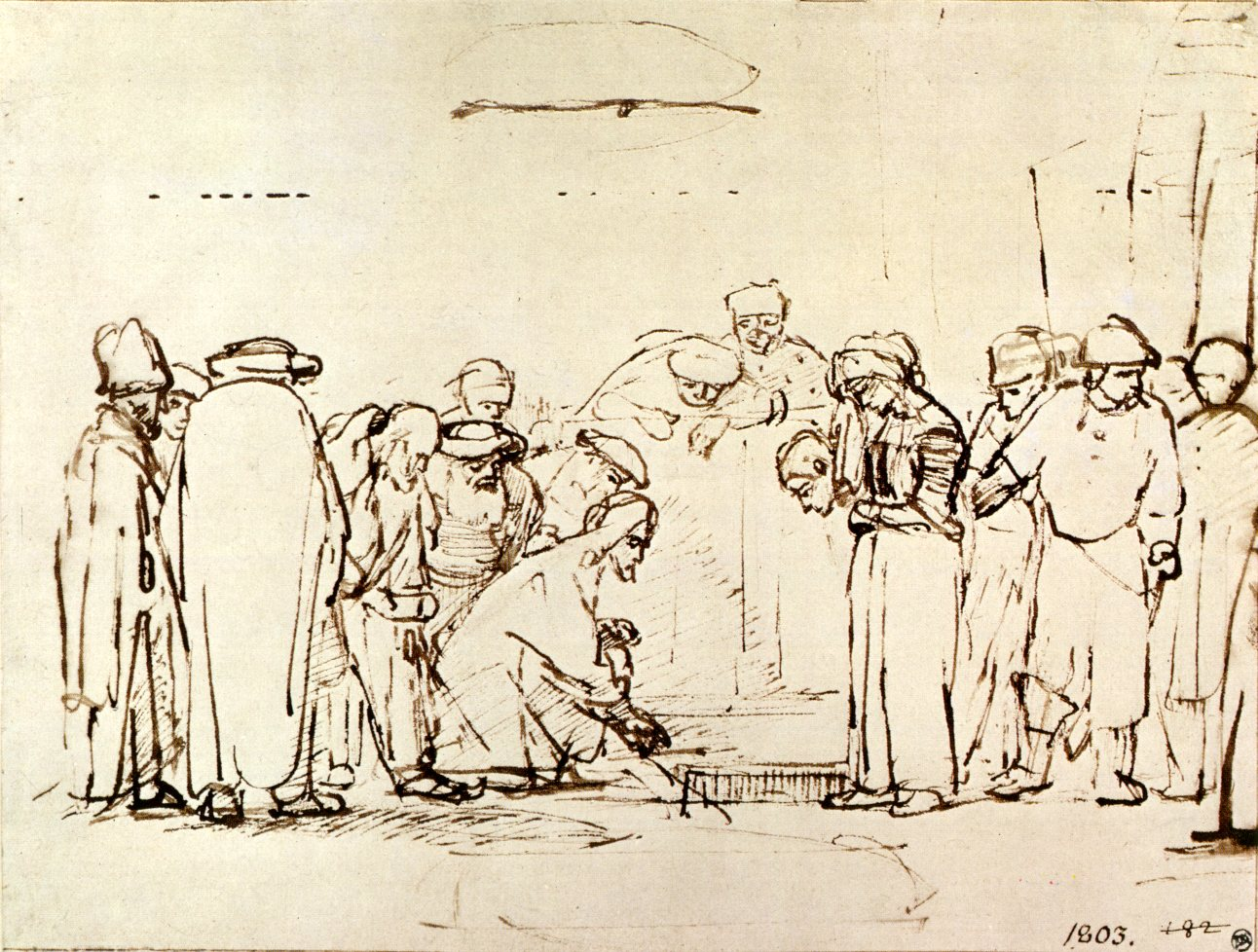
Христос і грішниця-повія, малюнок

## Галерея— картини Франса Галса

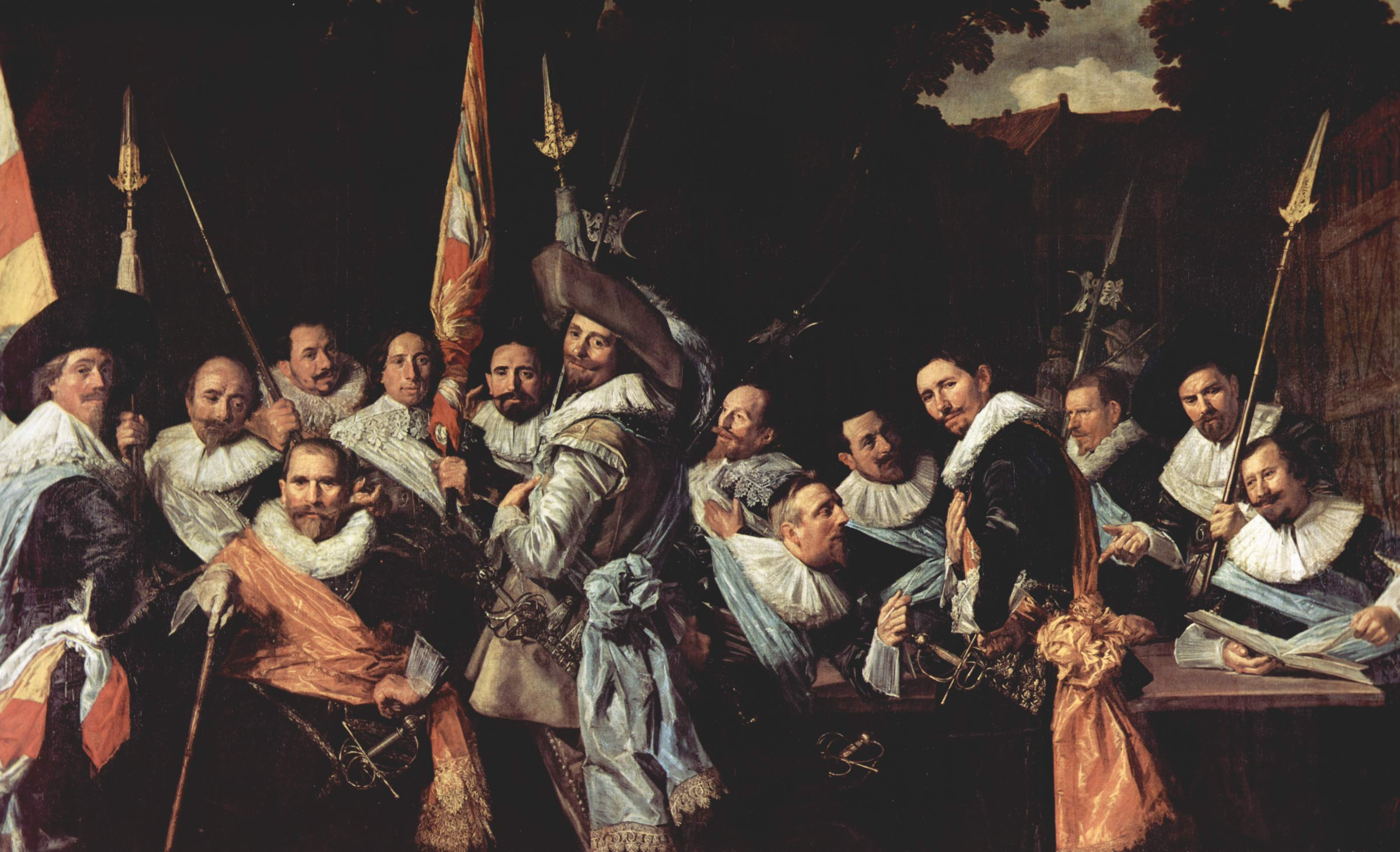
Бенкет офіцерів стрілецької роти св. Георгія. 1616. Музей Ф. Галса. Гарлем
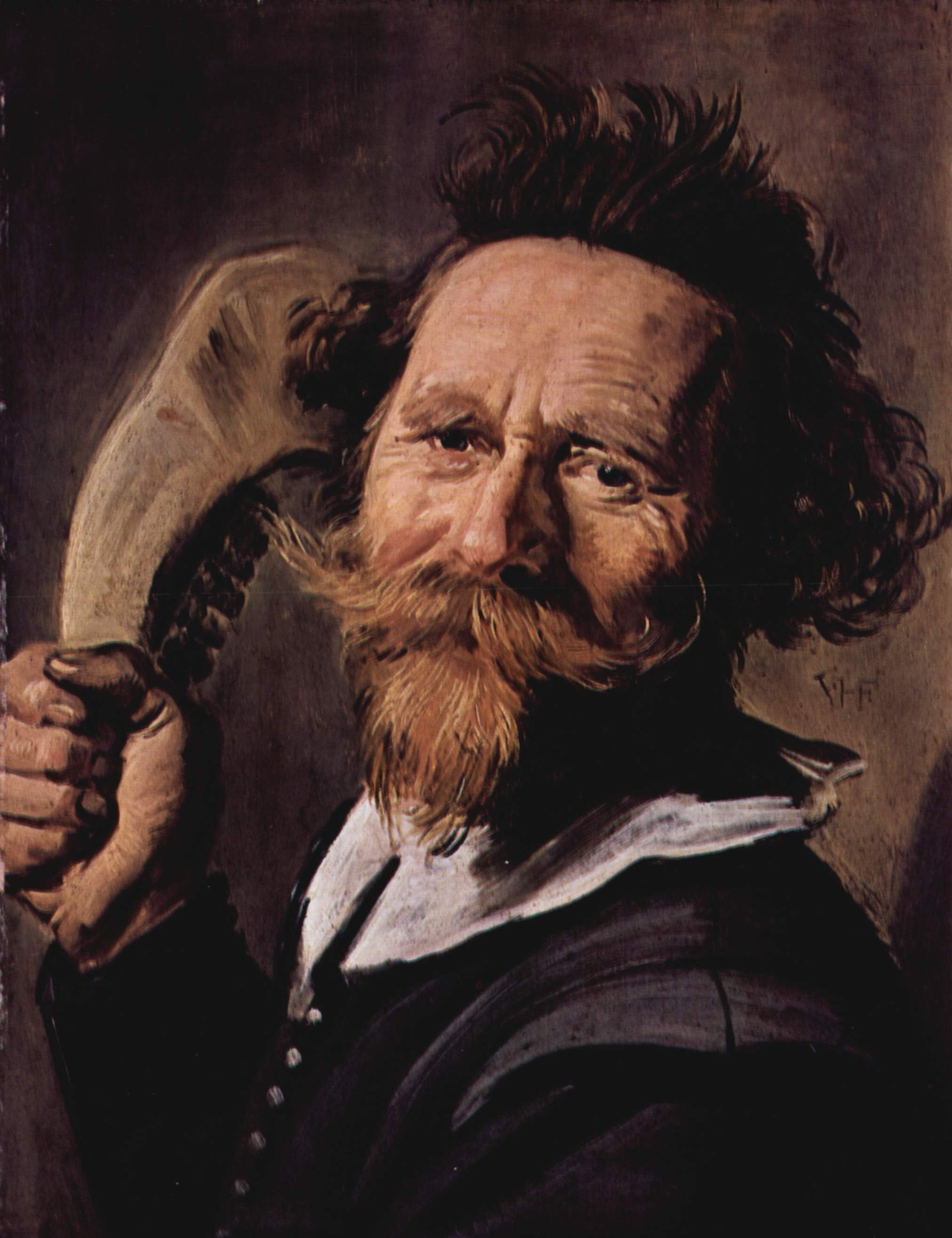
Портрет Вердонка. 1627. Національна галерея Шотландії. Единбург
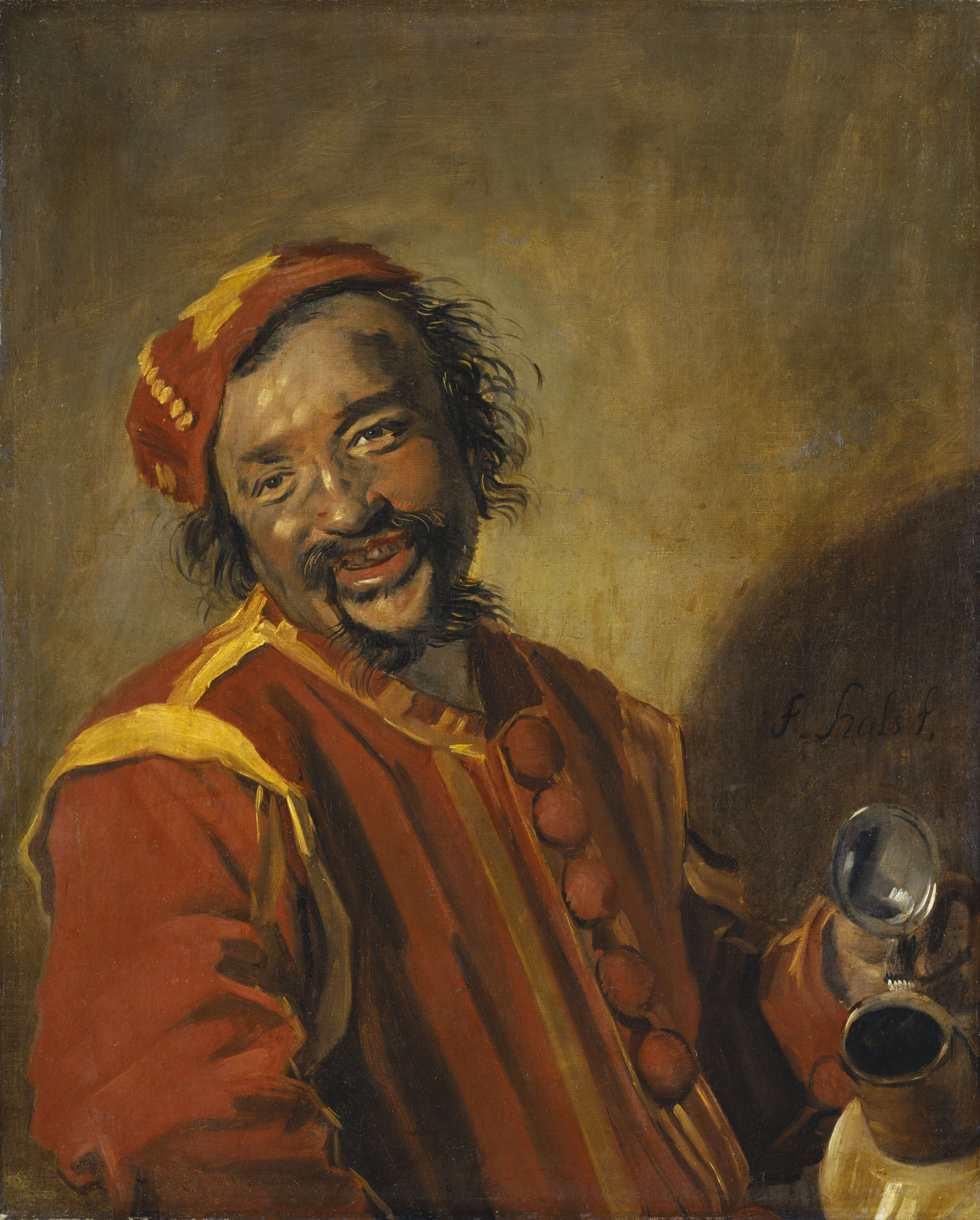
Веселий чоловік. 1627. Державна художня галерея. Кассель
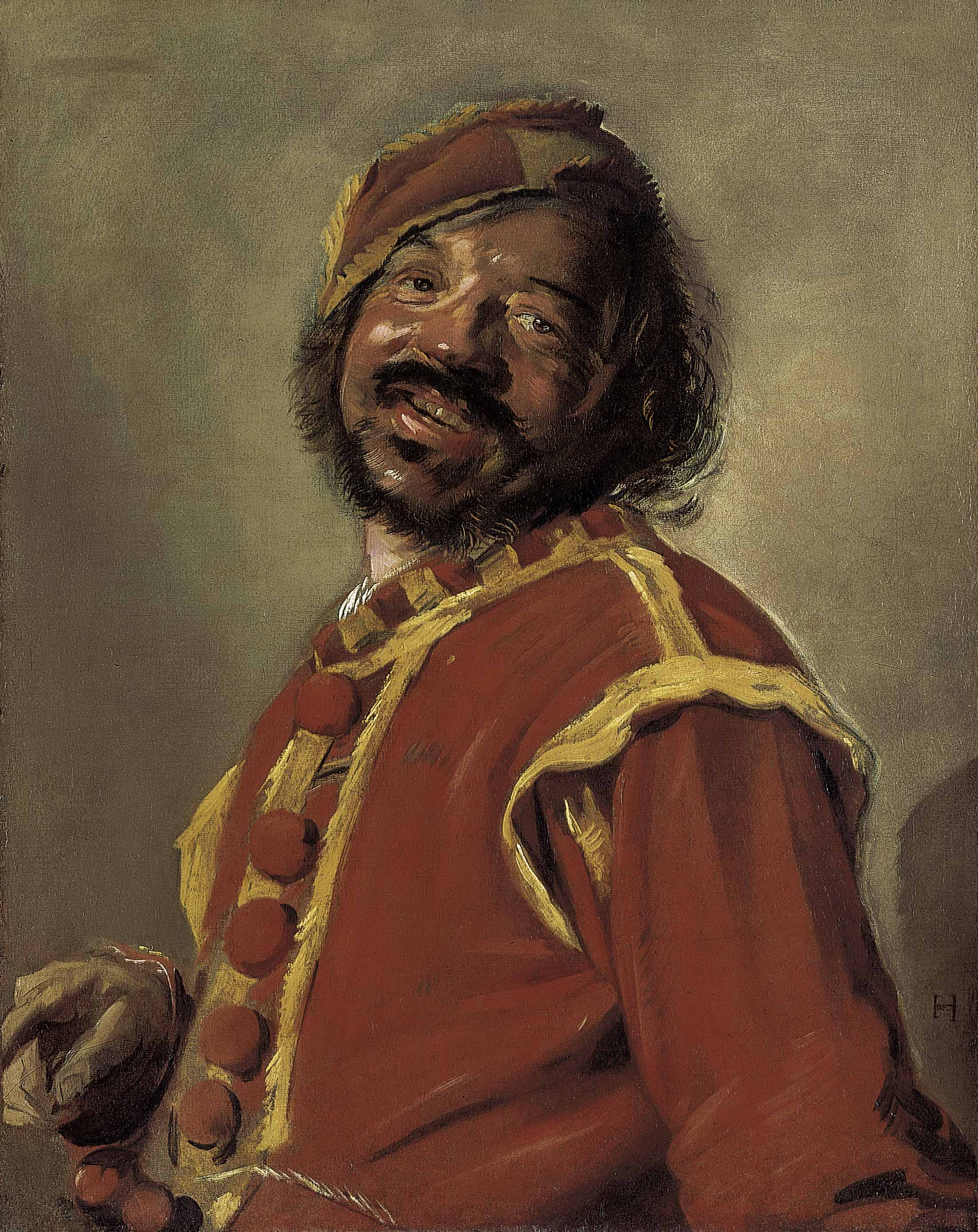
Мулат. Музей образотворчого мистецтва
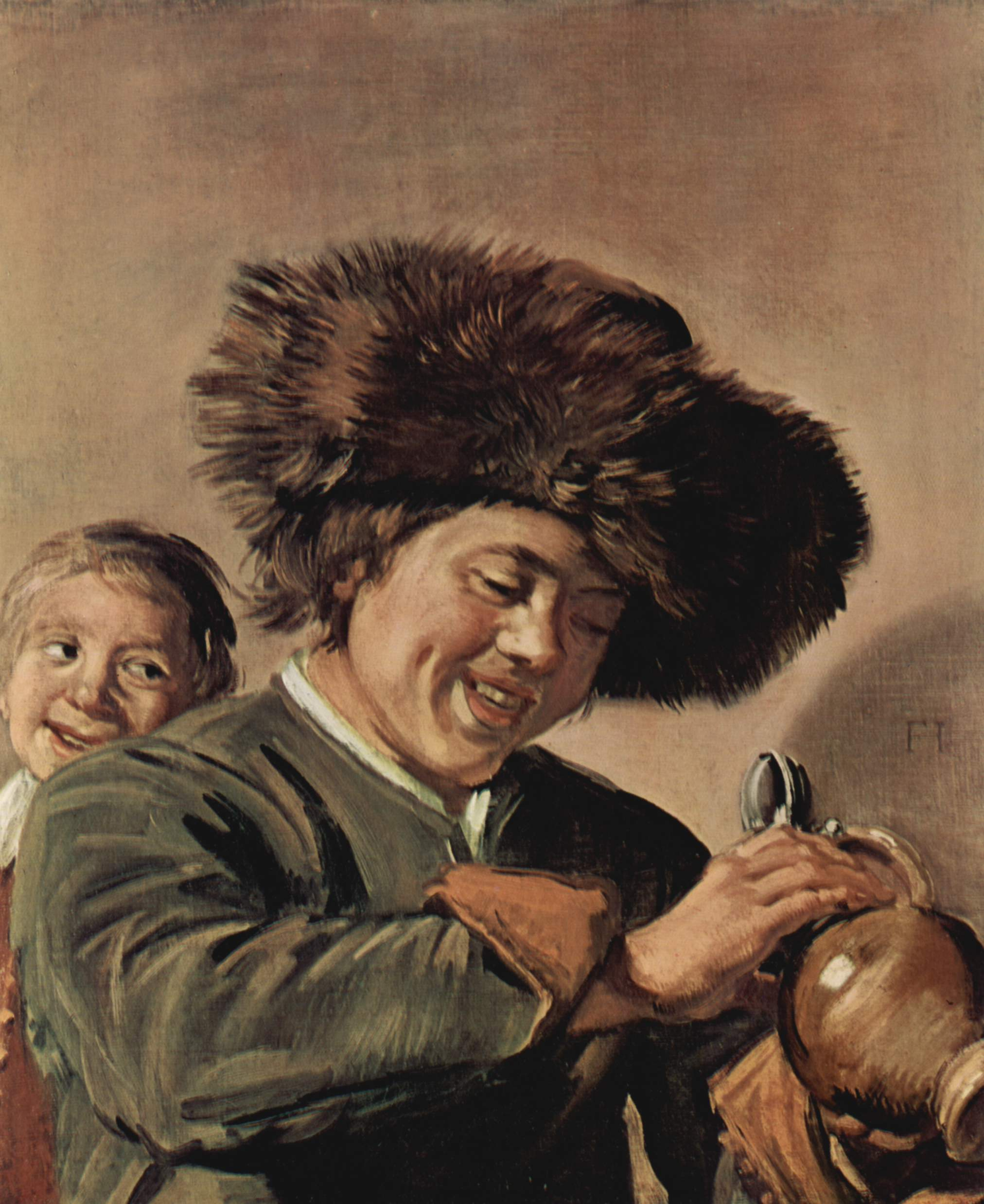
Два розміяні юнаки з пивним келихом. 1626/27. Музей Бойманс ван Бенінгена. Роттердам
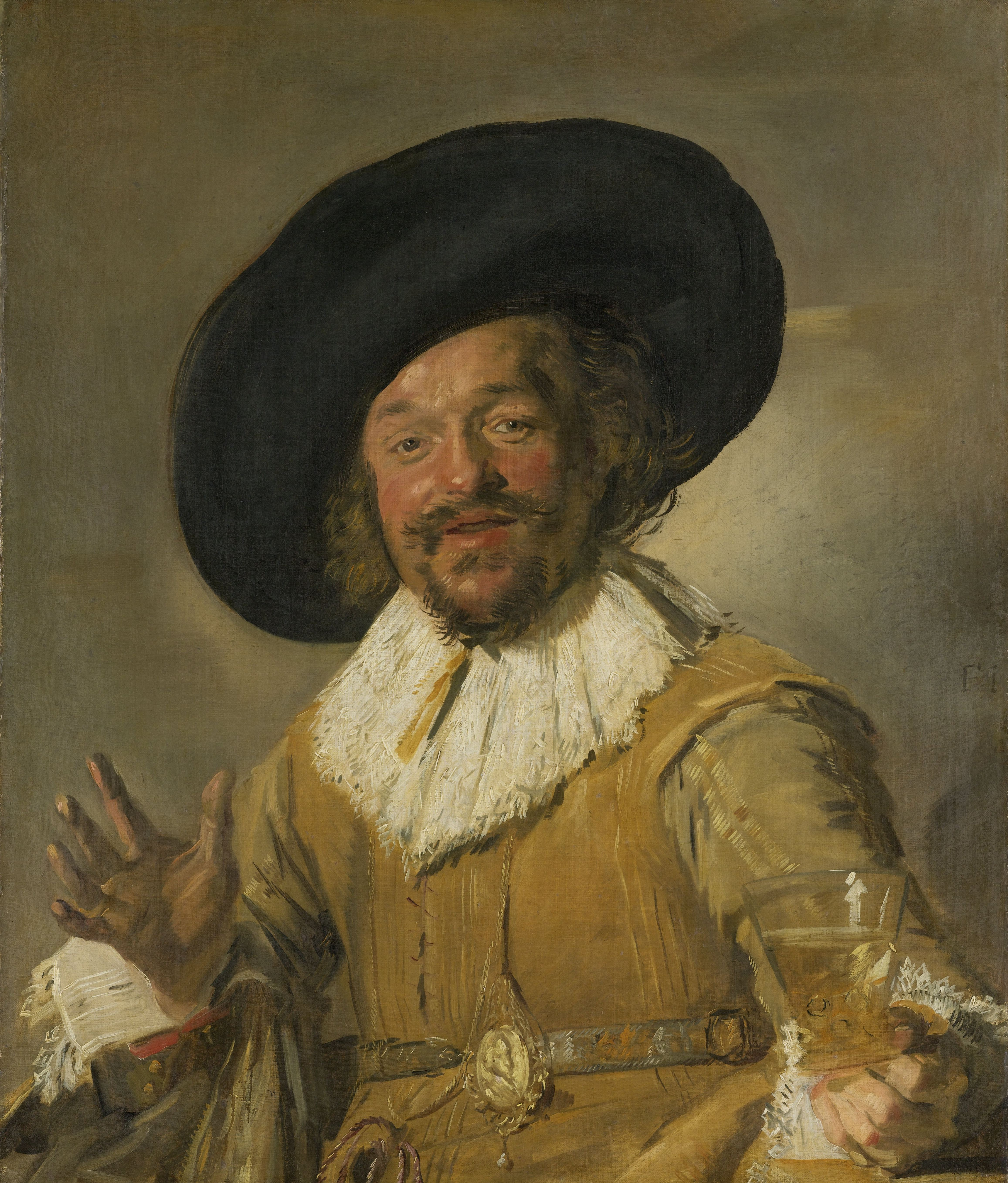
Веселий бражник. 1626/27. Державний музей. Амстердам
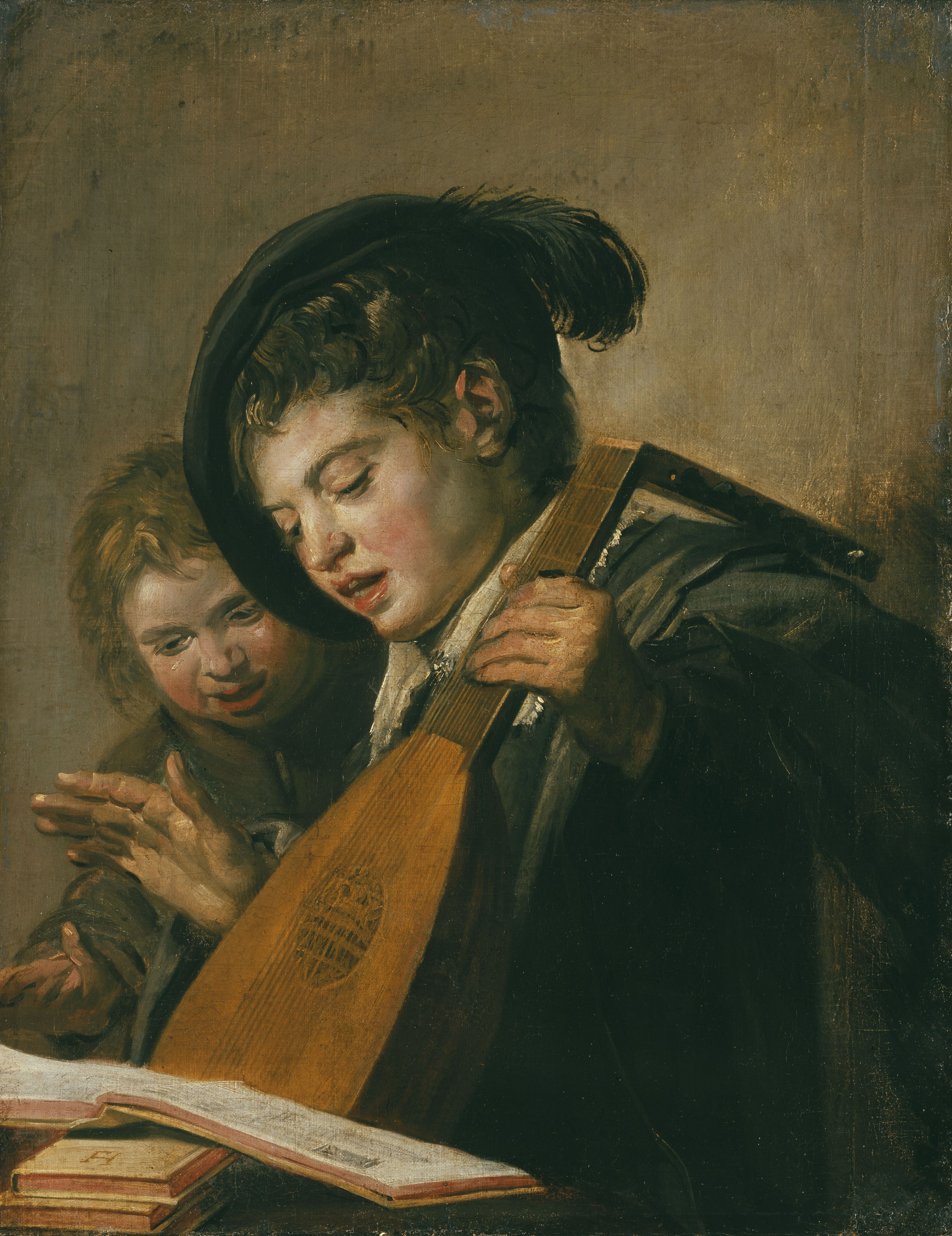
Хлопчики, які співають. 1625. Державна художня галерея. Кассель
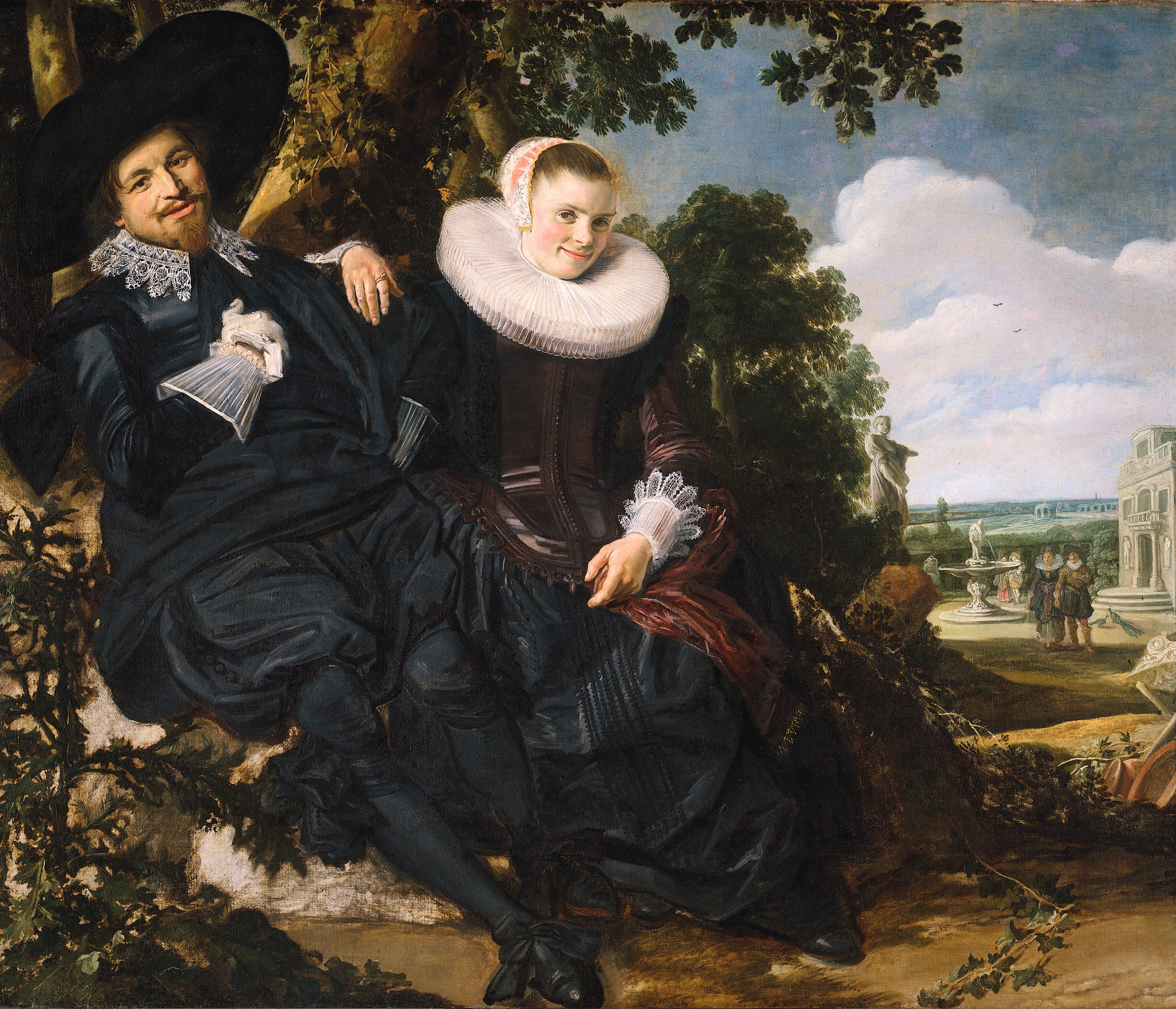
Сімейний портрет Ісаака Масси і його дружини. 1622. Державний музей. Амстердам
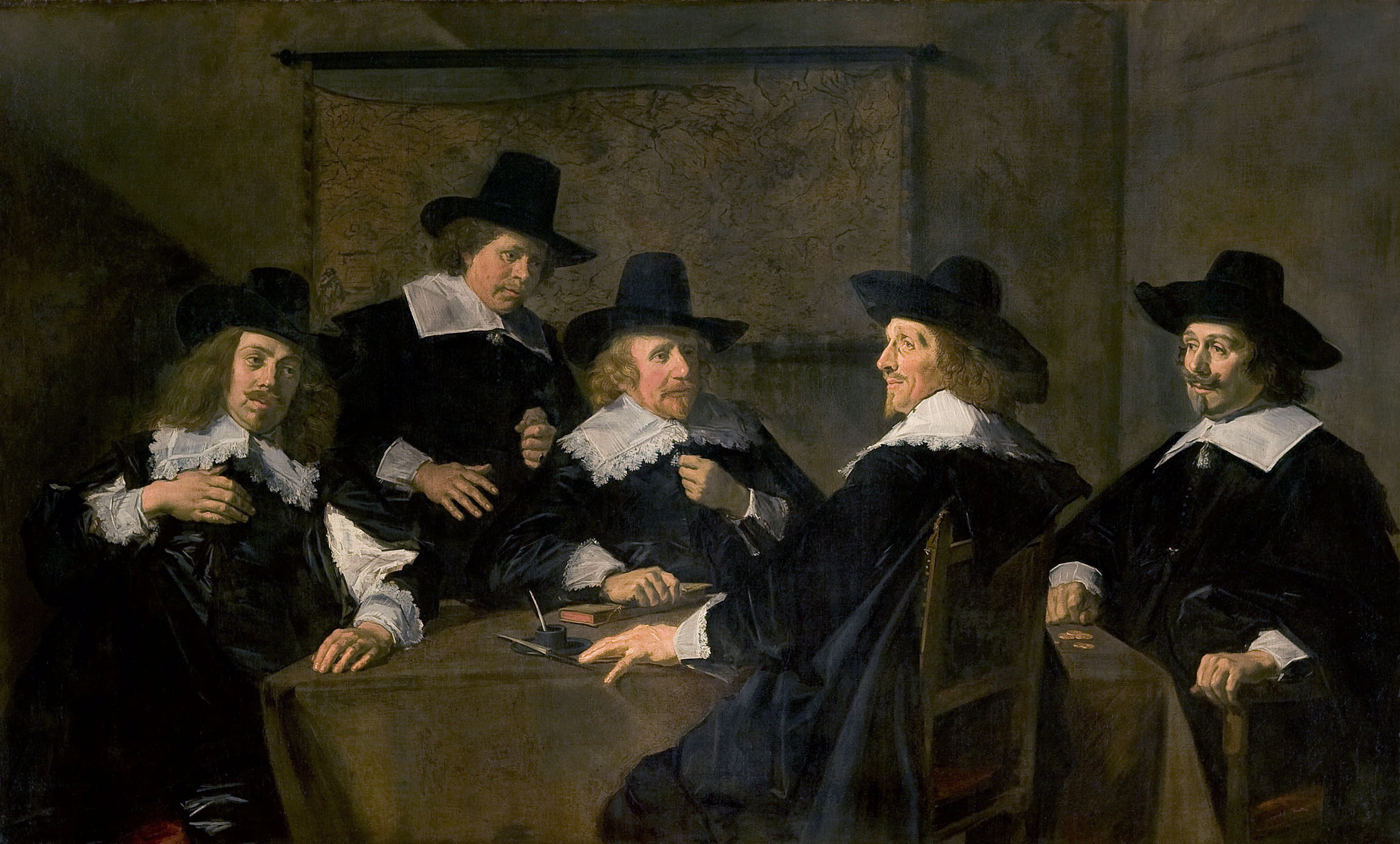
Регенти шпиталю Святої Єлизавети в Гарлемі. 1641. Музей Ф. Галса. Гарлем
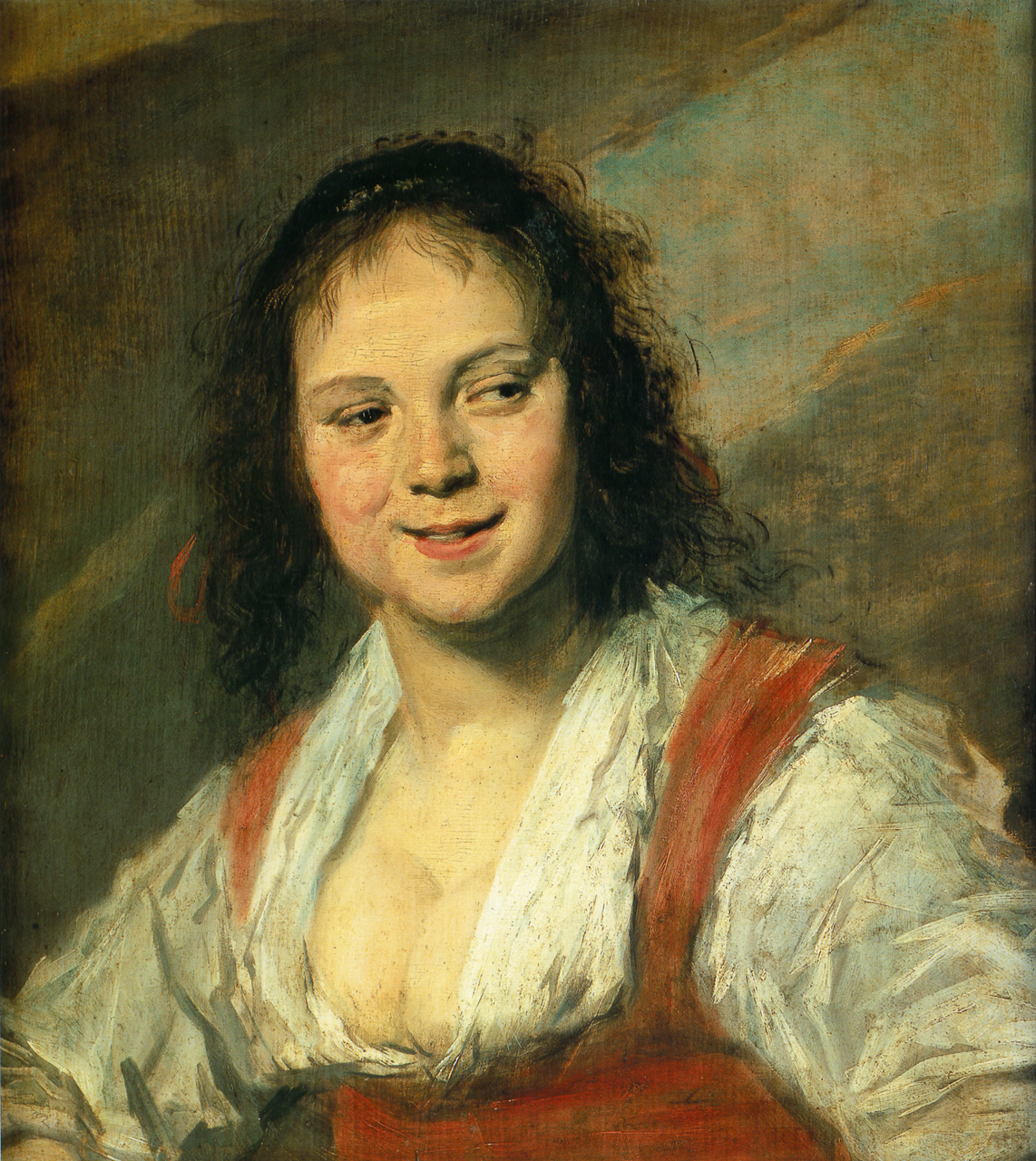
Циганка (картина). 1628—1630. Лувр. Париж
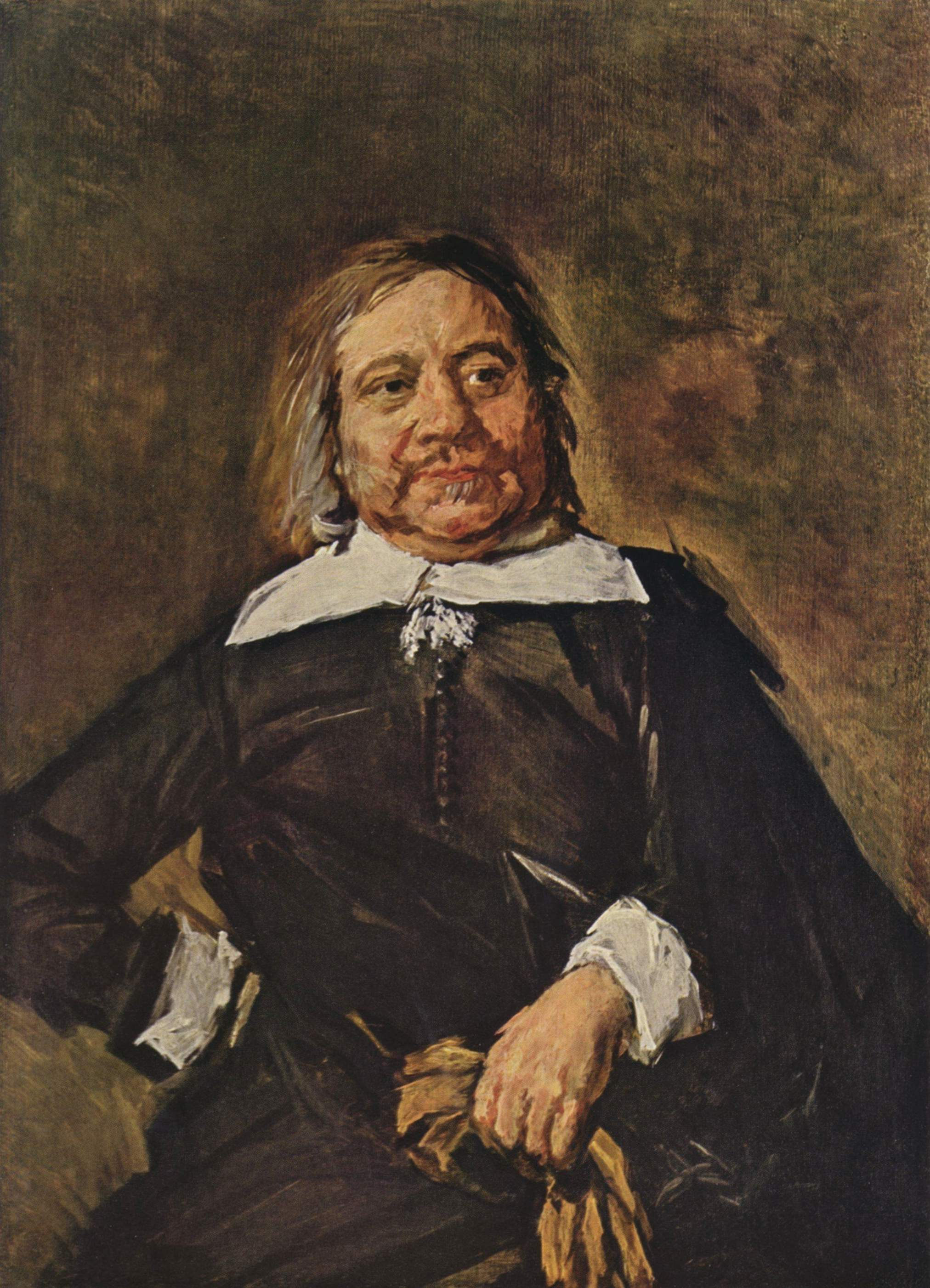
Портрет невідомого. 1660. Стара Пінакотека. Мюнхен

## Аристократизація нідерландського мистецтва наприкінці XVII ст
Елементи аристократизації були присутні в мистецтві Нідерландів і раніше, але не домінували. Ці риси притаманні і раннім портретам Рембрандта, і творам менш обдарованих митців. Навіть Франс Галс подає збагатившихся підприємціві і торгашів як аристократів (володар пивоварні Віллем Хейтхейзен). Особливо помітні вишукані, аристократичні риси в портретах місцевих і іноземних вельмож (і нової купи багатіїв, що купували собі дворянські титули). Тип парадного, репрезентативного портрета став складатися ще в Італії 16 століття — портрети римських пап, портрети володарів дрібних італійських князівств, венеціанських аристократів. Особливо помітними були риси аристократизму в мистецтві Фландрії (герцогство Брабант), а художники-фламандці Рубенс і Годфрі Неллер, особливо Антоніс ван Дейк сприяли розвитку і становленню репрезентативного портрета в Італії і Англії. Велика Британія стрімко розвивалась і ставала новою супердержавою Західної Європи, витісняючи зі сфер впливу Нідерланди, Іспанію, Францію. Антоніс ван Дейк настільки вплинув на композиції і образний устрій репрезентативного портрету, що ті стали зразками. В русі знахідок ван Дейка почала працювати і низка голландських митців. Стару і нову аристократію в Нідерландах теж обслуговують здебільшого портретисти, серед яких —
- Бартоломеус ван дер Гелст(1613—1370)
- Герріт ван Гонтгорст (1590—1656)
- Абрахам Ламберт ван ден Темпел(1622—1672)
- Саймон Пітерс Верелст(1644—1721)
- Адріан Ханнеман (1604—1671).

Багатії на портретах кінця XVII ст. демонструють модні сукні і шляпи з перами, коштовну зброю, мають гордовиті жести, місцеві паньонки — демонструють мереживо і перли, засідають на нарадах, грають на музичних інструментах чи слухають музику в дозвілля в розкішних інтер'єрах. Нідерландець Адріан Ханнеман настільки довершено наслідує портретним зразкам ван Дейка, що його портрети приймають за твори самого фламандця. Саймон Пітерс Верелст пише німецького принца Руперта в манері тендітного аристократа-інтелектуала французького зразка, ігноруючи і його жорстокість, і войовничість, і аморальність. Риси аристократизму настільки переважають в мистецтві Нідерландії на зламі XVII–XVIII ст., що впливають і на жанровий живопис, який (як і нідерландський портрет) втрачає демократичні риси (Корнеліс Трост, «Забави в парку», «Портрет Єроніма Тоннемана з сином»).

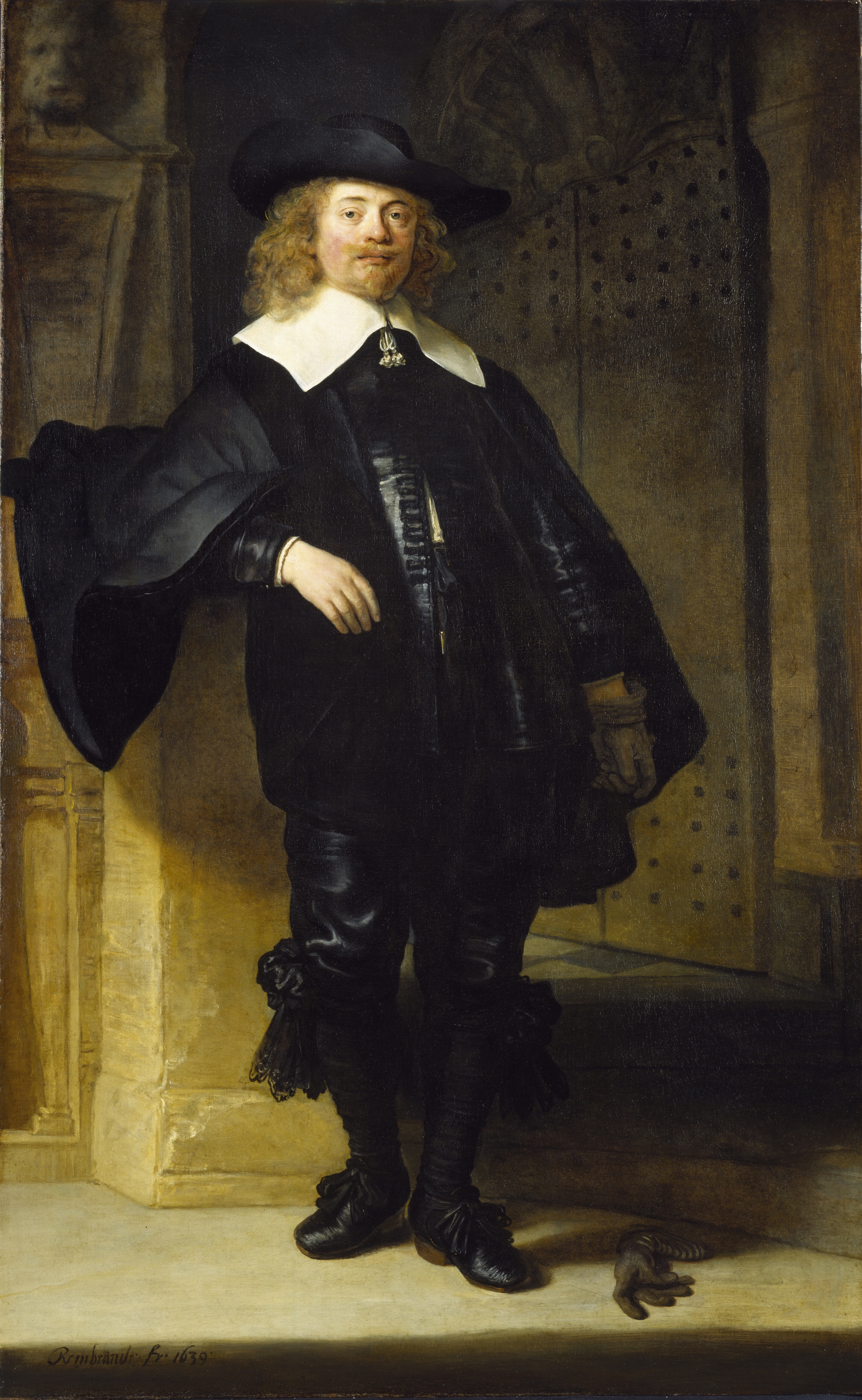
Рембрандт.«Андріс де Греф»
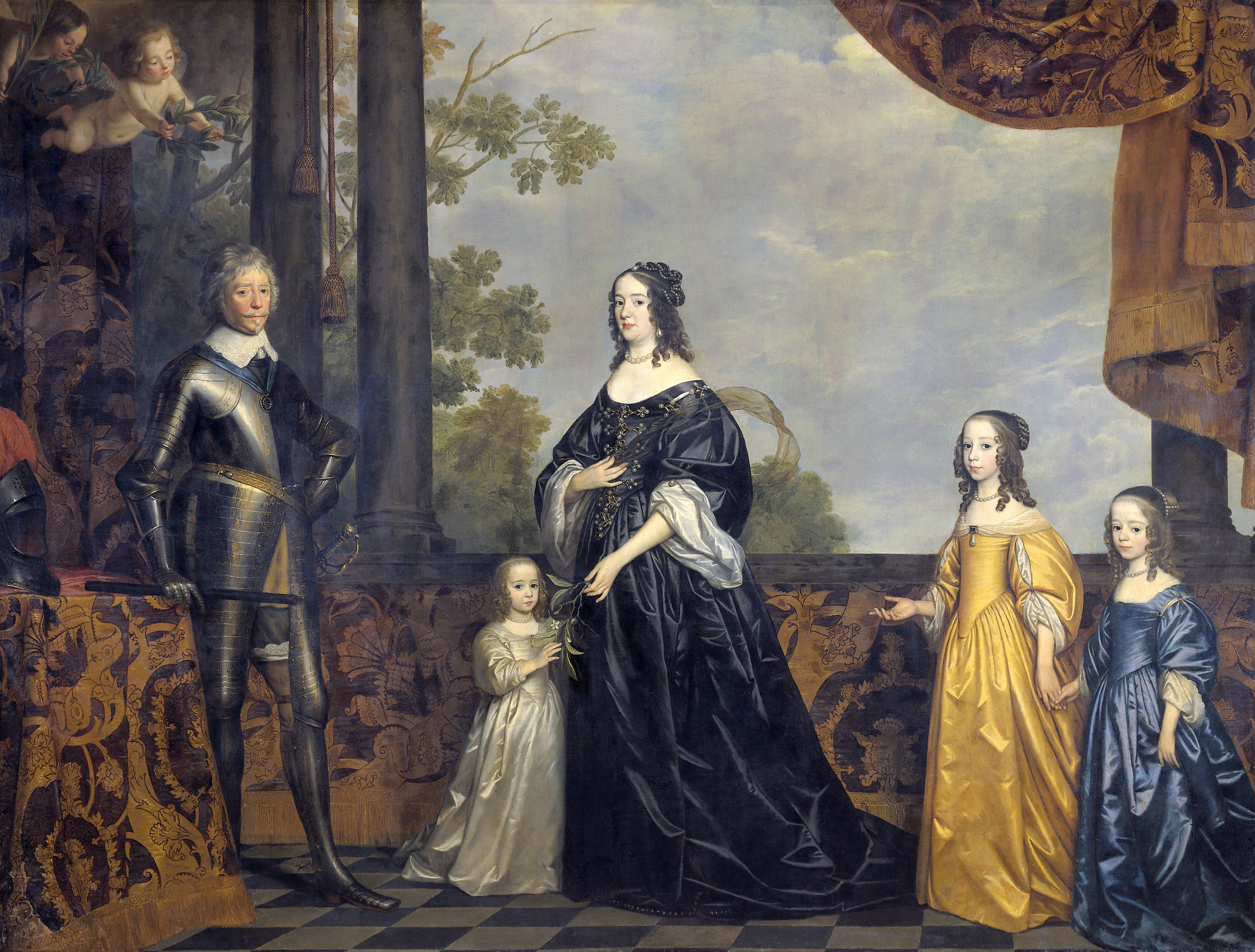
Герріт ван Гонтгорст. «Фредерік Гендрік, герцог Оранський, з родиною»
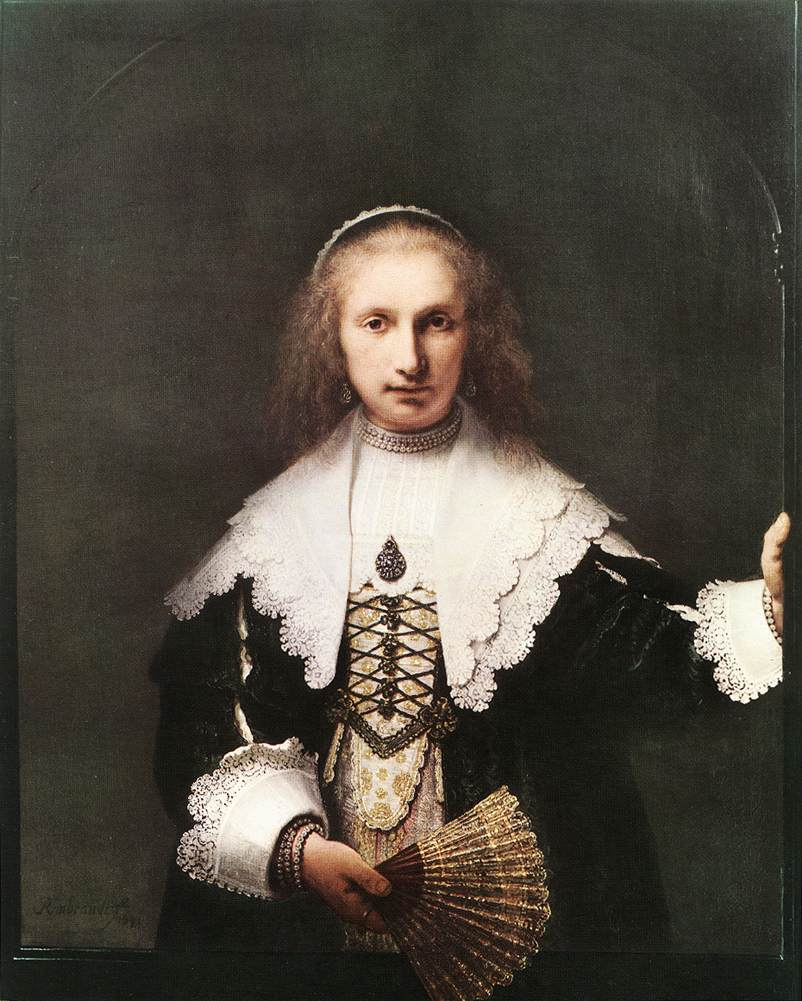
Рембрандт.«Агата Бас»
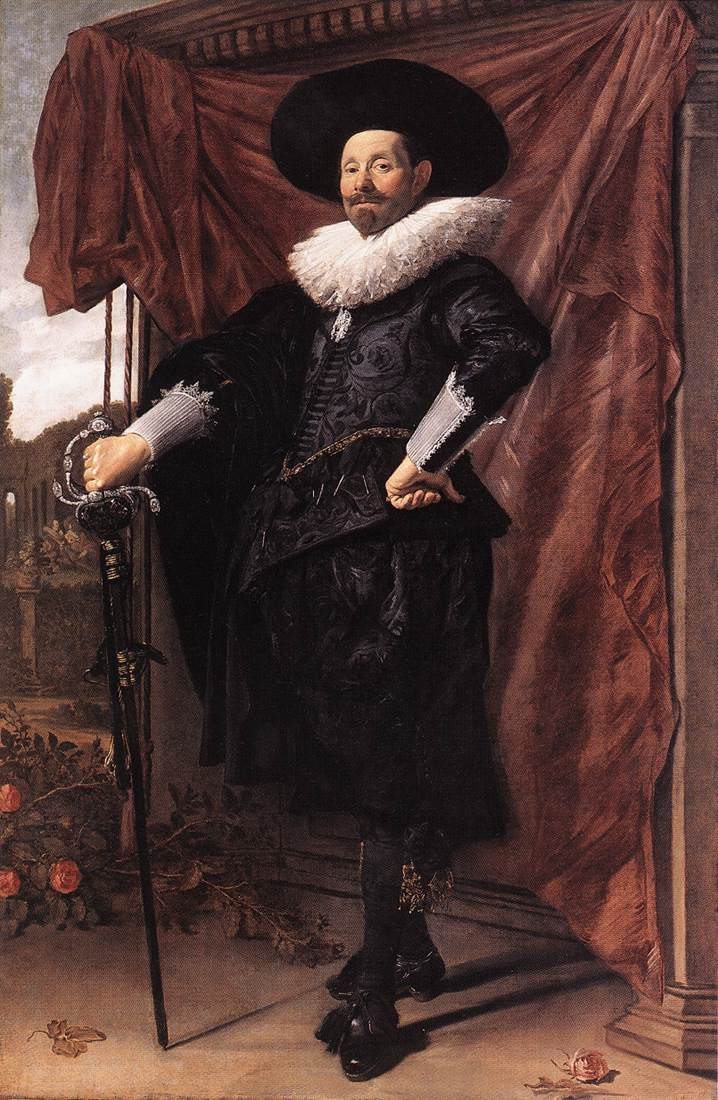
Франс Халс. «Віллем Хейтхейзен»
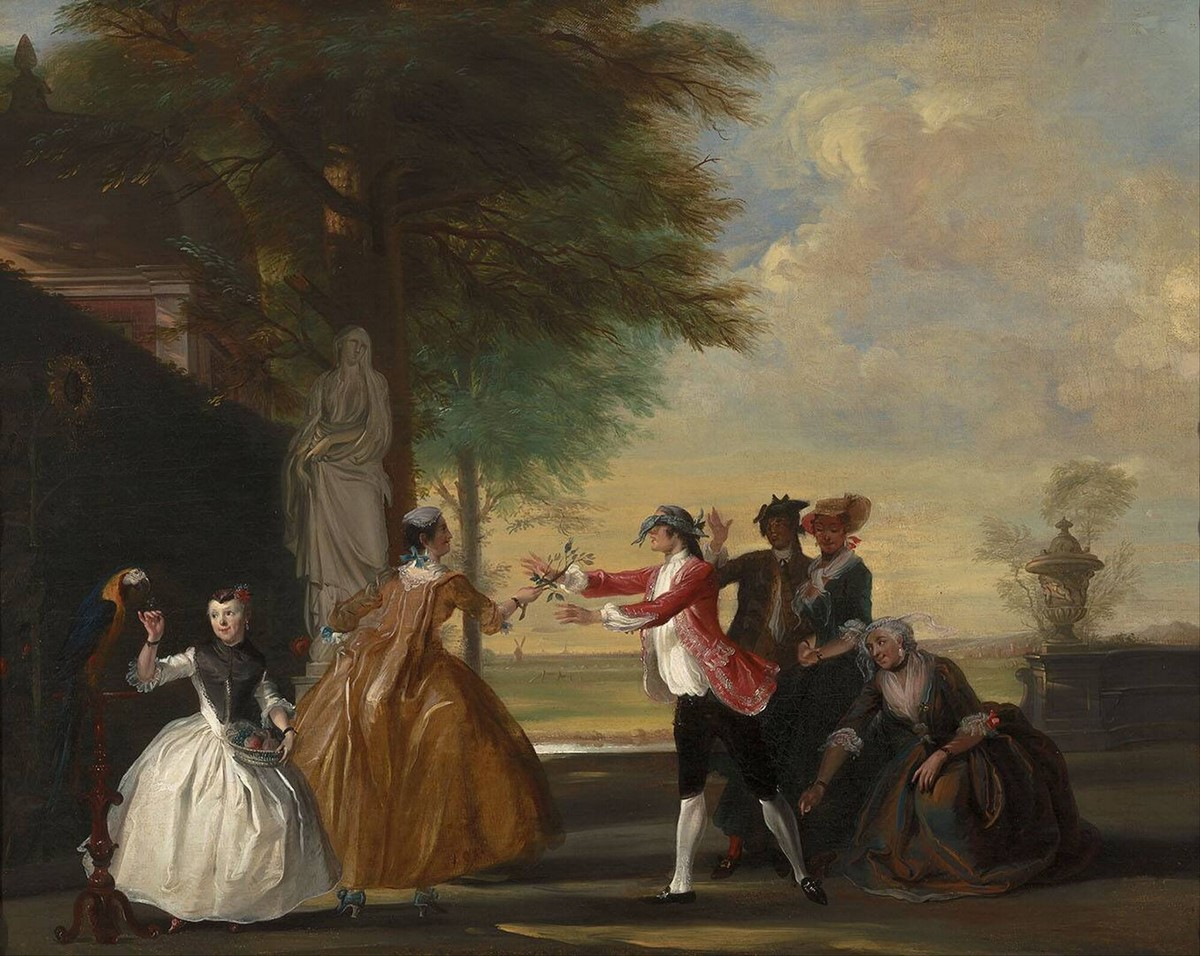
Корнеліс Трост. Забави в парку
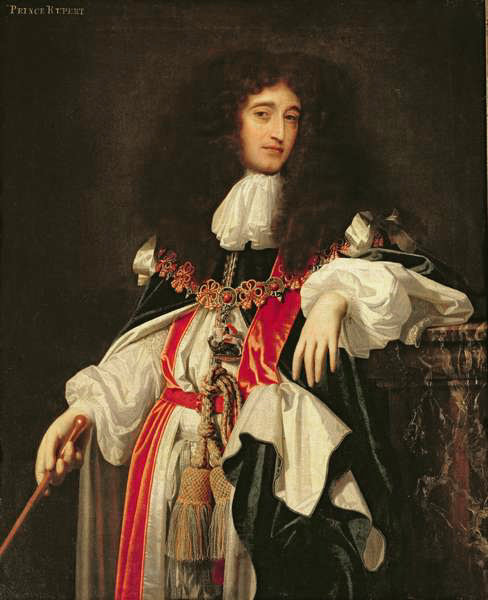
Саймон Пітерс Верелст. «Принц Руперт». Бріджмен Арт бібліотека
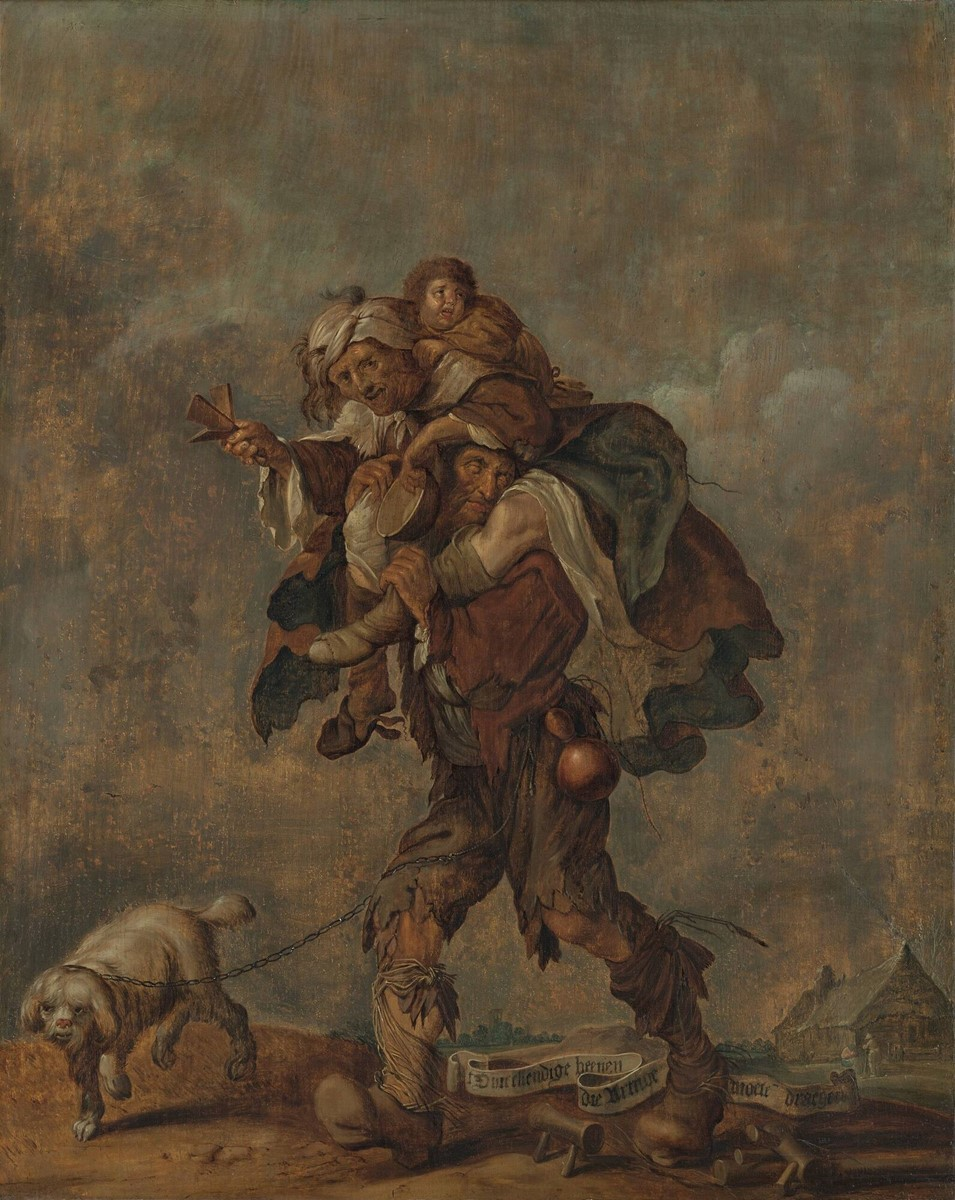
Адріан ван де Венне. «Алегорія Бідності», бл. 1635, Меморіальний художній музей Аллена, США
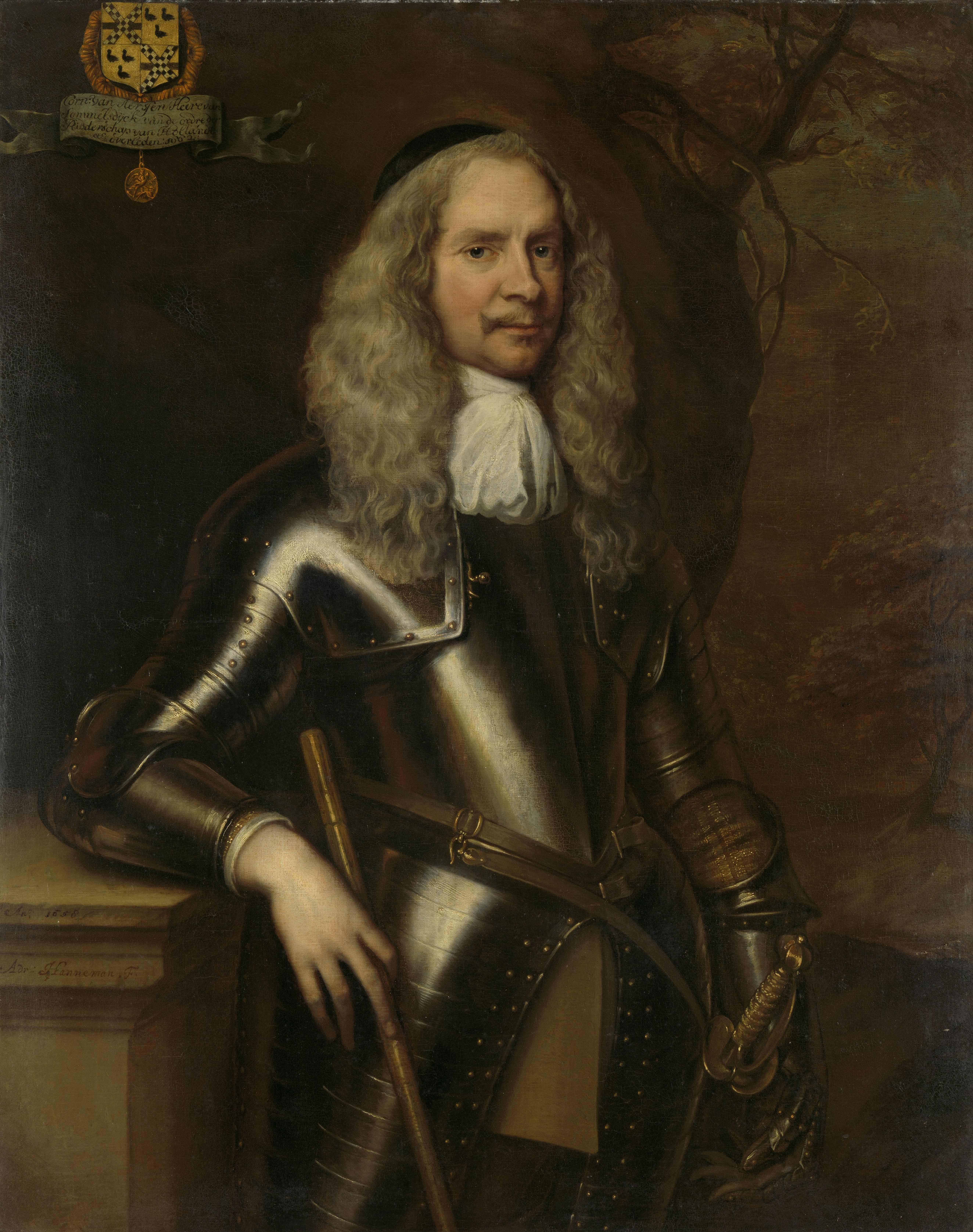
Адріан Ханнеман. «Ерсен ван Соммелсдійк, полковник кавалерії», 1658
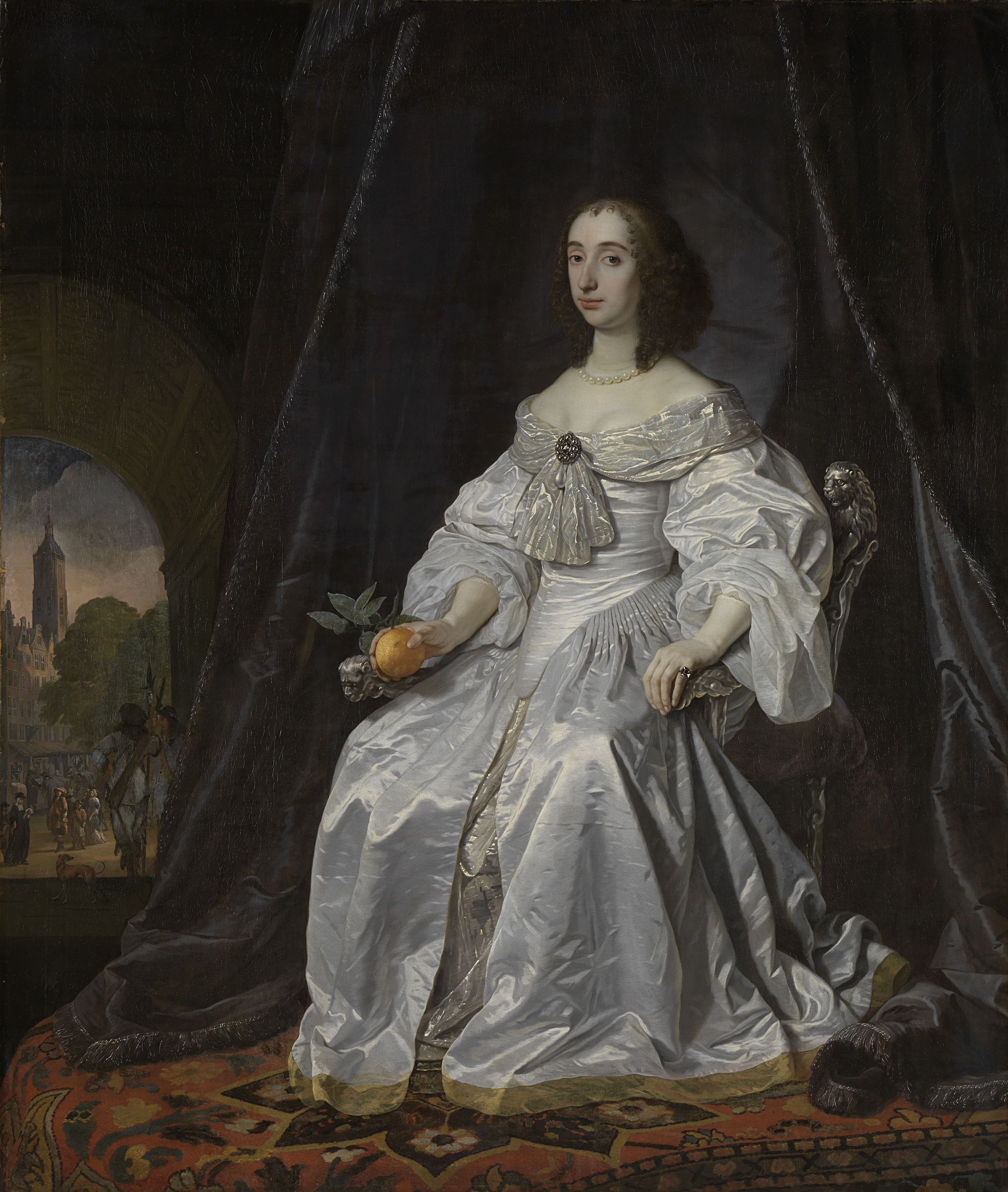
Бартоломеус ван дер Гелст. «Марія, принцеса Оранська», 1652
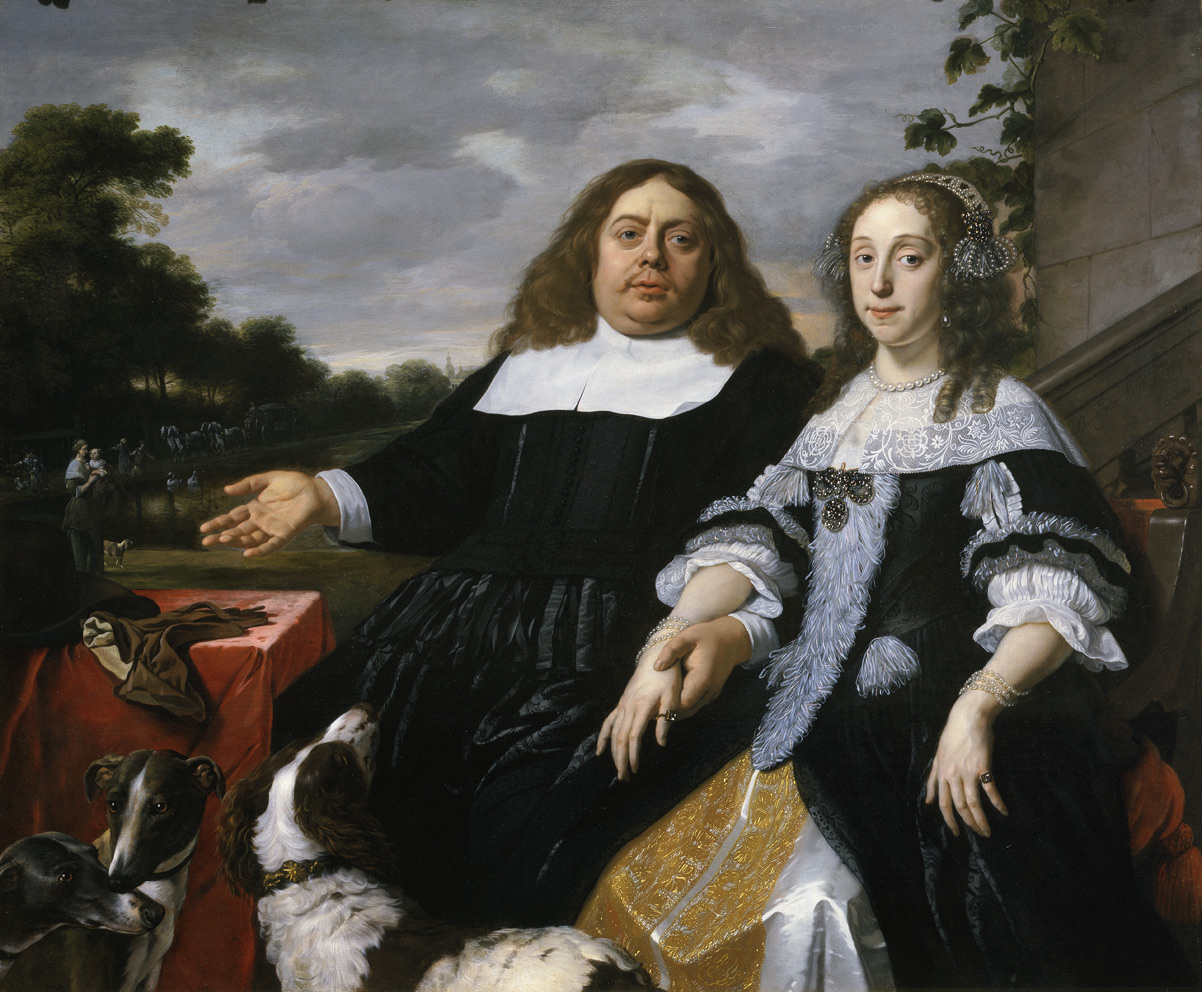
Бартоломеус ван дер Гелст. «Ян Хінлопен з дружиною», 1665
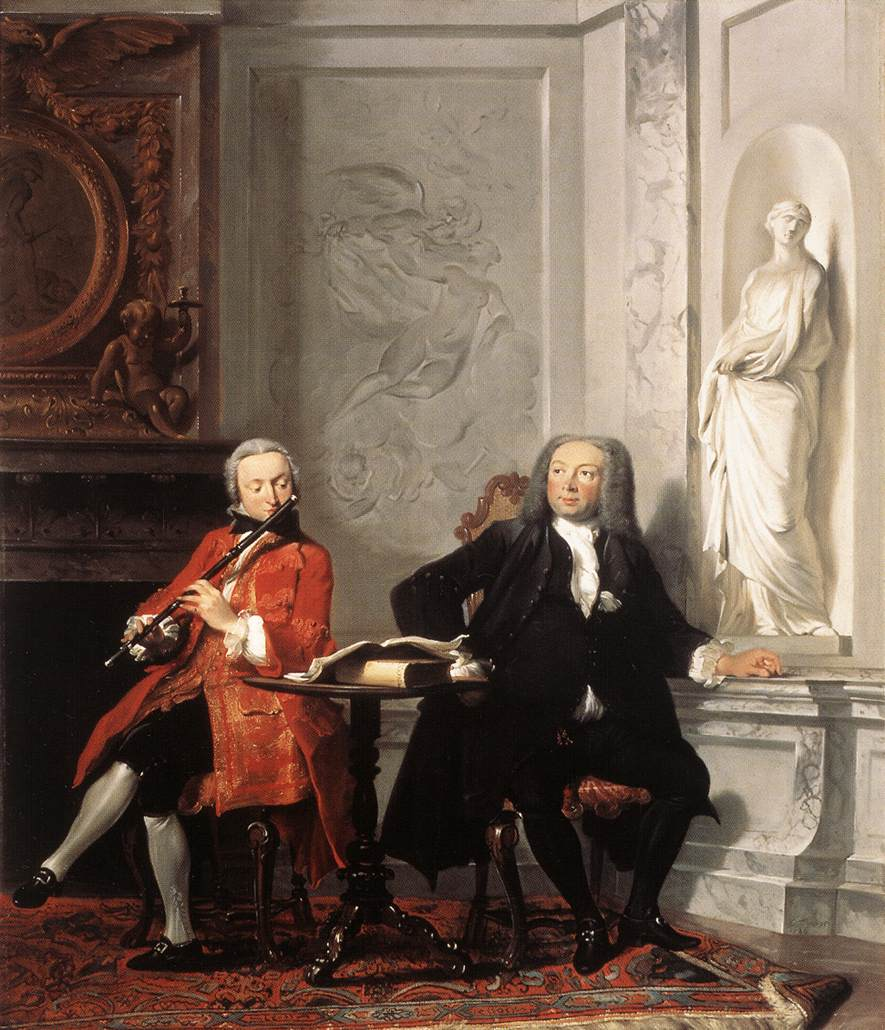
Корнеліс Трост. «Портрет Єроніма Тоннемана з сином», 1736

## Викрадення нідерландських картин
Картини нідерландських художників постійно стають об'єктом злочинів. Час від часу злочинці викрадають твори мистецтв як з приватних колекцій, так і з музеїв. Найзухвалішим злочином в Україні стало пограбування 1996 року Чернігівського обласного художнього музею, з якого забрали полотна художників нідерландської школи XVII–XIX ст. загальною вартістю в 3,5 млн доларів.
Витвори мистецтва зникають у багатьох країнах. 1990 року з музею Ізабелли Стюарт Ґарднер викрали картини на суму 500 млн доларів. Серед них — полотна Рембрандта «Шторм на Галілейському морі» (1633), Яна Вермера «Концерт» (бл. 1664), Ґоверта Флінка «Краєвид з обеліском» (1638).
2005 року з музею Західної Фрисландії викрали 24 картини XVII–XVIII ст, серед яких картини Якоба Вабена «Марнославство», Яна Класа Рітсхофа «Краєвид на Східний острів (Горн)», Матіаса Вітоса «З Грашавена», Ґерріта Помпе «Краєвид Енкхейзена».

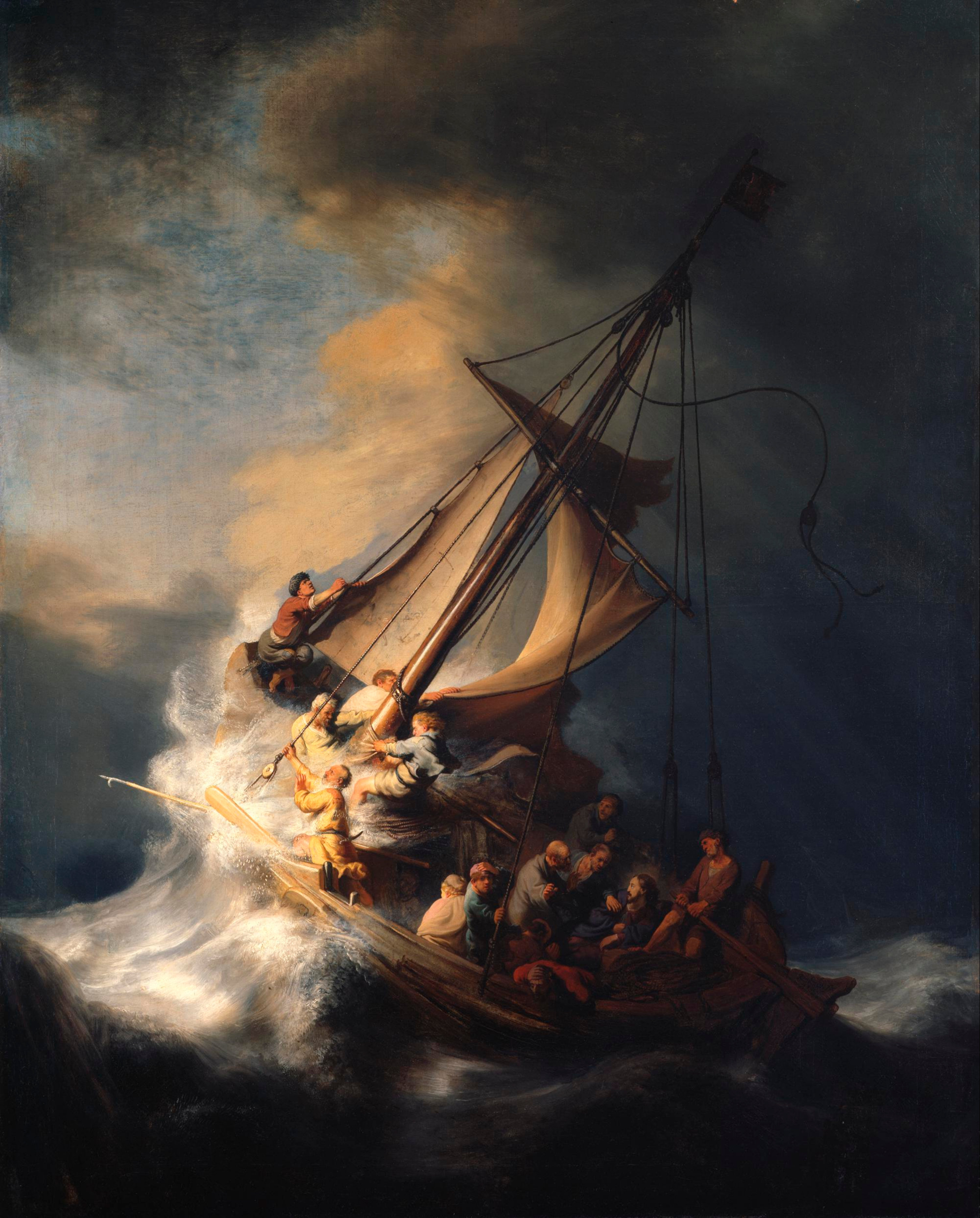
Рембрандт. «Христос під час шторму на Галілейському морі», 1633
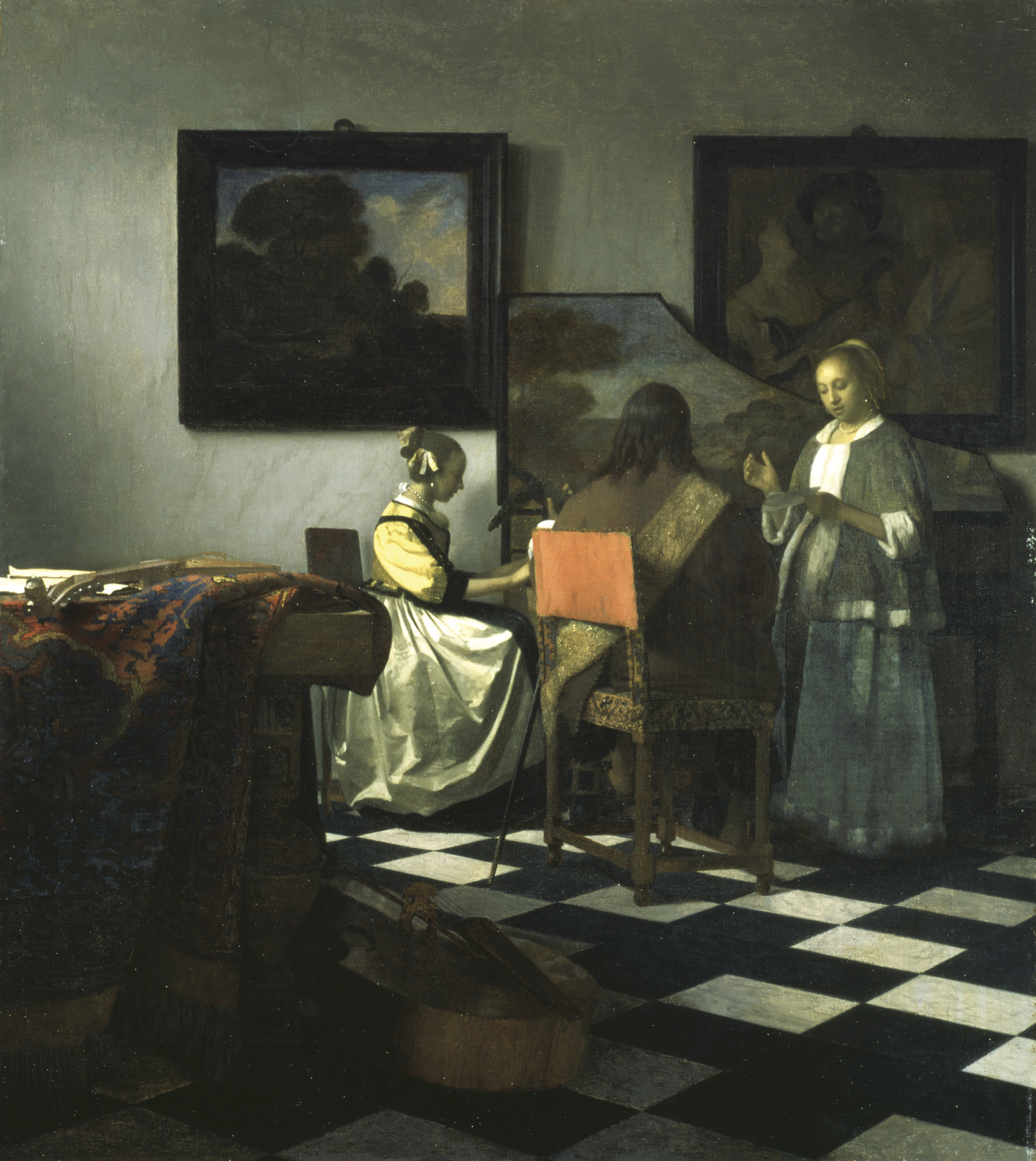
Ян Вермер. «Концерт», бл. 1664
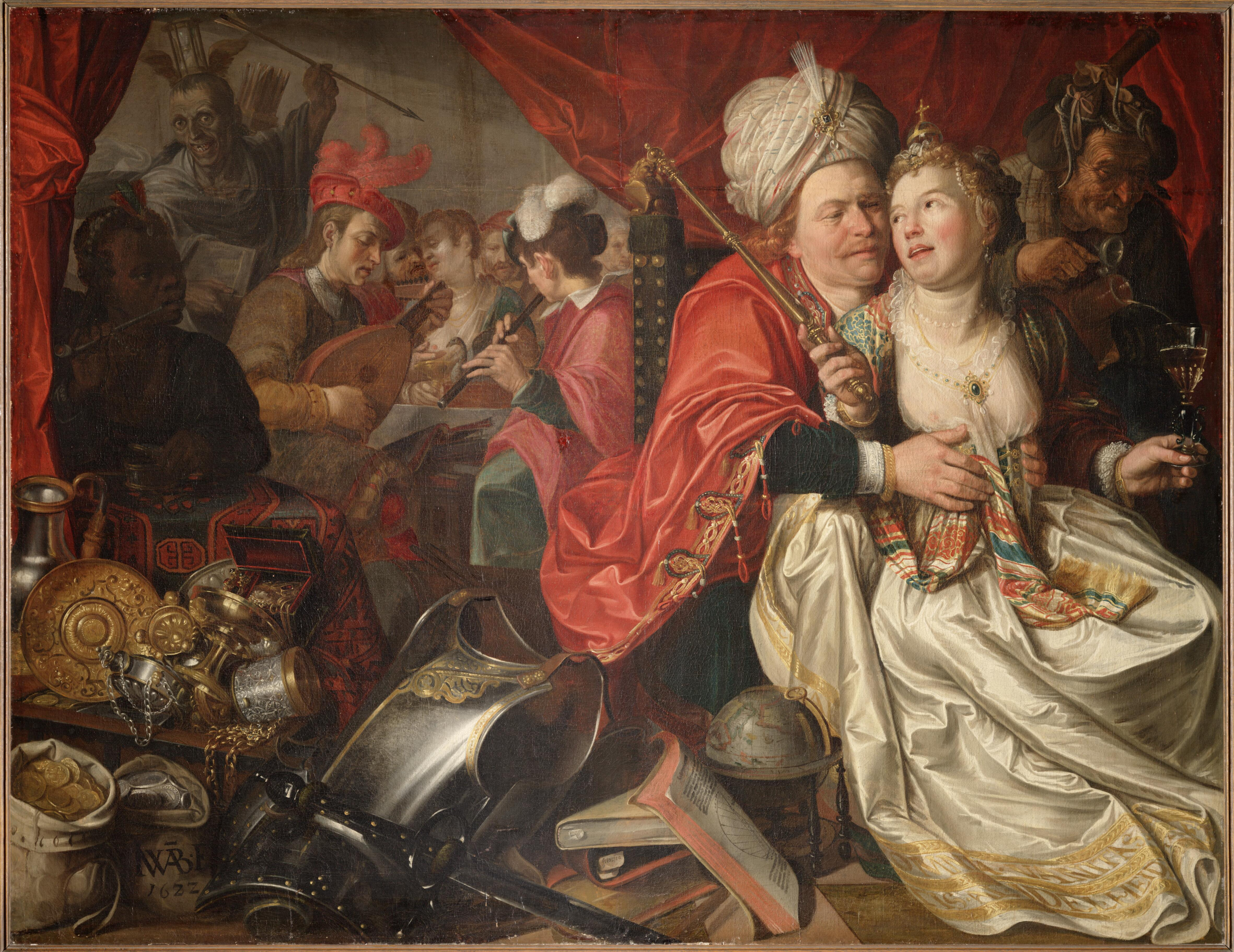
Якоб Вабен. «Марнославство»
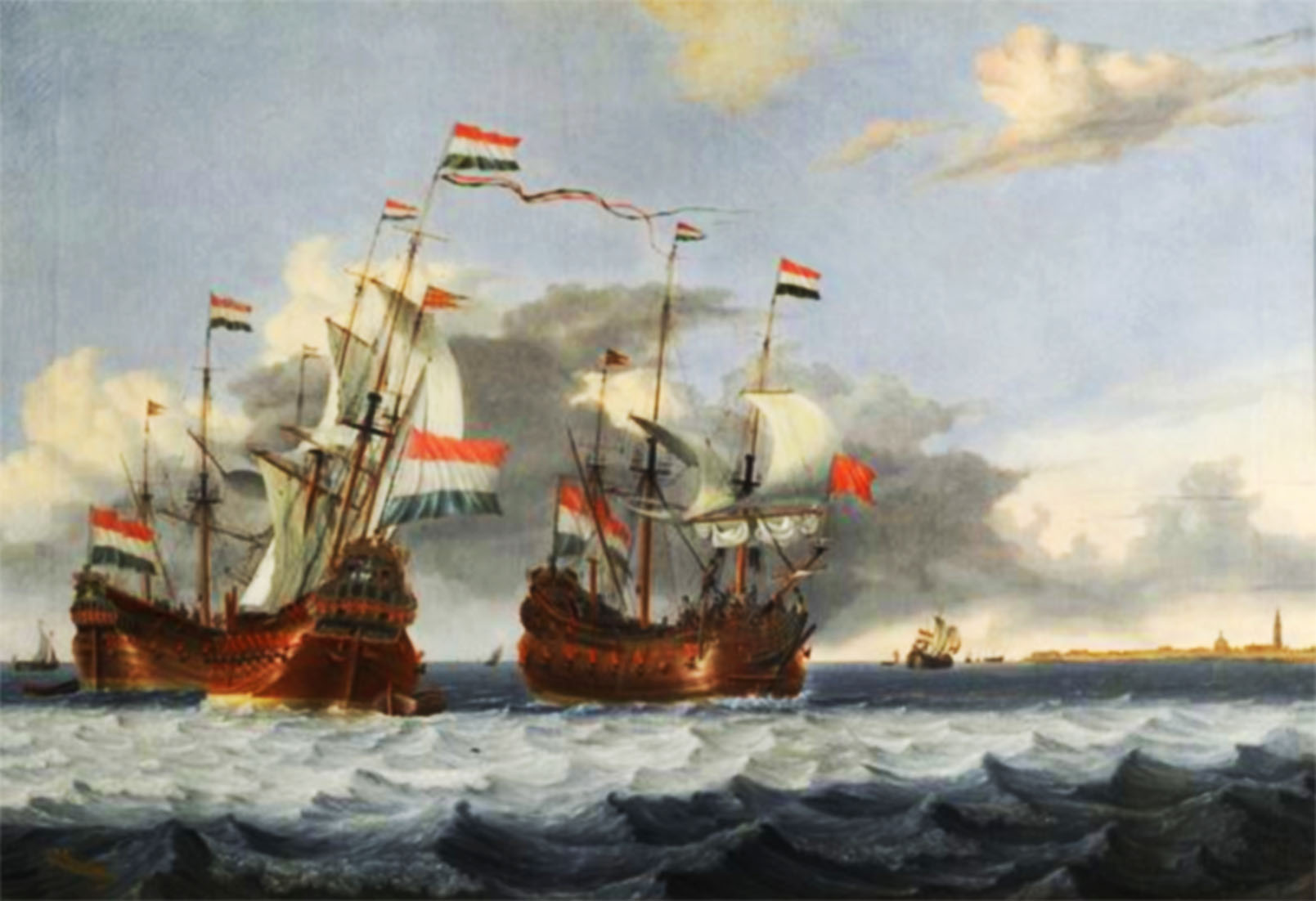
Ґерріт Помпе. «Краєвид Енкхейзена».
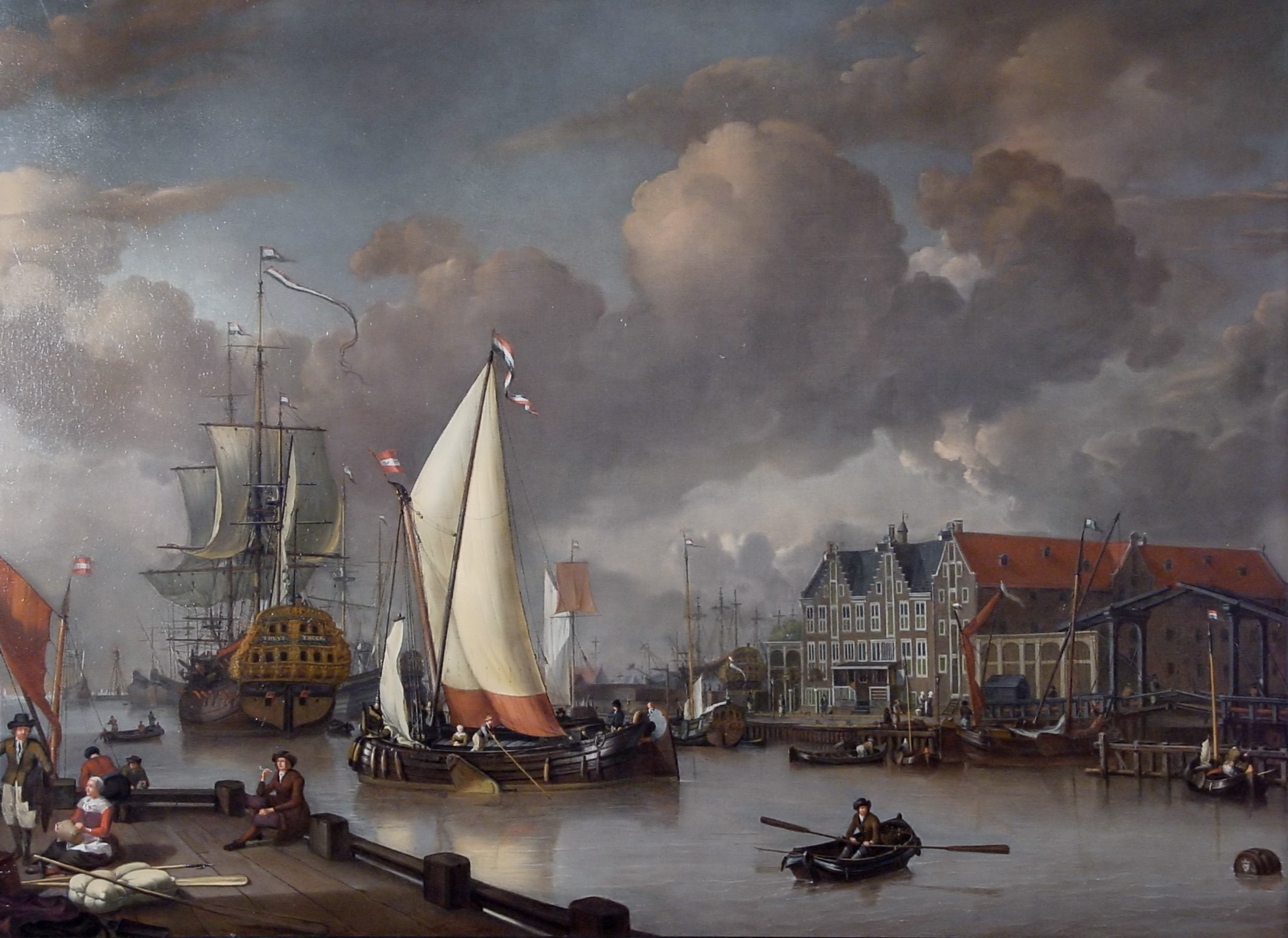
Ян Клас Рітсхоф. «Краєвид на Східний острів (Горн)»
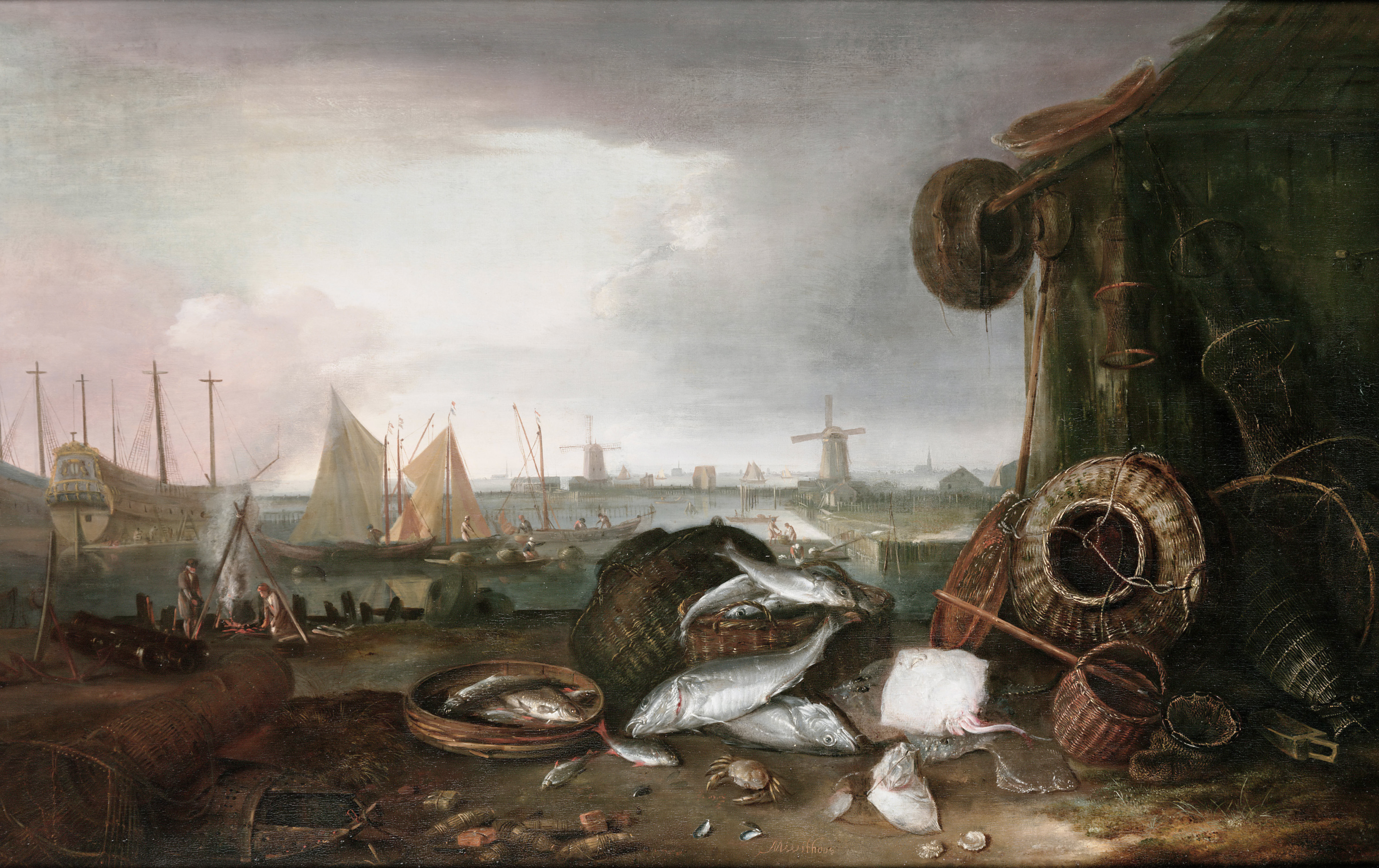
Матіас Вітос. «З Грашавена»